# Historia de la gastronomía

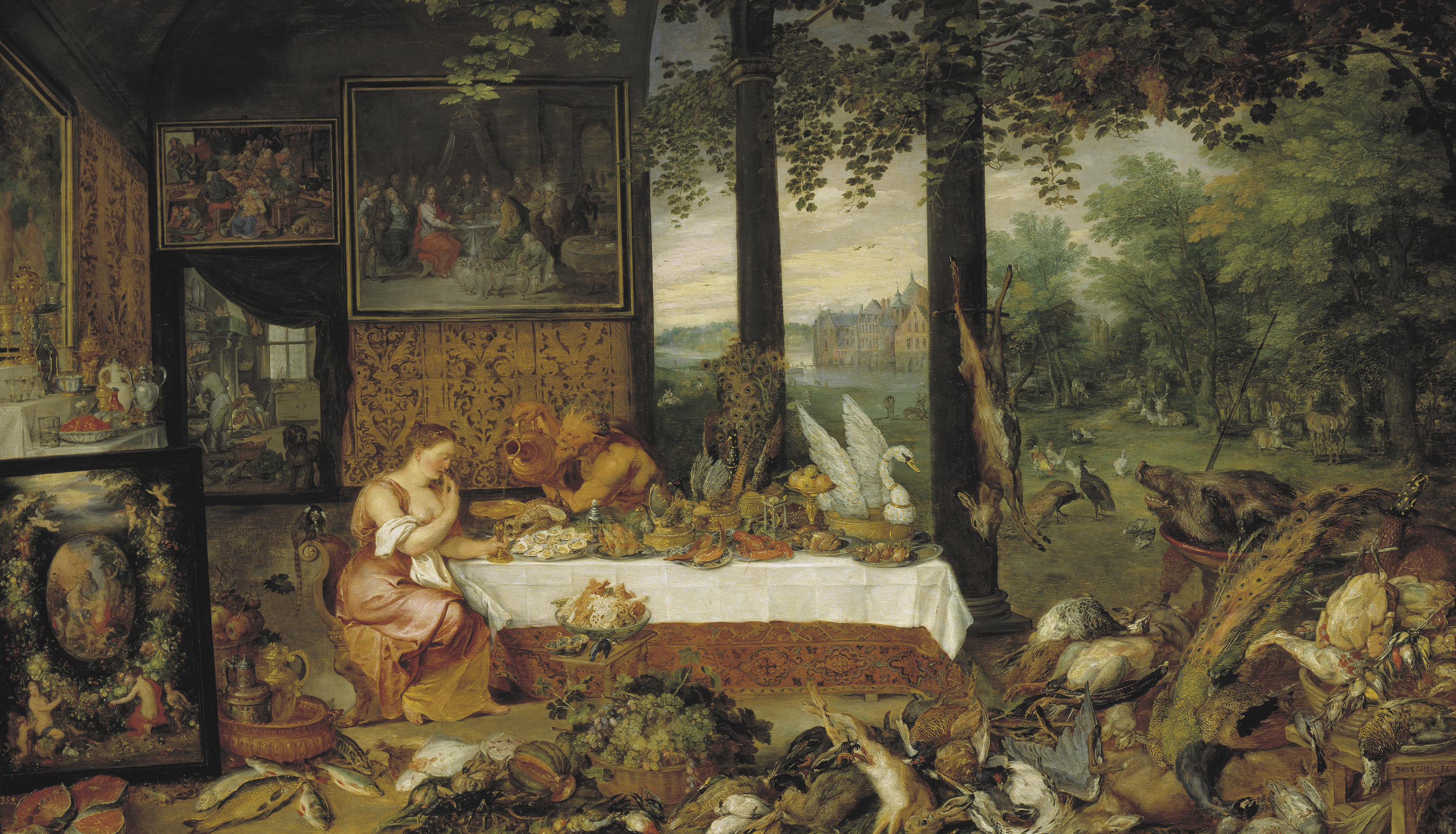
Alegoría del gusto (1618), de Jan Brueghel el Viejo y Peter Paul Rubens, Museo del Prado, Madrid

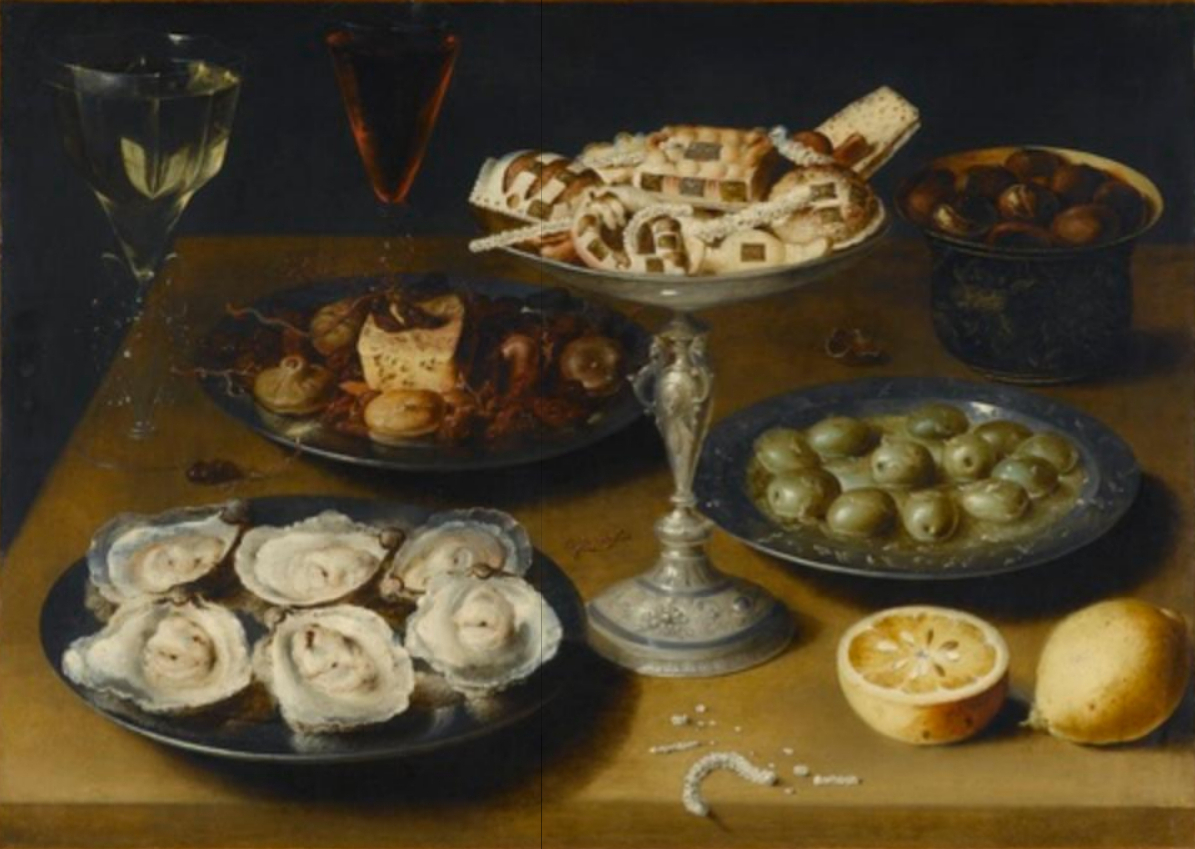
Bodegón con ostras (c. 1610), de Osias Beert, Galería Estatal de Stuttgart

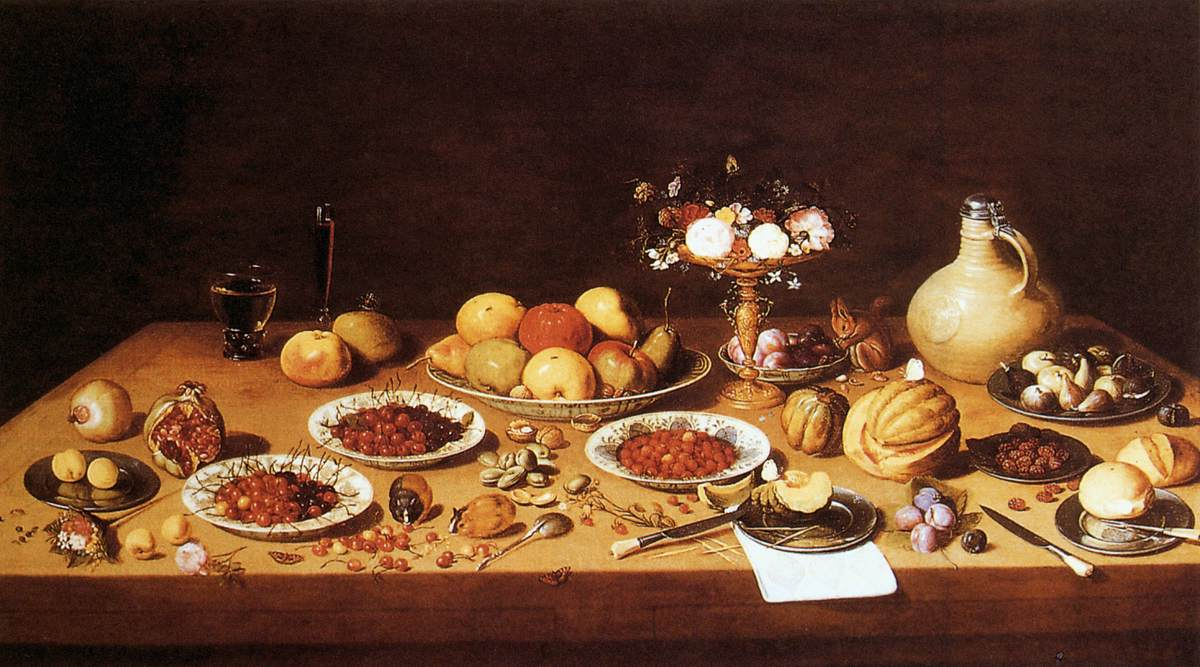
Naturaleza muerta con fruta y flores sobre una mesa, de Jan van Kessel el Viejo, colección privada

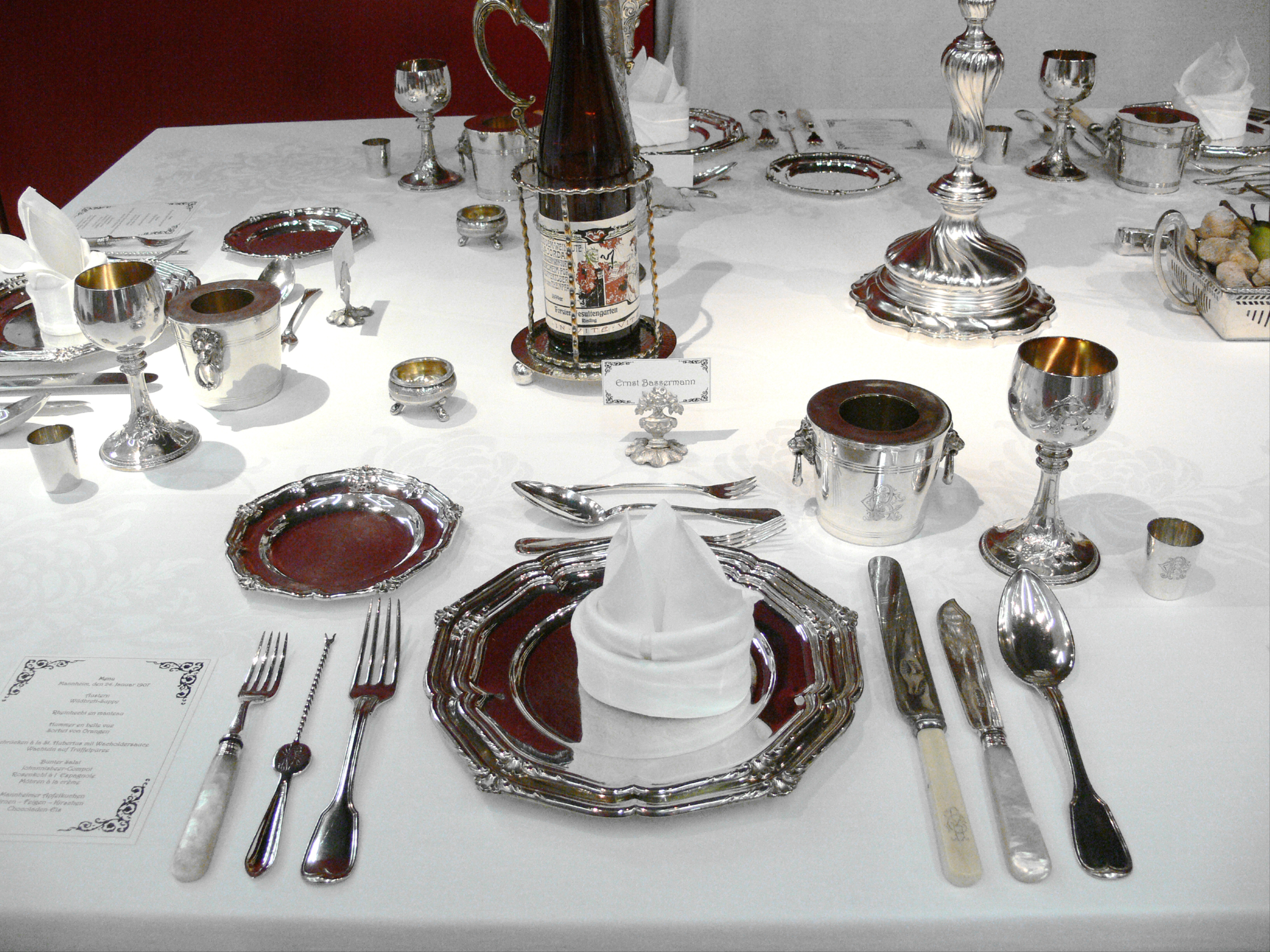
Vajilla

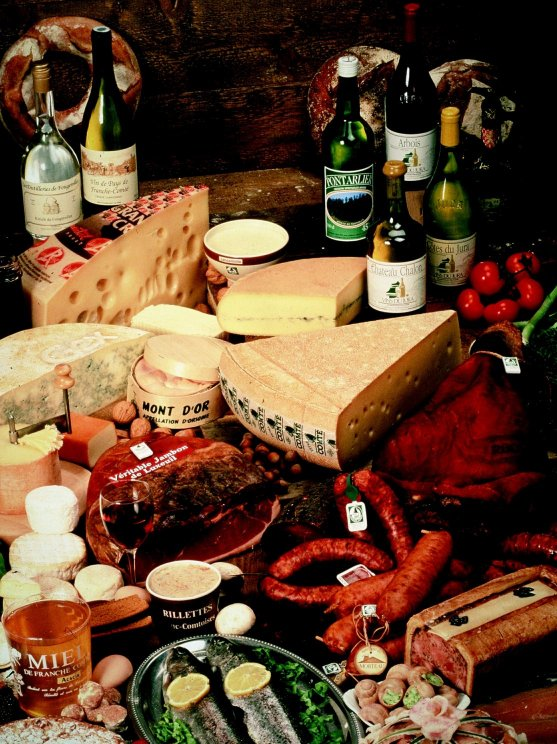
Selección de productos del Franco Condado

La historia de la gastronomía está intrínsecamente relacionada con la historia de la humanidad, ya que el ser humano, como ente biológico, necesita de la alimentación para su subsistencia. Sin embargo, al estar dotado de conciencia y sensaciones, la alimentación es más que un factor fisiológico, es fuente de placer, un goce sensorial e incluso estético. Conforme ha avanzado en su civilización, el ser humano siempre se ha preocupado de hacer elaboraciones que no solo calmasen su apetito, sino que fuesen agradables a la vista, que tuviesen buen olor y buena presentación, por lo que ha desarrollado una puesta en escena con diversos utensilios, como vajilla, cubiertos, cristalería, servilletas, manteles, velas, flores o centros de mesa. A la vez, la alimentación se ha convertido en un ritual social, en el que personas con diversas relaciones afectivas o sociales se reúnen para la celebración de determinados eventos, como aniversarios, bautizos, comuniones, bodas o incluso, en determinadas culturas, funerales, así como reuniones de negocios o laborales, fiestas colectivas por barrios o municipios, y otros. En ese sentido, diversos lugares dedicados a la expedición de alimentos o bebidas, como bares, restaurantes, cafeterías, tabernas, posadas, mesones, pubs y otros establecimientos similares, han servido como centros de socialización para numerosas comunidades.
La gastronomía (del griego γαστρονομία, compuesto de γαστήρ, «vientre», y νόμος, «ley») es la ciencia y arte de la alimentación, enfocada no solo en cuanto al arte culinario (o cocina), sino a todos los factores que componen el acto de comer, tanto sociales como fisiológicos o culturales. Su estudio tiene un claro componente práctico en cuanto la alimentación es indispensable para el ser humano, pero presenta igualmente una gran faceta de creatividad derivada de la combinación de alimentos y de la innovación en cuanto a la creación de nuevas recetas. Las diversas tendencias gastronómicas son debidas sobre todo a variantes regionales, ya que cada país tiene su propio sello distintivo. En el acto de comer hay que tener en cuenta factores como el espacio destinado a tal efecto, la presentación de los alimentos y la decoración de la mesa, y los diversos utensilios destinados a favorecer la ingesta de alimentos, que han ido evolucionando y adquiriendo cada vez mayor sofisticación, lo que ha convertido la comida en un rito social que trasciende el mero acto físico de deglutir para convertirse en un momento de comunión familiar, hecho remarcado por diversas religiones con el acto de bendecir la mesa. En especial, los utensilios y accesorios de cocina (platos, vasos, cuchillos, cucharas, tenedores) han tenido una especial evolución acorde con criterios estéticos, que en muchos casos ha superado la mera practicidad del objeto para convertirse en piezas artísticas transmisoras de un determinado estilo, en paralelo a los diversos períodos de la historia del arte, dentro del género de las llamadas artes decorativas. Inventos como la cerámica, o la manufactura de materiales como el bronce y el hierro, revolucionaron la cocina, pudiendo crear toda una serie de utensilios para las diversas necesidades requeridas en la confección de alimentos y su posterior ingesta.
El acto de comer trasciende para el ser humano el mero componente físico, transformándose en una experiencia estética donde intervienen diversos sentidos, desde el gusto y el olfato hasta la visión de la propia comida, ya que un plato bien presentado puede parecer más apetecible que uno presentado de forma rudimentaria. El comer causa placer, e influye en nuestra fisiología en muchos otros ámbitos, como en el dormir, ya que hay alimentos que favorecen o perjudican el sueño. La comida tiene también un componente cultural, por cuanto la multiplicidad de gastronomías en todos los ámbitos geográficos provoca una distinta manera de percibir la comida, o de apreciar ciertos gustos o sabores, según la región o la población que la perciba. Igualmente, provoca en el ser humano un estado de reflexión, de enjuiciamiento, ya que después de comer se entra en la valoración de la calidad de los alimentos o de la originalidad de su combinación o su forma de prepararlos. Otro papel decisivo lo juegan factores como la imaginación y la memoria, que son los que permiten innovar y experimentar con los alimentos, y transmitirlos en el tiempo permitiendo su reproducción.
Un componente destacado en la gastronomía es la química del alimento, que interfiere en el sabor. El cuerpo reconoce cuatro sabores principales: dulce, salado, ácido y amargo. Muchos gustos regionales por diversos sabores tienen un origen histórico determinado: el gusto por la salazón en los países mediterráneos viene de cuando se conservaban los alimentos en sal; en Latinoamérica, el gusto por el chile procede de cuando la población menos favorecida lo tomaba para resarcir la falta de alimentos, por la sensación de hartazgo que produce, al tiempo de que servía para matar parásitos. En cuanto a la elaboración de alimentos, el etnólogo Claude Lévi-Strauss estableció en El origen de las maneras de mesa tres estados básicos de presentación de los alimentos: crudo, podrido y cocido, cuya predilección es un factor cultural que depende de diversas circunstancias. Igualmente, los alimentos se pueden preparar de distinta manera según el elemento utilizado para su elaboración: asado con fuego, hervido con agua o ahumado con aire.

La historia de la cocina se confunde con la de la humanidad hasta el punto de que los antropólogos contemporáneos consideran que la utilización del fuego para cocinar y la memorización de las técnicas culinarias son el verdadero punto de partida de la cultura humana.
Edmond Neirinck/Jean-Pierre Poulain

## Prehistoria

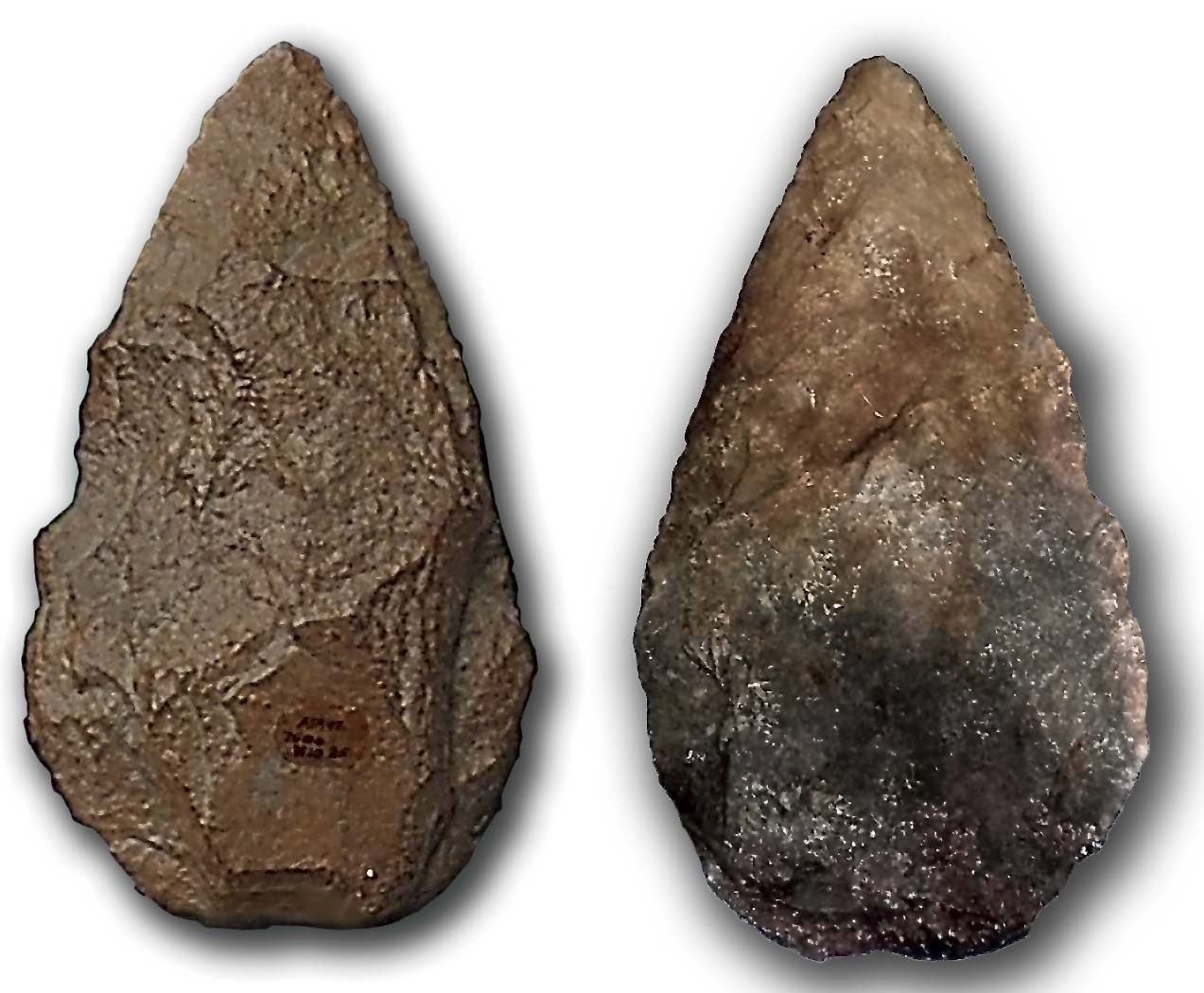
Bifaz lanceolado de cuarcita procedente de Atapuerca (Burgos, España), datado en unos 350 000 años

La historia de la cocina se inicia cuando el ser humano empieza a utilizar el fuego para preparar los alimentos, que resultan así más fáciles de comer y más digestibles, así como más agradables en cuanto a una temperatura adecuada para el cuerpo. Hace 400 000 años está ya documentada la cocción de los alimentos por parte del hombre de Pekín y, sin duda, parten de entonces las primeras combinaciones de alimentos. Otro paso de suma importancia fue la agricultura, que permitió al ser humano planificar su fuente de recursos alimenticios, gracias a la creación de excedentes para épocas de escasez. En paralelo, la domesticación de animales y el surgimiento de la ganadería propiciaron otra gran fuente de alimentos, de más fácil alcance que la dependencia de la caza y la pesca.

### Paleolítico
Hablar del gusto en la prehistoria es difícil, pues no quedan testimonios sobre la forma de cocinar los alimentos por parte del ser humano primitivo, cuáles eran sus gustos o sus preferencias alimentarias. Lo más que se puede conocer es a través de restos arqueológicos, bien de residuos alimenticios o de los primeros utensilios usados para cocinar. En todo caso, las modernas técnicas biomoleculares permiten establecer las dietas que siguieron los primeros pobladores. La mayoría de restos biológicos se degradan en poco tiempo, por lo que los únicos residuos que se pueden estudiar son los huesos de animales, concretamente de mamíferos, reptiles, aves y peces, o bien caparazones de moluscos y crustáceos; en ocasiones, restos de quitina pueden revelar la ingesta de insectos. Es más difícil hallar restos vegetales, que solo se dan en casos como incendios, que pueden conservar semillas o cáscaras. Por otro lado, los hallazgos de polen pueden revelar el tipo de plantaciones que se efectuaba en una zona. Por último, el estudio de los restos humanos también puede dar cuenta de la alimentación practicada por el ser humano prehistórico. En especial, la dentadura puede dar testimonio del tipo de dieta practicada, o ciertas enfermedades como el raquitismo pueden dejar constancia de la carencia de ciertos alimentos. En cuanto a recipientes, pueden albergar residuos como grasas y ceras, con lo que puede establecerse qué contenían.

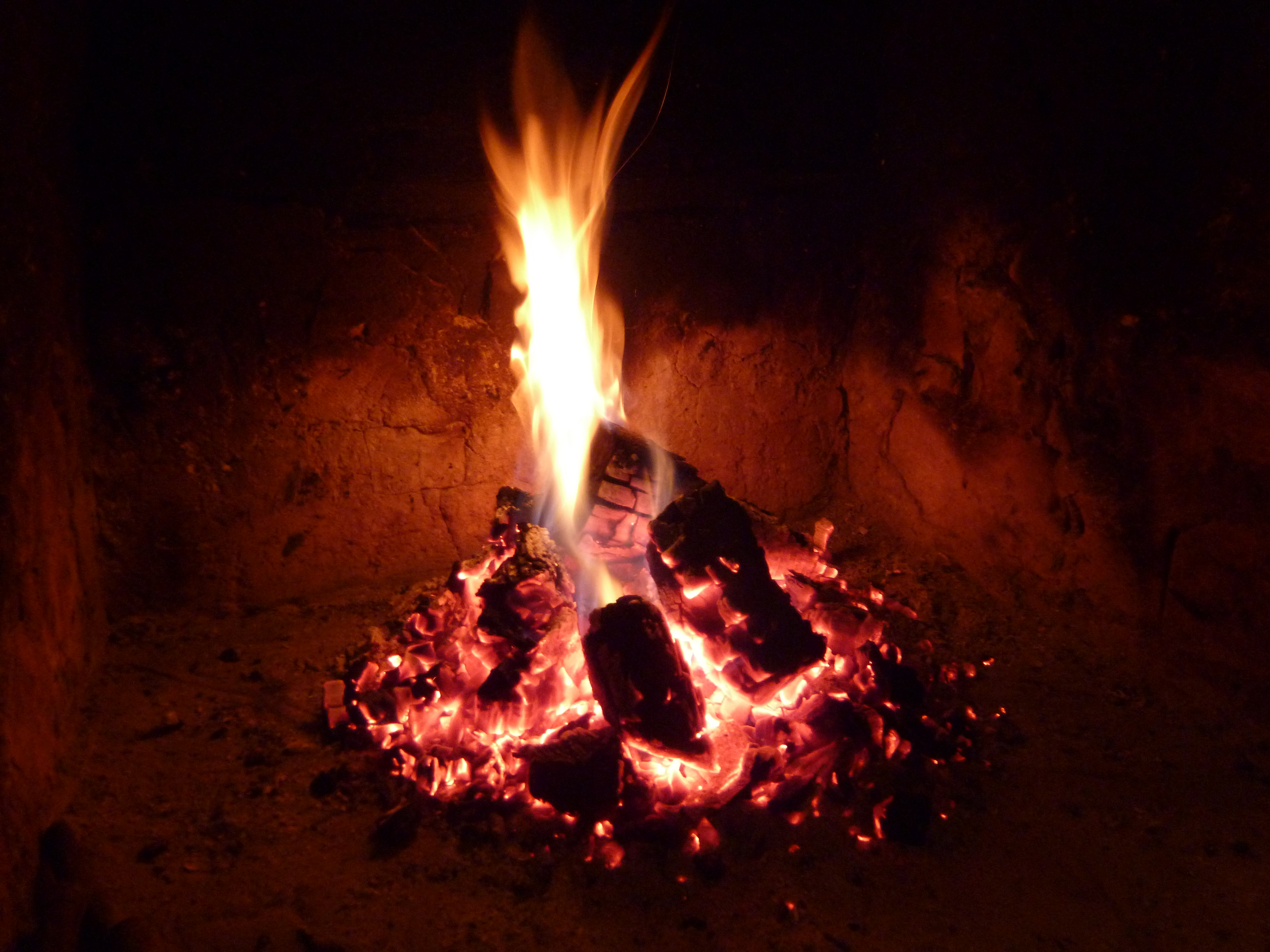
El dominio del fuego fue un avance esencial en la preparación de alimentos

Aunque es difícil establecerlo con precisión, parece ser que los primeros homínidos eran más bien carroñeros y estarían al acecho de restos dejados por felinos. Probablemente, el Homo neanderthalensis (hace 230 000-40 000 años) se dedicaría ya a la caza, aunque seguía siendo carroñero y se dedicaría también a la recolección de raíces, tubérculos, semillas, bayas, setas y frutas, así como la pesca, actividades que practicó igualmente el primer Homo sapiens. De hecho, cabe tener presente que la caza-recolección ocupa al menos el 90 % de la historia de la humanidad, en los períodos denominados Paleolítico y Mesolítico. La caza aportaba comida, pero también pieles para cubrir el cuerpo de las inclemencias del tiempo. Los principales animales que cazaba el ser humano del Paleolítico eran mamuts, bisontes, renos, caballos y vacunos salvajes, pero también comía pequeños animales como roedores, serpientes y lagartijas, o bien caracoles y gusanos. Para ello se desarrollaron diversos instrumentos, como la lanza, el arco y las flechas para cazar, o el anzuelo y los arpones para pescar.
Un hito fundamental en la historia del cocinado de alimentos fue el dominio del fuego, conseguido probablemente por el Homo erectus hace unos 500 000-240 000 años. Esto abrió un nuevo abanico de posibilidades a la hora de preparar el alimento: ya no era solo qué comer, sino cómo comerlo. La forma de cocinar abriría nuevas modalidades para el gusto, y su diferenciación comenzó a ser un rasgo distintivo del acervo cultural de cada comunidad humana.
En la dieta de los cazadores-recolectores lo más preciado era la grasa: los animales a cazar eran seleccionados por su peso, cuanto más gordos mejor; de animales magros podían aprovechar ciertas partes como la lengua o el tuétano, pero su carne solía ser abandonada. Para encontrar carne, los pueblos primitivos debían recorrer grandes distancias, por lo que no tenían asentamiento: eran nómadas. Otro aporte alimentario muy preciado eran los azúcares, que aportaban hidratos de carbono, y que obtenían principalmente de frutos, bayas, miel, jarabe de arce y algunos extractos de plantas. Hay indicios que sitúan la apicultura en la transición entre el Mesolítico y el Neolítico. El hábitat marino era también una fuente de abundantes alimentos: peces, moluscos, crustáceos, mamíferos marinos, algas, y otros. En estos entornos, las comunidades humanas podían ser más sedentarias, con pequeños establecimientos en costas, estuarios o ríos. Por otro lado, la explotación de recursos marinos llevó sin duda a la navegación, y esta a la exploración y colonización de nuevas tierras e, incluso, continentes, como podría ser el caso de América.

### Neolítico

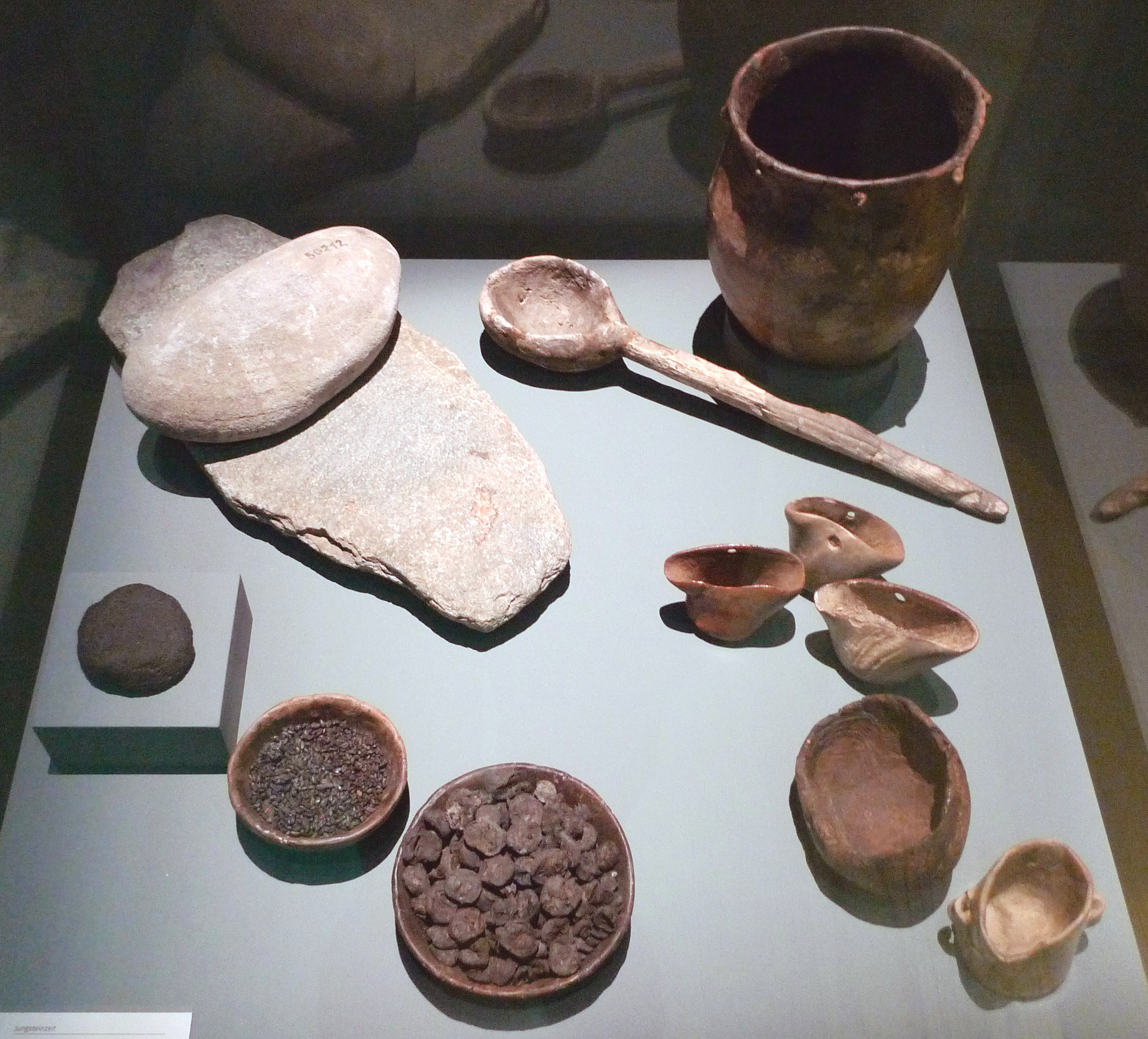
Cubiertos y productos alimenticios neolíticos encontrados en Suiza: piedras de molino, pan carbonizado, granos y manzanas pequeñas, una olla de barro y recipientes hechos de astas y madera (Historisches Museum, Berna)

Hace unos 10 000 años, probablemente a causa de un cambio climático causado por la desglaciación, se inició un nuevo período en las costumbres habitacionales y alimentarias del ser humano: de ser nómada pasó al sedentarismo, a establecerse en asentamientos fijos y vivir en estructuras construidas con diversas formas y materiales; de la caza-recolección pasó a la agricultura y a la ganadería, unos procesos que podía controlar para tener un suministro regular de alimentos, especialmente por su capacidad de almacenamiento. El cultivo de vegetales comestibles se desarrolló de forma paralela en diversos lugares del mundo, con unos focos principales en el Oriente Próximo (Mesopotamia y Egipto), la India (cauces del Indo y el Ganges), China (río Amarillo) y América central. En Oriente Próximo se empezó a cultivar hace unos 10 000 años el trigo y la cebada; en China, hace 8000 años, el arroz; y en Mesoamérica, por las mismas fechas, el maíz y los frijoles. Dentro del mismo espectro cronológico aparecieron la patata en los Andes y el sorgo en el África subsahariana. En el sudeste asiático (Tailandia, Birmania) se cultivaban productos como la castaña, el melón y el pepino en el x milenio a. C.
En el desarrollo de la agricultura tuvieron gran relevancia la invención de la rueda y el arado, unos instrumentos que, al construirse de madera, no han dejado vestigios arqueológicos, por lo que es difícil datarlos en el tiempo, aunque se estima que ya se utilizaban en Mesopotamia en el v milenio a. C. La creación gracias a la agricultura de unos excedentes que se podían almacenar y asegurar su consumo durante un tiempo más o menos prolongado favoreció el crecimiento demográfico del ser humano y su extensión cada vez por mayor número de tierras. Ello conllevó asimismo el surgimiento de sociedades cada vez más complejas y de la especialización de los trabajos, con el surgimiento de la artesanía y los oficios de la construcción como actividades secundarias, y la aparición de una economía inicialmente de intercambio y, posteriormente, monetaria. Con el tiempo surgieron igualmente diversos roles sociales como las castas sacerdotales, los militares y unas élites en forma de aristocracia, monarquía u otros cargos de poder. También se desarrolló en esta época la metalurgia y la artesanía, especialmente la cerámica, que proporcionó numerosos utensilios para la cocina.

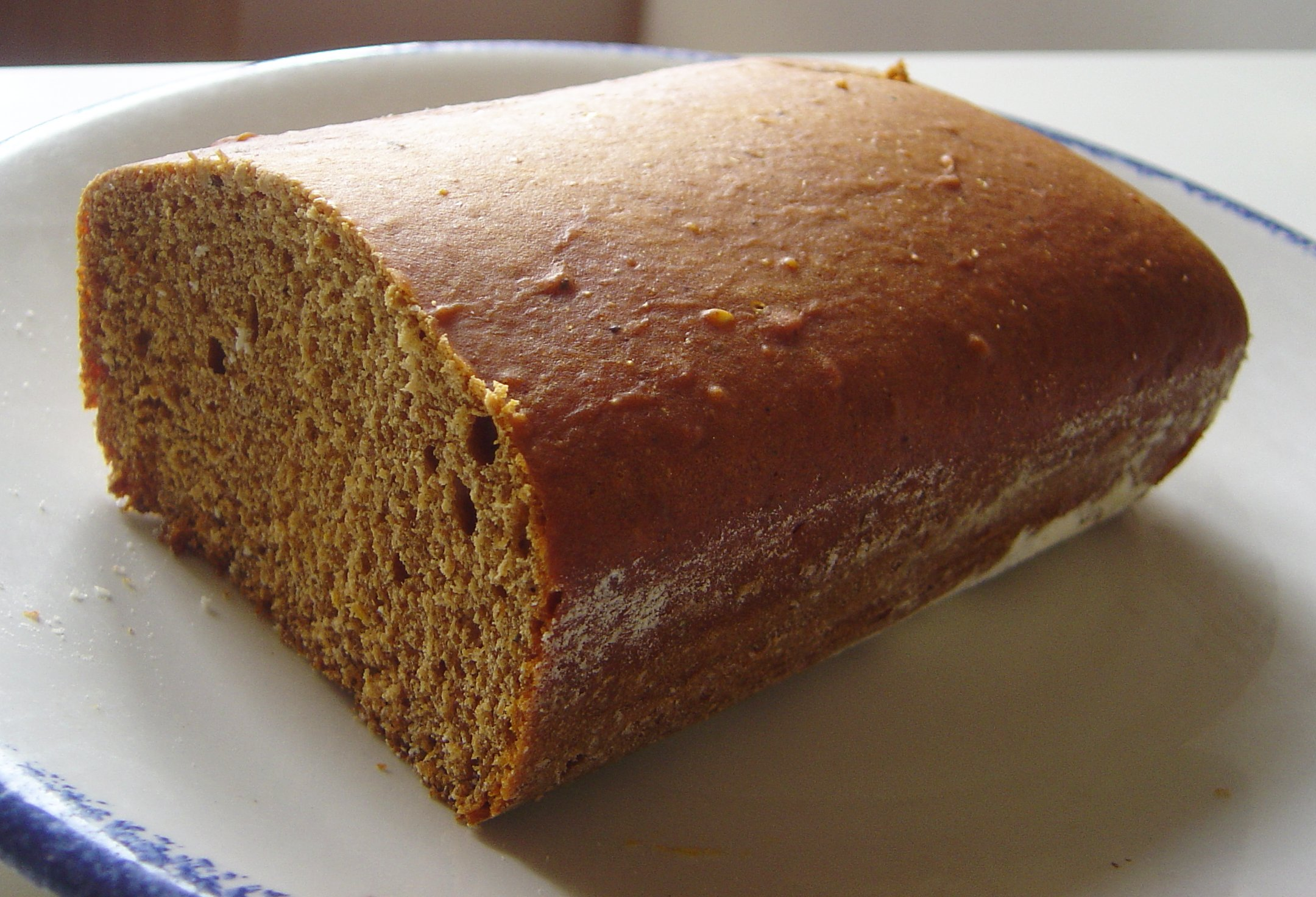
El pan, considerado un alimento básico por excelencia

Entre los primeros cultivos destacan los cereales, principalmente el trigo, la cebada, el centeno, la avena, el sorgo y el mijo; en el Lejano Oriente, el arroz; y, en América, el maíz. Con ellos se confeccionaba el pan, uno de los alimentos más básicos de la humanidad, elaborado con harina de cereal, agua y sal, con los que se confeccionaba una masa que luego se cocía u horneaba. Frecuentemente se añadía levadura para hacerlo más esponjoso y tierno; en caso de no llevar, se le denomina pan ácimo. También podía llevar otros ingredientes adicionales. Además de los cereales, se cultivaban vegetales como la col, el haba, la lenteja, el guisante, el garbanzo, la cebolla y otros. También frutales como el manzano, el peral, la higuera, el ciruelo, el cerezo, el almendro, el granado, la datilera, etc. Otros cultivos importantes fueron el olivo, que proporcionaba aceitunas, de las que se extraía el aceite; y la vid, que daba uvas y, de estas, el vino. Cabe señalar que también se consumían vegetales silvestres, algunos de los cuales no se empezaron a cultivar hasta mucho más tarde: las espinacas, por ejemplo, no se cultivaron hasta el siglo XIII.
Poco después de la agricultura surgió la ganadería: hace unos 8000 o 9000 años se domesticaron las vacas, las cabras, las ovejas y los cerdos en el Oriente Próximo; en Asia central, caballos y camellos fueron domesticados hace 5000 o 6000 años; en el sudeste asiático se domesticó el pollo hace 8000 años. Otros exponentes fueron los pavos en México, las llamas y las cobayas en los Andes, los conejos en Europa y los renos en Rusia y Escandinavia. Estos animales fueron domesticados en principio únicamente para disponer de su carne, pero con el tiempo fueron fuentes de productos secundarios como la leche y la lana; también fueron aprovechados como fuerza motriz, especialmente el buey, o para el transporte, como el asno. Por otro lado, de la leche se obtuvieron productos derivados como el queso, la nata, la mantequilla, el yogur, el kéfir y el kumis. Cabe destacar que el antiguo ser humano era intolerante a la lactosa, como cualquier animal adulto, por lo que su ingesta supuso un cambio evolutivo de gran trascendencia. Otro animal que se domesticó en esta época fue el perro, en este caso como guardián de la casa y el territorio, como guía de rebaños o como mero acompañante doméstico.
Otra innovación de este período fue la elaboración de cerveza, una bebida fabricada con granos de cebada germinados u otros cereales cuyo almidón se fermenta en agua con levadura y se aromatiza a menudo con lúpulo, entre otras plantas. Existen vestigios de su elaboración en Mesopotamia y Egipto desde el iii milenio a. C.
En este período se inició igualmente el consumo de especias, hierbas y condimentos, entre los que ocupa el lugar primordial la sal, que puede extraerse de la sal de roca o por evaporación de agua salada. Este producto, además de un condimento para potenciar el sabor, sirve para conservar los alimentos, por lo que fue desde siempre muy valorado; fue utilizado incluso como moneda, de donde proviene la palabra «salario». Se tienen escasas evidencias del uso de especias en la antigüedad, ya que no dejan rastros arqueológicos, pero algunos escritos micénicos mencionan especias como el coriandro, comino, hinojo, menta, sésamo y semillas de apio. También servían para elaborar aceites aromáticos, e incluso como medicamentos. En América, el chile fue uno de los primeros cultivos junto al maíz.

## Edad Antigua

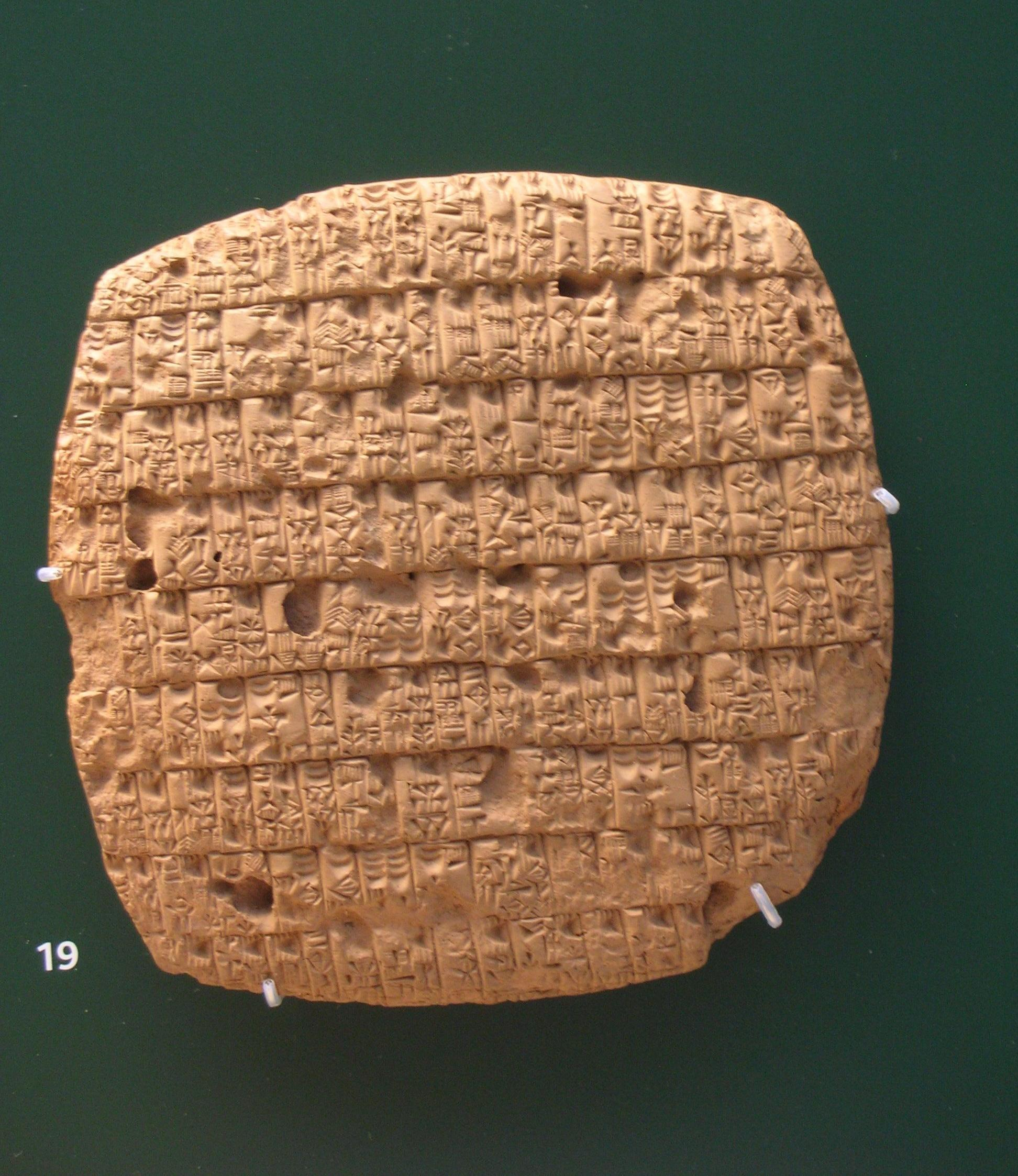
Tablilla de barro con el registro de la distribución de raciones de cebada para adultos y niños, encontrada en Ngirsu (Lagash) y datada en el

La Edad Antigua se inicia con el surgimiento de las primeras civilizaciones y la aparición de la escritura, que marca el paso de la Prehistoria a la Historia. Los primeros focos de civilización fueron Mesopotamia, Egipto y algunas regiones de la India y China. Más adelante se dio la llamada Antigüedad clásica, formada por las culturas de Grecia y Roma. Este período de la Historia finalizó con la caída del Imperio romano de Occidente (476).

### Mesopotamia
La base de la dieta en la antigua Mesopotamia eran las verduras, hortalizas y legumbres, así como la fruta, especialmente cebollas, ajos, nabos, pepinos, rábanos, lechuga y cogollos de palmito. También cultivaban la calabaza y la berenjena, procedentes de la India. El desayuno era generalmente un «puré», compuesto de harina, leche ácida, aceite y jarabe, por lo general acompañado de bollos de pan de cebada. La carne era más frecuente en la dieta de las clases altas, generalmente de buey y carnero, así como el pescado y las aves. Hacia comienzos del ii milenio a. C. estaba consolidada la crianza de pollos.
En Mesopotamia se elaboraba cerveza y el Código de Hammurabi incluía una reglamentación para la elaboración y venta de cerveza. También en esta región se producía vino y, aunque existen ciertos vestigios de su elaboración en el Neolítico, parece ser que su producción sistemática se inició en Sumeria.

### Egipto

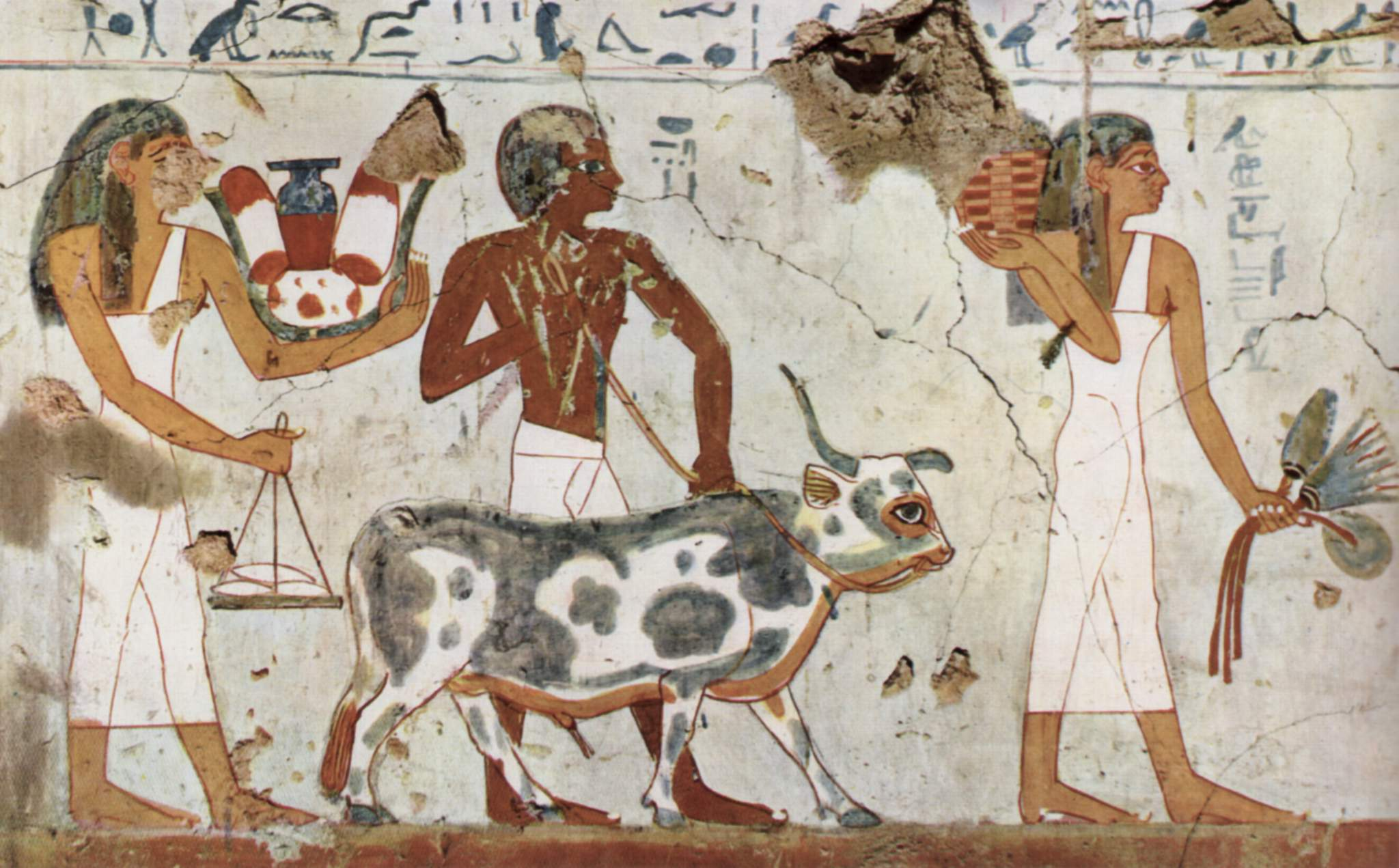
Ofrendas de alimentos en la tumba del escriba Menna

En el Antiguo Egipto existían ya la mayoría de los principales alimentos que se consumen hoy día. Aquí se desarrollaron diversos procedimientos para elaborar pan con levadura, así como vino y cerveza. Cultivaban cereales, legumbres, hortalizas y frutas; las lentejas y las cebollas eran unos de sus platos principales. También consumían raíces, tallos de papiro y bulbos de loto. Criaban animales de diversas especies, desde cerdos, vacas, ovejas y cabras hasta patos, ocas, palomos, pintadas, perdices, codornices y otros; y, según parece, también criaban y comían hienas. En cambio, parece ser que no eran muy dados a los lácteos, y no hay constancia de la producción de queso hasta época romana. La carne era, excepto en clases acomodadas, de consumo solo en días de fiesta. No se consumía mucha caza, que se practicaba más como deporte. En cambio, se consumía abundante pescado, gracias al transcurso del río Nilo por las tierras de Egipto. Las frutas más consumidas eran los higos, dátiles, granadas, uvas, almendras, melón y sandía. También practicaban la repostería, y elaboraban pan con higos o dátiles. Cabe señalar que los egipcios fueron los primeros en recolectar miel de abejas.

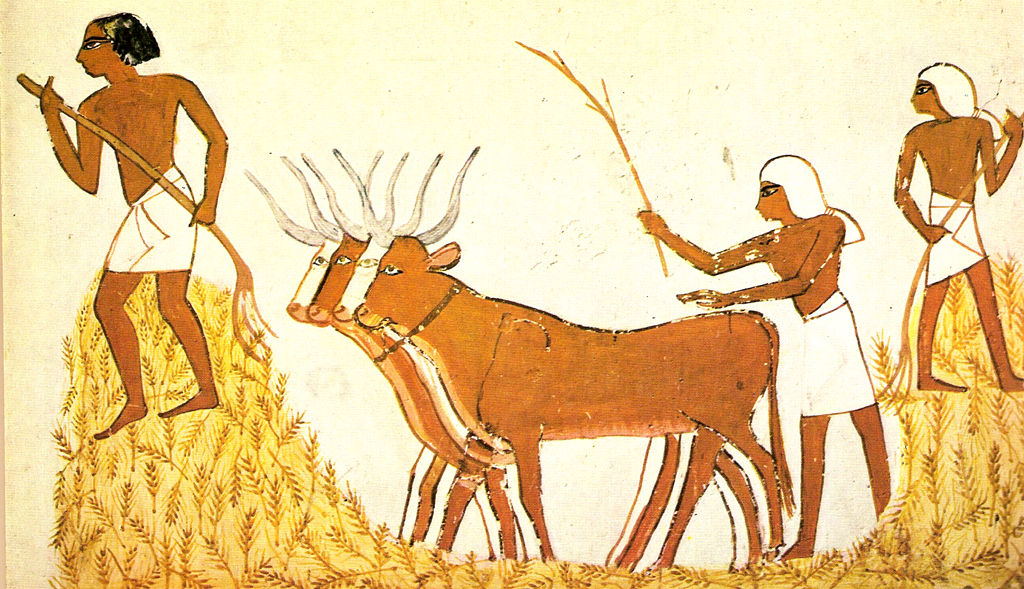
Trilla de cereales en el antiguo Egipto

Los egipcios solían cocinar a la parrilla con un espetón sobre las brasas, aunque también con ollas y cacerolas. Para la conservación de alimentos utilizaban ánforas y parece ser que llevaban registros de envasado. Tenían tres sistemas principales de conservación: en salmuera, confitados en grasa o secando la carne al sol en finas tiras cubiertas de especias.
La bebida más consumida por los egipcios era la cerveza, elaborada con cebada, que en ocasiones mezclaban con miel o perfumaban con canela. También elaboraban vino, cuya producción está constatada ya hacia el 6500 a. C. La principal región vinícola era el delta del Nilo, donde se producía tanto vino blanco como tinto, ambos dulces.
En Egipto se creó el foie-gras, una pasta elaborada con hígado hipertrofiado de oca, pato o ganso. La oca, considerada el primer volátil domesticado, era muy corriente en Egipto, donde se consumía a menudo. Existen frescos y bajorrelieves de hombres dando de comer a las ocas de forma similar a como se hace hoy día para obtener el foie-gras, que pese a su nombre francés es un producto que viene de la civilización egipcia.

### Imperio hitita
El Imperio hitita se desarrolló en Anatolia y parte de Oriente Próximo entre los siglos xvii y xii a. C. Los alimentos más consumidos eran los cereales, especialmente trigo, cebada y escanda, una variedad de trigo más pobre. También consumían algarrobas, nueces, almendras, uvas, pistachos, alcaparras, bellotas, manzanas silvestres y bayas de enebro. Practicaban la caza, especialmente ciervos, jabalíes, bóvidos y onagros. Su ganadería se basaba principalmente en la oveja. Los hititas fueron pioneros en los productos lácteos, ya que elaboraban mantequilla y yogur.

### Canaán
Gracias al Antiguo Testamento tenemos abundantes datos sobre la alimentación del pueblo hebreo, instalado en el antiguo Canaán (región que hoy incluye Israel, la región de Palestina y algunas zonas de Siria, Jordania y el Líbano), y que en la antigüedad se dividió en dos reinos: Israel y Judea. Cultivaban principalmente el centeno y la cebada, así como el olivo y la viña. Debido a la carestía de agua en la zona consumían mucha leche, principalmente de cabra y oveja, que solían consumir agria y cuajada. Aparte del pan, la leche y el vino, consumían sobre todo verduras y legumbres, y utilizaban especias como el coriandro y el comino negro. La carne era escasa, y se comía más hervida que asada. En la alimentación intervenía profundamente la religión judía: los animales se dividían en puros (los de pezuña córnea y hendida, como el buey, la cabra, la ternera y el cordero) e impuros (el cerdo, el caballo, el camello y otros). Tampoco podían comer pescado sin escamas ni aves como avestruces, golondrinas, cigüeñas, ibis, garzas, pelícanos y cormoranes. Estaban prohibidos todos los insectos excepto los saltamontes. Por otro lado, incluso para los alimentos puros había ciertas reglas para su sacrificio: no se podían comer animales muertos de muerte natural o atacados por alimañas, y había que desangrar perfectamente al animal. Consumían frutas como uvas, pasas, higos, dátiles y granadas. El vino se bebía puro, al contrario que en otras civilizaciones, que solía mezclarse con agua. Pese a todo, la Biblia alerta en numerosas ocasiones de los peligros de beber en exceso.

### Grecia

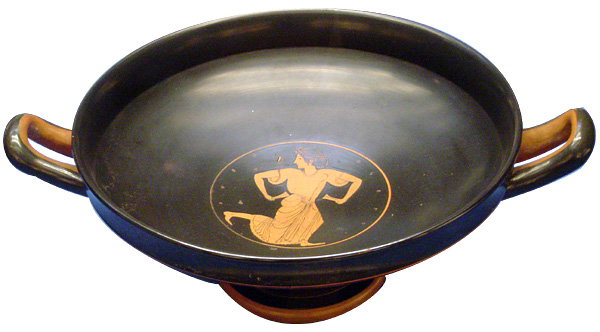
Kílix, un tipo de copa muy frecuente en la Grecia Antigua, Museo Británico, Londres

Como en tantos otros terrenos, fue en la Antigua Grecia donde se sentaron las bases de la gastronomía como ciencia, y fueron los creadores de los recetarios y la literatura gastronómica. De su gastronomía se pueden enumerar varios rasgos típicos, muchos de los cuales han quedado en la cocina actual, especialmente la mediterránea: incorporación del pan de trigo y el vino como alimentos básicos; explotación intensiva de la carne de cerdo, que produjo como elemento secundario la invención del embutido; relevancia de la cocina de pescado; primacía de los asados y guisos como método de cocinado. Por lo general, comían dos veces al día, una primera comida al mediodía, más bien escasa, y una cena más copiosa. La cocina griega se difundió por todo el Mediterráneo, y se considera la base de la actual cocina occidental.
Un antecedente de la griega fue la civilización minoica, ubicada en la isla de Creta entre las edades del Cobre y del Bronce. Su agricultura se basaba en el trigo y la cebada, así como lentejas, habas, guisantes y garbanzos; también cultivaban la vid, el olivo y la higuera. La ganadería se basaba en las ovejas y cabras, y parece ser que fueron los primeros en practicar la trashumancia, pastando los rebaños en el llano en invierno y en las montañas en verano. Practicaban la caza, sobre todo de ciervos, jabalíes, corzos, liebres y cabras montesas. Para cazar utilizaban lebreles, así como una especie de gatos semisalvajes que les servían para cazar urogallos. Criaban aves de corral, como gallinas, cisnes, patos, palomos y pavos reales. También practicaban la apicultura.
La cocina griega recibió alguna influencia del Próximo Oriente, especialmente de Lidia y Persia. Posteriormente, las colonias griegas establecidas en el sur de Italia y Sicilia, que prosperaron rápidamente, destacaron en alta cocina, y sus cocineros fueron de los más afamados del momento. En las colonias griegas de Italia la cocina llegó a cotas de gran sofisticación: sirva como ejemplo que una de las ciudades de la región de Calabria, Síbaris, dio nombre al concepto de sibarita, un tipo de comensal de gustos refinados y dado al lujo.

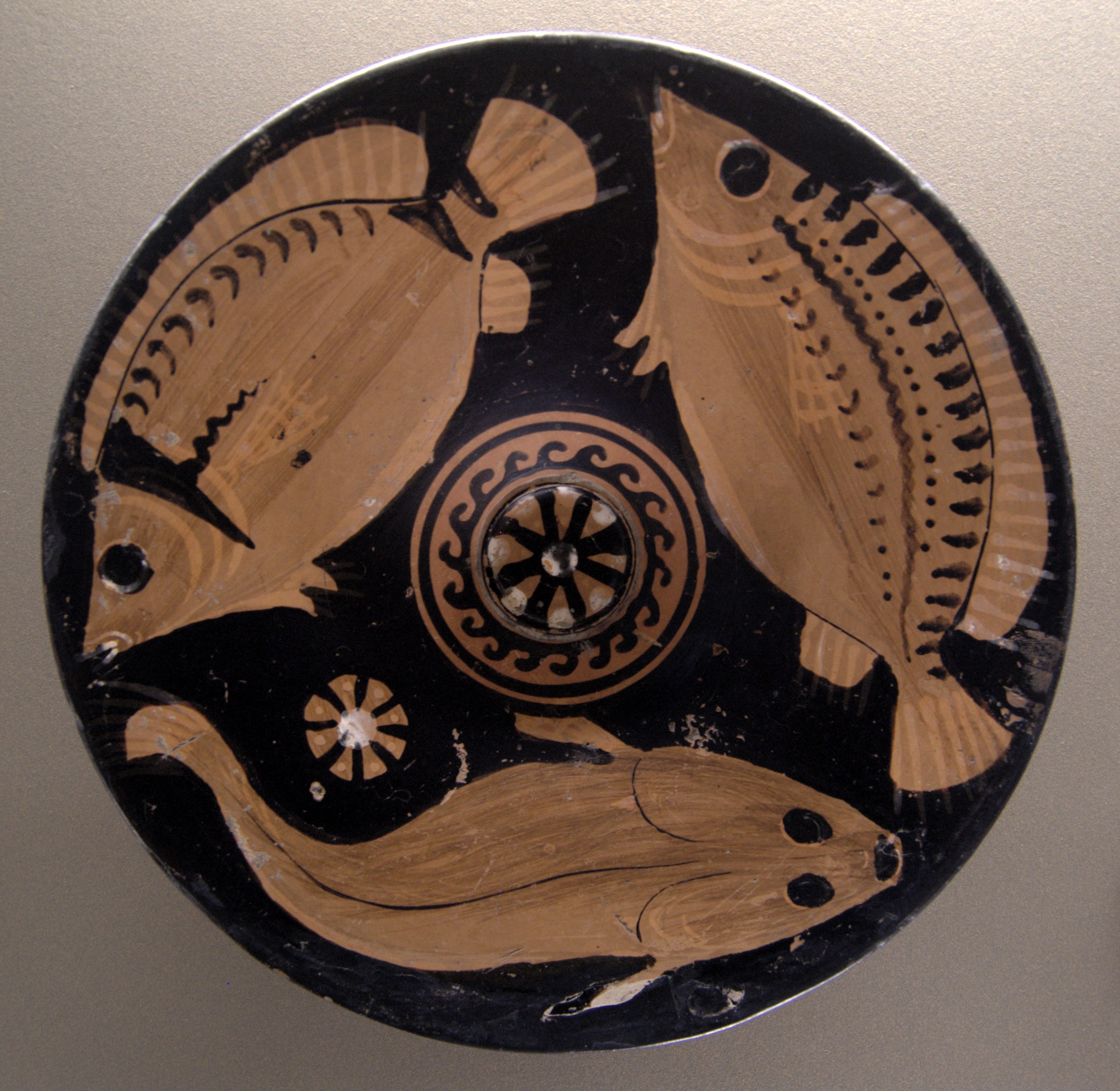
El pescado fresco era uno de los platos preferedios de los griegos. Plato de figuras rojas, c. 350-325 a. C., Museo del Louvre, París

Los alimentos eran de ocasión, según la temporada. El cereal más consumido era la cebada, que se cultivaba en una cantidad diez veces superior al trigo. Consumían en abundancia legumbres y hortalizas, así como aceitunas, uvas, pasas, frutos secos y frutas como peras, melones, granadas, dátiles, membrillos y algarrobas. Para endulzar alimentos tenían únicamente la miel. Les gustaban los alimentos muy condimentados y con especias, algunas de ellas importadas: mostaza de Chipre, azafrán de Rodas, silfio de Cirene, comino de Ascalón y Etiopía, cilantro de Persia, mejorana de Egipto y pimienta de la India y norte de África. Obtenían leche, queso y requesón de vaca, oveja y cabra, animales de los que también comían la carne, junto a la de cerdo, aves y, ocasionalmente, liebre y tordo. Los griegos fueron los primeros en dar primacía al cerdo, hasta entonces no muy valorado, y fueron los primeros en elaborar embutidos. De todas formas, en general no comían mucha carne; sí, en cambio, pescado. En principio, los griegos despreciaron el pescado como comida de pobres, pero alrededor de los siglos iii y ii a. C. se revalorizó, pasando posteriormente a la cocina romana, que valoró mucho el pescado y el marisco. En Grecia se inventó la cazuela mediterránea de pescado, con aceite de oliva y cocida sobre leña. Entre los pescados más consumidos se encontraba sobre todo el atún y, luego, la carpa, la sardina, la dorada, el rodaballo, el salmonete, el pulpo, el pez espada, el congrio, la morena y el esturión.
El vino llegó a Grecia desde el Próximo Oriente y ya en tiempos de Homero los griegos eran expertos viticultores. Los vinos de más calidad se producían en Tracia y las islas del este del Egeo (Lesbos, Quíos y Cos). Se solía tomar con agua, en proporción de dos partes de vino por tres de agua, y generalmente aromatizado. Además de para beber, se usaba mucho en guisados. El vino podía ser blanco, dorado o negro. Se prefería el vino dulce, generalmente con miel. Si no poseía fragancia propia era perfumado con especias, hierbas aromáticas o extractos de flores, como pimienta, tomillo, mirra, absintio y bayas de mirto. También había vinos de frutas, a los que se añadía granadas, dátiles o membrillo, así como piñones.
El aceite era también muy apreciado. El olivo llegó procedente de Siria y Palestina, donde se cultivaba hace 6000 años. Sus frutos —las aceitunas— se comían curados y, una vez prensados, se obtenía el aceite, que servía tanto para el consumo como para combustible de lámparas, aseo personal —como el jabón— y como base de perfumes y medicinas.

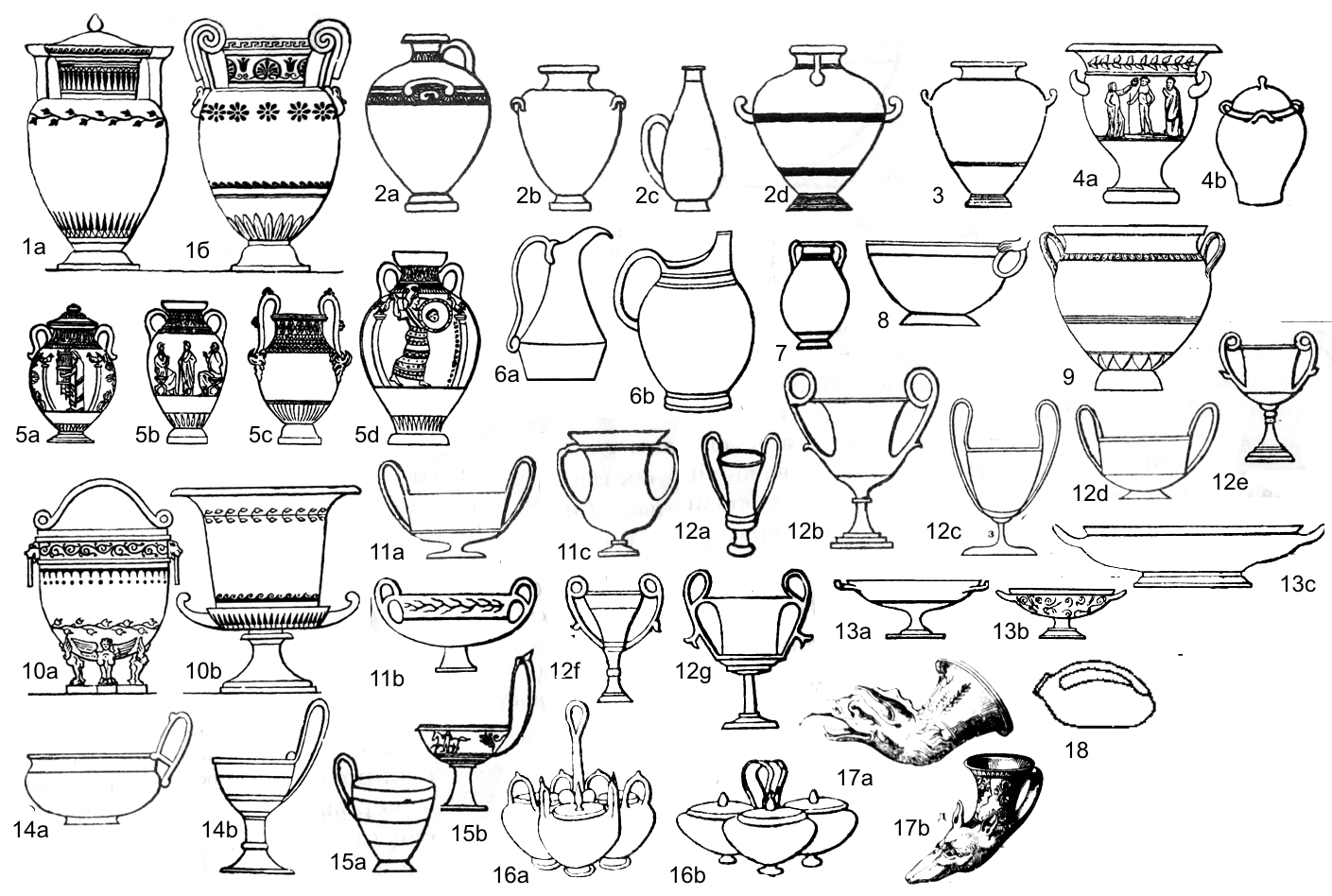
Formas básicas de los recipientes de la cerámica griega clásica: (1a-b) ánfora; (2a-d) hidria; (3) estamno; (4) crátera de campana; (5) ánfora panatenaica; (6) enócoe; (7) pélice; (8) lécane; (9) crátera de columnas; (10) crátera; (11) carquesio; (12) cántaros; (13) cílica; (14) cótila; (15) cíato; (16) ‘coe’?; (17) ritón; (18) ascos (Lámina de History of culture. Ancient Greece, obra de Hermann Weiss, edición publicada en Moscú, 1903)

Los griegos utilizaban numerosos utensilios de cocina: los principales eran las vasijas de barro, que servían tanto para el grano como para líquidos (aceite, vino, vinagre); utilizaban diversos recipientes según su uso, como sartenes, cacerolas, jarros y parrillas, y una rica vajilla compuesta por platos, vasos, tazas, cuencos, escudillas, soperas y otros, que podían ser de barro o metálicos.
Entre las costumbres sociales de los griegos se encontraba el symposion, un banquete en el que, después de alimentarse, era frecuente la práctica de la música y la poesía, así como la conversación, en ocasiones de elevado nivel filosófico, como las descritas por Jenofonte y Platón —autor de El banquete—. En los simposios se consumía vino en abundancia, mientras que la comida era más frugal. En estos banquetes solo participaban hombres, mientras que la presencia de la mujer se reservaba a artistas y prostitutas.
En la historia gastronómica griega aparecen los primeros nombres de cocineros reputados, como Mithaikos de Siracusa o el pastelero ateniense Thesarion. En el campo literario, cabe citar a Arquéstrato de Gela, autor del poema didáctico-paródico El buen comer (Hedypatheia), que gira en torno al mundo de la gastronomía y plantea como principio culinario conseguir los ingredientes de mejor calidad, productos frescos y de temporada, y cocinar de forma sencilla.

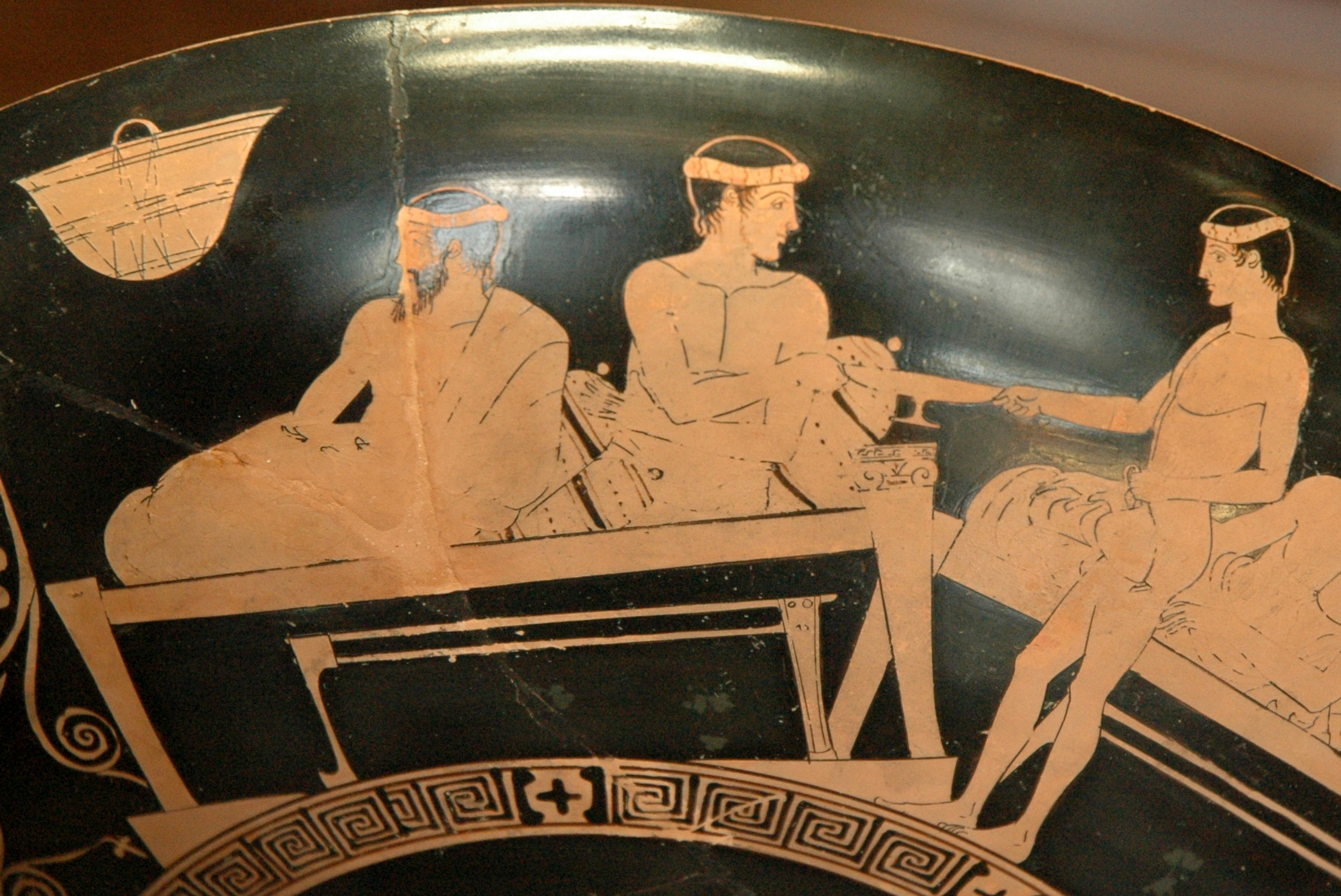
Kílix con la representación de un copero sirviendo vino en un banquete (c. 450 a. C.)

Una de las mayores fuentes de conocimientos sobre la gastronomía griega es la obra Banquete de los eruditos (Deipnosophistaí, principios del siglo III d. C.) del retórico Ateneo de Náucratis, una suma de diálogos sobre una gran variedad de temas, entre ellos la alimentación, gracias a la costumbre griega de los banquetes. Ateneo fundamenta la cocina griega en tres «dones de los dioses»: cereales, vino y aceite. Con los cereales se hacía pan, así como sopa, gachas y tortas. El pan de Atenas era el más afamado por su calidad, aunque el trigo era importado, ya que el suelo del Ática no era favorable para su cultivo. Se cita a Tearión, un ateniense del siglo V a. C., como el inventor del horno de pan y, probablemente, de la primera panadería; Platón lo nombró entre los tres «mejores en el cuidado de los cuerpos de los hombres». Ateneo enumera más de setenta variedades de pan, ya fuese por su composición (trigo, centeno, escanda o mijo), por su harina (blanca o integral), por su cocción (horno, sartén o cenizas), por su adición de líquidos (vino, leche, queso, miel), grasas (aceite, sebo o manteca) y condimentos (semillas de amapola, sésamo y linaza) o por sus rellenos (queso, pasas, frutos secos). El pan solía usarse como fuente para depositar carnes o pescados, para comerlo todo junto.
Entre los banquetes típicos descritos por Ateneo se consignan los siguientes platos: unos entrantes como erizos de mar, daditos de pescado ahumado con alcaparras, carne en pequeños cortes, ensaladas y bulbos (jacintos, lirios, gamones); a continuación se servía el vino, de entrada consumido con moderación; el plato principal podía consistir en pescado o carne, preferentemente cerdo, jabalí, pollo, cordero, ganso, pato o perdiz, por lo general bastante aderezados y acompañados de verduras (lentejas, guisantes, espárragos, nabos, repollo, remolacha); y un postre de tortas dulces, nueces y frutas; en último lugar, seguían bebiendo vino.
La tradición griega enumeró, al igual que sus famosos siete sabios, a siete cocineros legendarios: Egis de Rodas, famoso por sus recetas de pescado; Nereo de Chios, inventor del caldo de congrio; Chariades de Atenas, introductor del foie-gras; Lampria, inventor de la salsa negra; Apctonete, inventor del embutido; Euthyno, especialista en lentejas; y Aristón, maestro de los guisados.
En Grecia surgió la ciencia de la dietética, encaminada a consignar una alimentación saludable para el cuerpo. Uno de sus pioneros fue Hipócrates, considerado el «padre de la medicina», autor de la frase «que tu alimento sea tu medicina». Sus seguidores, los hipocráticos, desarrollaron las bases de esta ciencia, basada no solo en la alimentación, sino también en la higiene, el ejercicio, la actividad profesional, el medio ambiente y las relaciones sociales. Los tratados de la época exponían qué alimentos comer en diversas circunstancias, como las estaciones del año; qué alimentos son más digeribles y cuáles menos, cuáles son diuréticos o laxantes, cuáles son convenientes para diversas enfermedades y consideraciones similares. Se aconsejaba hervir el agua si no era pura y no consumir el vino puro, sino diluido. También inventaron la tisana, elaborada con granos o hierbas aromáticas hervidos en agua.

### Roma

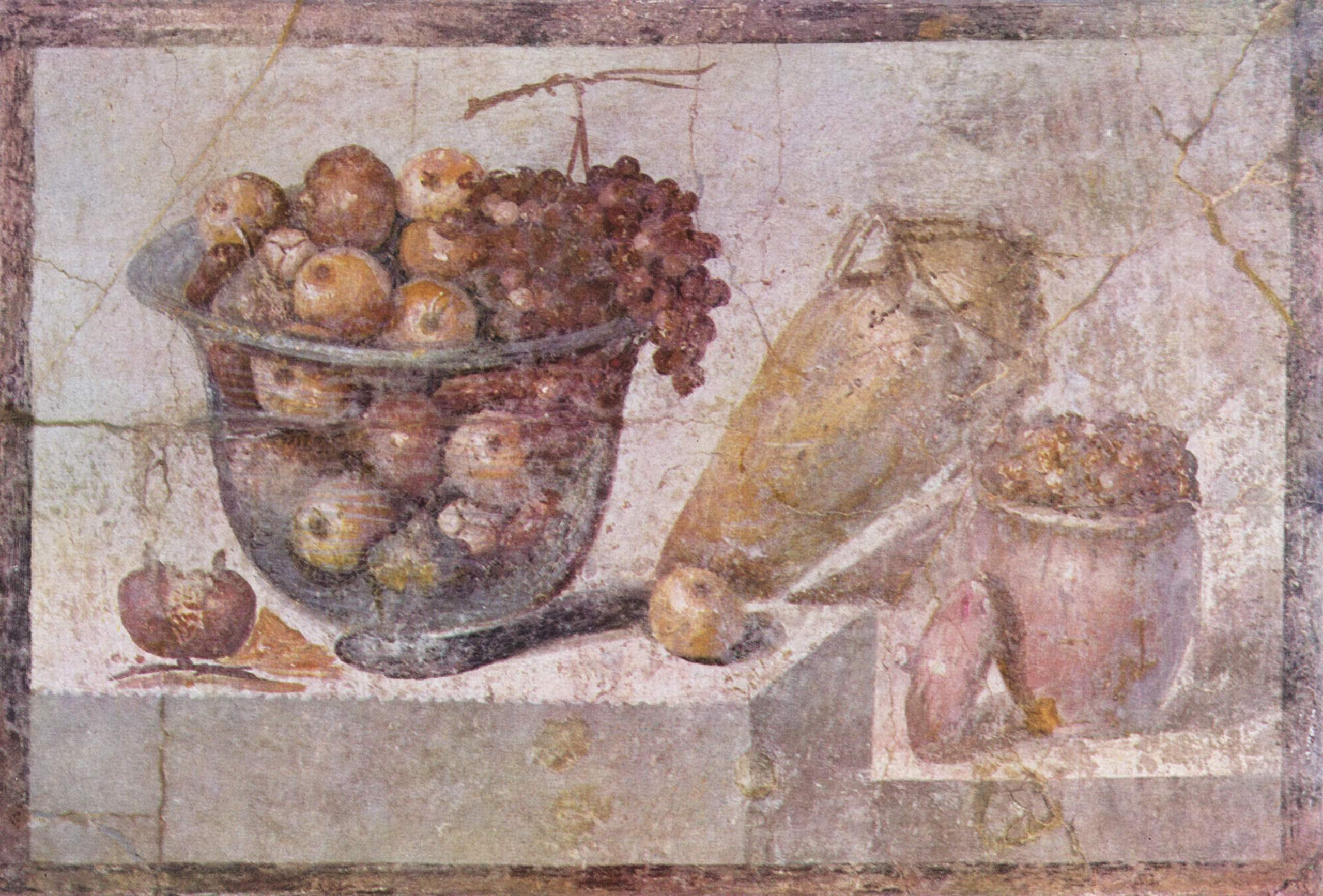
Tazón de fruta transparente y jarros, frescos romanos en Pompeya (c.)

En la Antigua Roma la cocina evolucionó de la frugalidad de la época republicana, basada en vegetales, legumbres y cereales, a la riqueza de la época imperial, donde se importaban numerosos alimentos de países extranjeros, con gran influencia de la cocina griega, que valoraron en gran medida: al arte culinario lo llamaban ars magirica, de magiros, «cocinero» en griego. Como los griegos, los romanos hacían la comida más fuerte al cenar, y solían comer pan y sopas o tortillas de harina. Los romanos practicaron la avicultura y la piscicultura, así como la elaboración de embutidos, y perfeccionaron las técnicas relacionadas con el vino y el aceite. Solían cocinar con especias y hierbas aromáticas, y les gustaba la mezcla de dulce y salado. Gustaban de adobos y salsas, y endulzaban con miel o con siropes de zumos de frutas. Las bebidas más corrientes eran el agua, la leche y el vino, este último mezclado con agua. También dieron mucha importancia a la presentación de la comida y al ceremonial del acto de comer, y eran famosos los fastuosos banquetes que organizaban los ricos y nobles romanos.

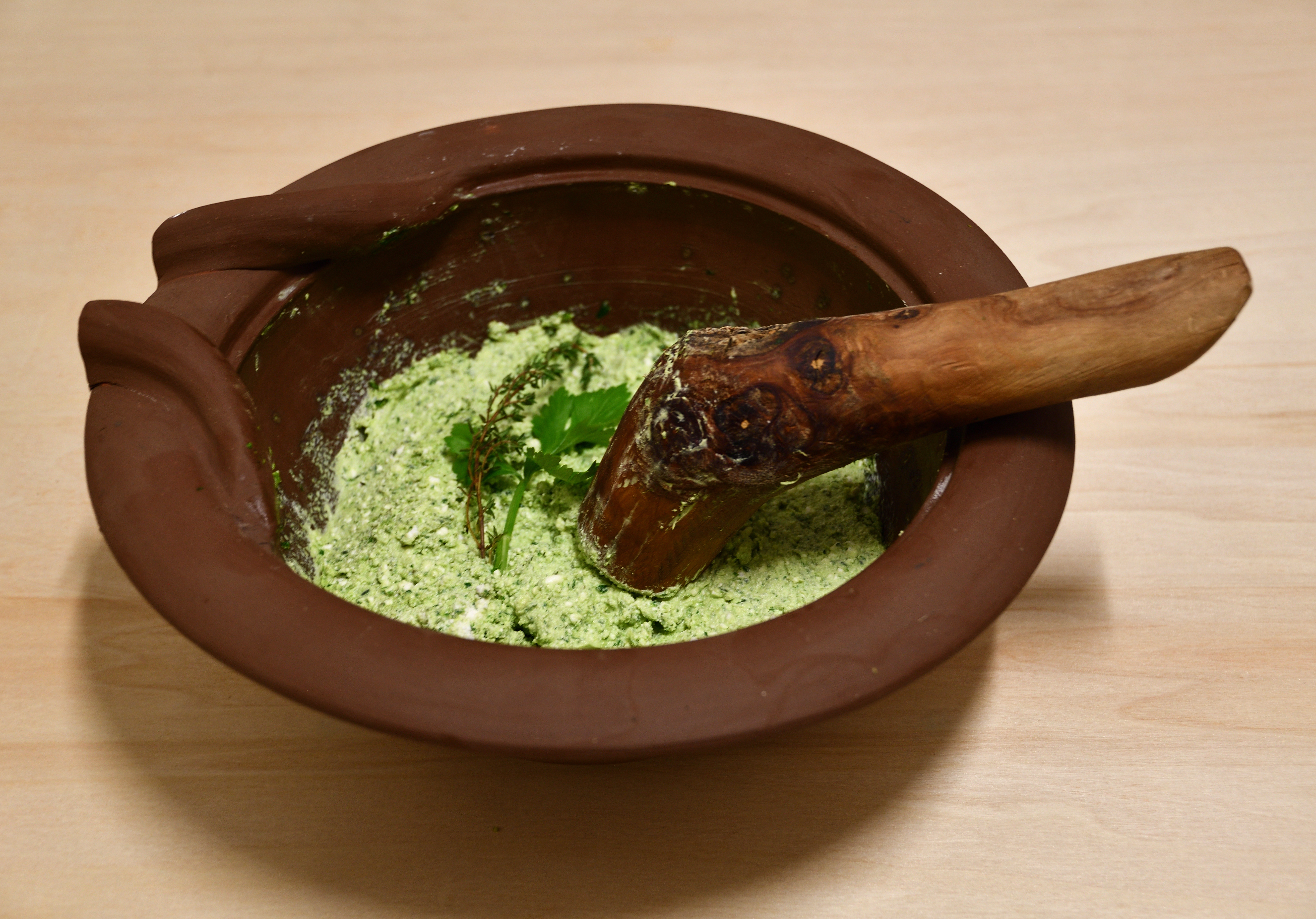
Recreación del moretum, especialidad romana de queso con hierbas para untar

La comida romana se basaba en los cereales, la carne, el pescado y las verduras, legumbres y hortalizas. Junto a la carne de cerdo, vaca, cabra y oveja, se consumía con asiduidad jabalí, venado, liebre y lirón; este último se criaba en corrales, como los pollos. También abundaban las aves, sobre todo pollo, ganso y pato, así como faisanes, perdices, tórtolas, pichones, tordos y currucas; más ocasionalmente, cigüeña, cotorra, grulla, avestruz y flamenco. Tenían preferencia por la carne de cerdo: Plinio el Viejo señaló que «no hay animal que provea de mayor variedad al paladar: su carne ofrece casi cincuenta sabores, mientras que otros animales solo uno». Venían a continuación la ternera, el añojo, oveja y cabra. También gustaron mucho de embutidos, picadillos, albóndigas, croquetas, galantinas y similares, así como de casquería. También solían rellenar muchas carnes, especialmente aves y cochinillos. Los romanos aprovechaban todas las partes del animal: cabeza, hígado, corazón, tripas, pezuñas, ubres, matriz y testículos, así como el tuétano, la sangre y la grasa. Del mar, junto a pescados comunes, se consumían ostras, mejillones, pulpo, calamares, gambas, cigalas y erizos de mar.
Eran muy aficionados a las salsas, con combinaciones extravagantes de sabores. Las salsas se elaboraban con especias, hierbas, espesantes y diluyentes. Entre las especias se encuentran: pimienta, comino, hinojo, semillas de apio, pepinillo, rúcula, asafétida y bayas secas de laurel y mirto; entre las hierbas, cebolla, chalota, perejil, tomillo, orégano, puerro, cilantro, jengibre, berro, mejorana y ajedrea, así como otras más exóticas como la ruda, el poleo y la nébeda. Las salsas también podían llevar líquidos como agua, aceite, vinagre, vino, miel, zumo, mosto, leche, caldo o mostaza, que se podían espesar con claras o yemas de huevo, almidón de trigo, migas de cereales o piñones molidos. En general, la comida romana era muy condimentada, especialmente con dos productos, el silfio y el garum. El silfio povenía de una planta parecida al hinojo procedente del norte de África, que crecía de forma silvestre y, al parecer, nunca se logró su cultivo; debido a su sobreexplotación, se extinguió en el siglo I d. C. El garum era una salsa de pescado fermentado, por lo que probablemente debía tener cierto sabor a podrido, lo que resulta extraño para el gusto actual.

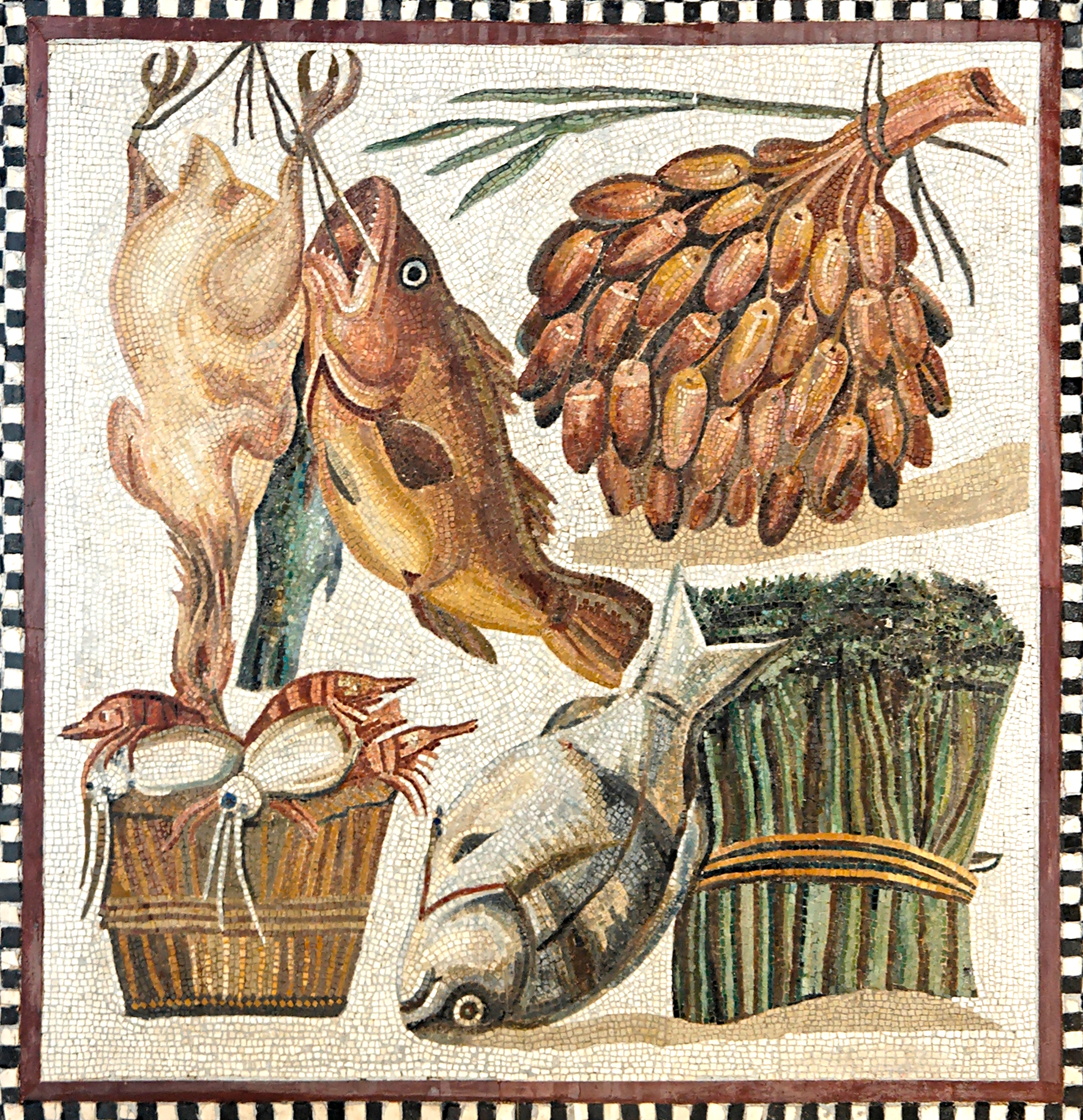
Mosaico con pescado, aves y verduras, villa de Tor Marancia, Roma. Conservado en los Museos Vaticanos, Roma

Los romanos avanzaron de forma notoria en la agricultura, con un sistema de terrenos acotados que incluían campos de cultivo, huertos, viñedos y huertas de verduras y plantas aromáticas. Se han conservado varios manuales de agricultura, horticultura y ganadería, que denotan los grandes avances que hicieron los romanos en estas materias. De igual manera, mejoraron las técnicas relativas a la producción de aceite y desarrollaron notablemente la viticultura, que heredaron de etruscos y griegos, pero que mejoraron en todos los aspectos: desarrollaron nuevas variedades de uvas, adaptaron las vides a diferentes tipos de suelos, mejoraron las técnicas de poda y tutoreo de las parras, así como los métodos de prensado y almacenaje. El vino romano era más fuerte que el griego, pero de menos perfume y paladar. Los más afamados eran los de Falerno y Capua. También hacían cerveza de trigo, avena, centeno o cebada, y la endulzaban con miel o dátiles, o bien la amargaban con ajenjo.
La expansión de Roma por todo el Mediterráneo conllevó un gran auge del comercio y la expansión de diversos alimentos, plantas y animales de unas zonas a otras. Una de las más destacadas fue la introducción en Occidente de la gallina, desconocida por pueblos como los egipcios y los griegos antiguos. Procedente de la India, llegó a Europa a través de Persia durante las guerras médicas; Aristóteles la llamaba el «ave de Persia». Alrededor del siglo II a. C. llegó a Italia, donde en principio eran consideradas aves ornamentales y estaba prohibida su ingesta. Pero poco después pasó a ser un ave de corral más y fue explotada tanto por sus huevos como por su carne.

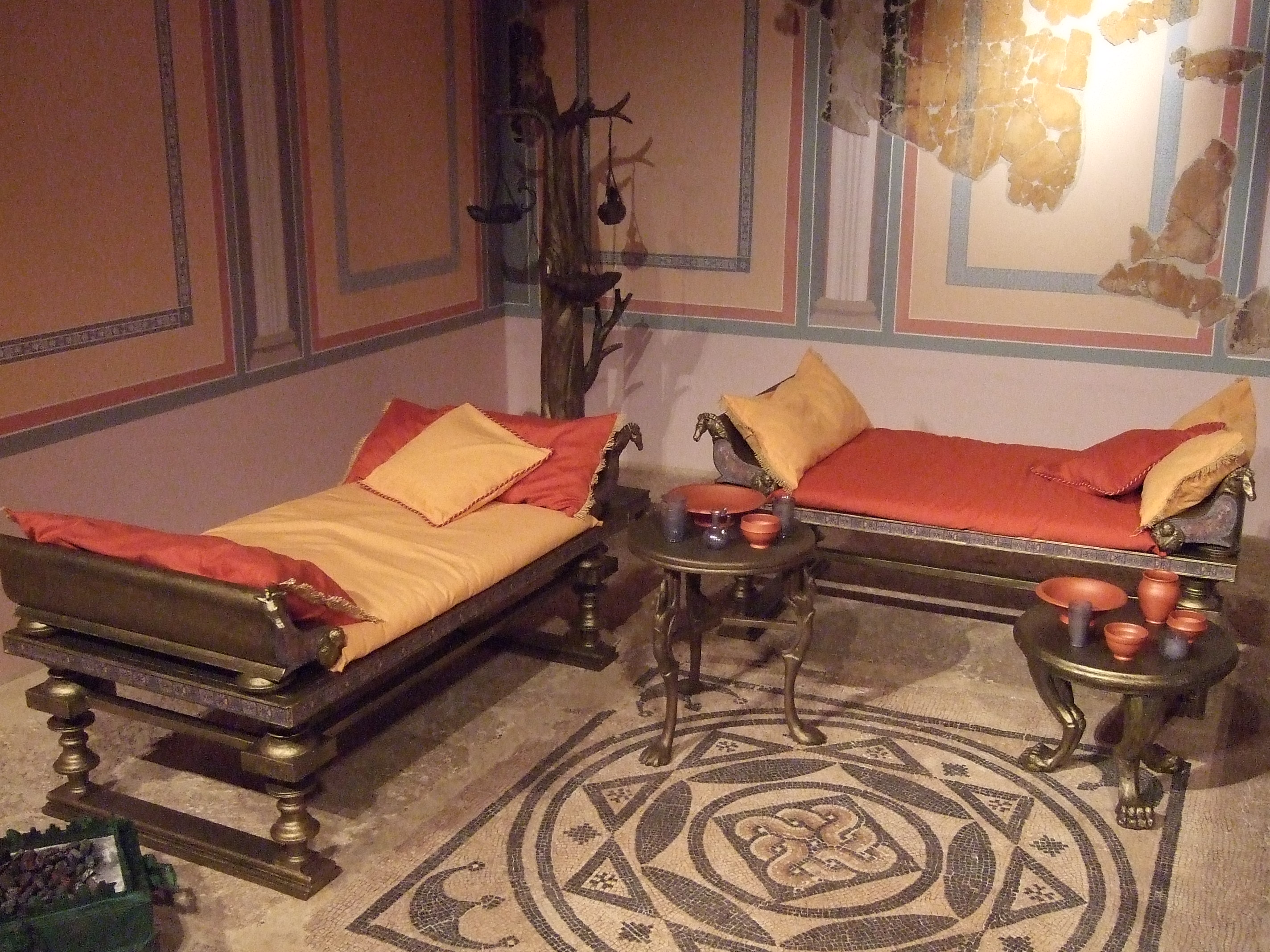
Reproducción de un triclinio en el Museo Arqueológico de Zaragoza

Durante la época imperial, un importante centro productor fue Hispania, famosa por la calidad de sus cereales —se la denominaba el «granero de Roma»— y de su pan con levadura, más ligero que el itálico y que cobró gran fama. También gozaron de prestigio el aceite, el jamón ibérico, las ostras —especialmente de Barcino (actual Barcelona)—, el vino, las salazones y el garum, considerado uno de los de más calidad por la riqueza del pescado hispánico.
Para los romanos la comida principal era la cena, el convivium («vivir juntos»), a la que asistían las esposas, a diferencia de los griegos. Este tipo de banquete se centraba en la comida y, aunque bebían vino, no lo hacían con la profusión de los griegos. Por lo general se servían tres platos: gustatio (aperitivos), primae mensae (plato principal) y secundae mensae (postre). La comida se servía en fuentes y los comensales se servían la comida encima de rebanadas de pan. El aperitivo comenzaba con un vino endulzado con miel, el mulsum; le seguían pequeños bocados como huevos, caracoles, lechuga, salchichas, ostras y porciones de pescado en vinagre. El plato principal podía incluir carne, pescado, marisco, verduras, legumbres y gachas. El postre solía ser de frutas, nueces y tortas con miel.
Los romanos comían en el triclinio, un comedor con tres divanes (kline) dispuestos en forma de U alrededor de una mesa baja, en la que los sivientes o esclavos depositaban los alimentos entrando por el lado abierto de la U. Solían comer con los dedos, por lo que había sirvientes con jarras de agua perfumada que frecuentemente les rociaban las manos y se las secaban con una toalla. En tiempos del emperador Domiciano se introdujeron los manteles. Los utensilios de cocina variaban según el estatus social, desde las vajillas de barro y sartenes de hierro en clases modestas hasta las vajillas de materiales nobles —especialmente plata— en clases más pudientes. Gustaban de una rica orfebrería y, en ocasiones, los recipientes eran repujados y decorados con pedrería. Para cocinar usaban fuegos de leña, parrillas, braseros y hornos de adobe o ladrillo, con utensilios bastante semejantes a los actuales, como sartenes, ollas, cacerolas y calderos de bronce o barro cocido, así como cucharas, cuchillos, coladores, morteros (mortarium) y ralladores de queso.
De la literatura de la época cabe destacar El Satiricón de Petronio, una novela satírica en la que, entre otras narraciones, cuenta un banquete ofrecido por el liberto Trimalción, en el que se ofrecían manjares exóticos con gran fastuosidad. El tratado de cocina más famoso de época romana es el de Marco Gavio Apicio, De re coquinaria (Sobre lo relativo a la cocina). Es una colección de unas cuatrocientas recetas, escritas en latín vulgar, las cuales carecen de medidas o proporciones de los ingredientes, así como el orden a la hora de combinarlos, los métodos o los tiempos de cocinado, por lo que son difíciles de reproducir en la actualidad. Un famoso gastrónomo de la época fue Lúculo, político y militar, cónsul de la República en el 74 a. C. Gustaba en todo momento de la buena cocina, hasta el punto que un día que cenaba solo y su mayordomo le sirvió una comida frugal le regañó diciendo que «Lúculo cenaba en casa de Lúculo», según refiere Plutarco.

## Edad Media

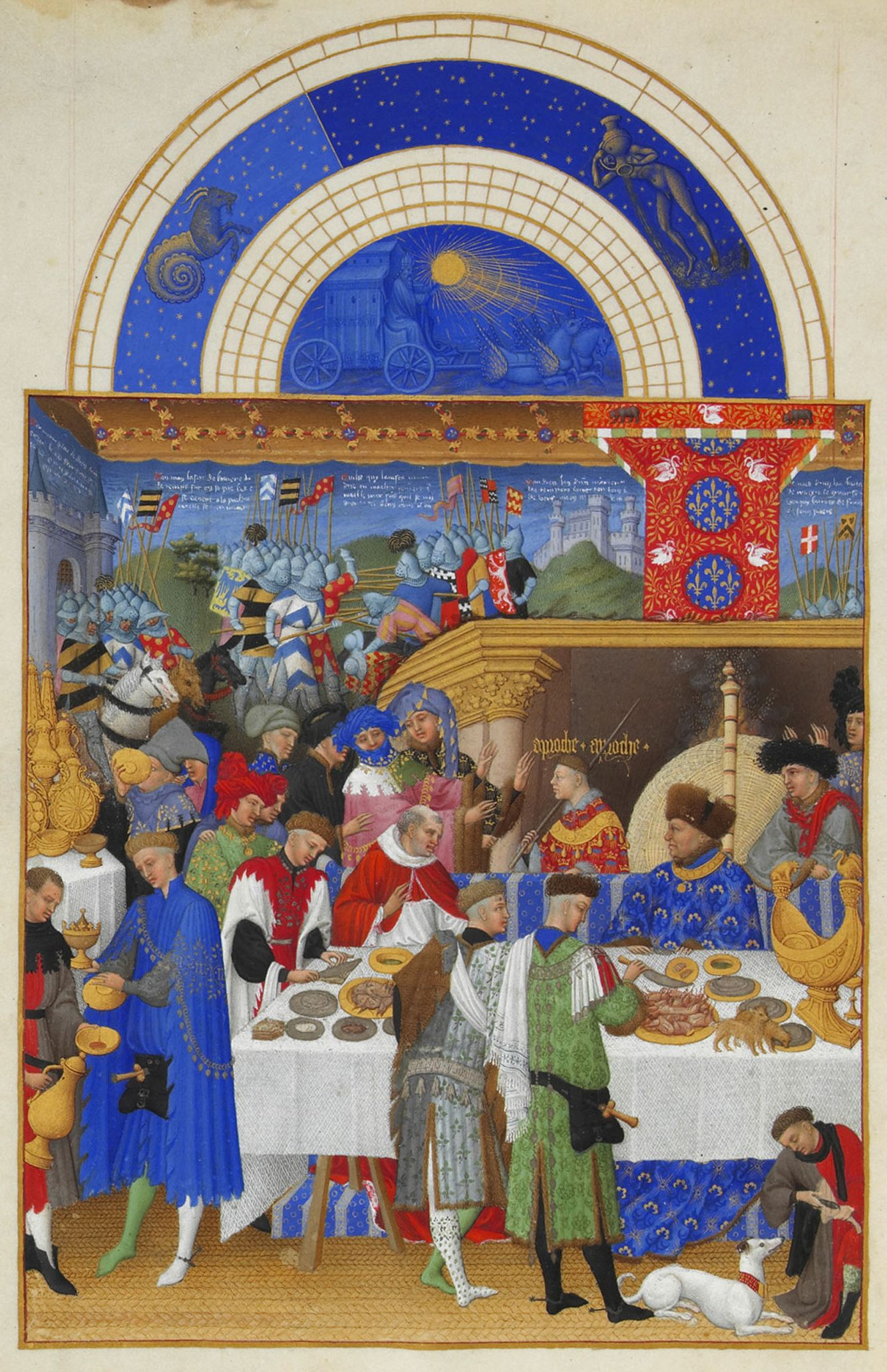
Banquete medieval retratado en Las muy ricas horas del Duque de Berry (folio 1, verso: enero), de los hermanos Limbourg (1412-1416), Museo Condé, Chantilly

La Edad Media abarca desde la caída del Imperio romano de Occidente (476) hasta el siglo XV, en el que se produjeron varios hechos significativos, como la caída de Constantinopla (1453) o el descubrimiento de América (1492). En general, fue una mala época para la economía y la cultura, con graves carestías para la población en general. La sociedad medieval se basaba en el feudalismo, un sistema por el que una clase privilegiada —compuesta de aristocracia, ejército y clero— tenía la supremacía sobre el resto de la población, sometida a vasallaje.
Herederas de la cocina griega y romana fueron la bizantina y la árabe: de la primera destacó su repostería, así como la elaboración de quesos y el gusto por los rellenos y la carne picada; la segunda recogió todas las influencias anteriores, junto con las derivadas de Persia y el Oriente, mientras que en la España andalusí se desarrollaron nuevos productos agrícolas, como el arroz, la caña de azúcar, la granada y la berenjena. La cocina árabe influyó en buena medida en la gastronomía medieval, aunada a la rica tradición grecorromana. A pesar de las épocas de intensa hambruna, en el Medievo fue muy valorada la gastronomía y se desarrolló en gran medida la literatura gastronómica, con tratados como The forme of Cury, escrito por el cocinero de Ricardo II de Inglaterra; Daz Buch von guter Spise, obra anónima editada en Alemania; Le Viandier, del francés Guillaume Tirel, apodado Taillevent; y el Llibre de Coch, del catalán Robert de Nola.

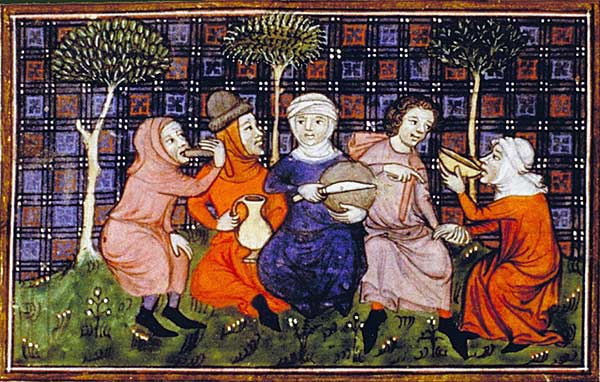
Grupo de campesinos compartiendo una comida sencilla de pan y bebida, Livre du roi Modus et de la reine Ratio, Biblioteca Nacional de Francia

La cocina bizantina fue heredera del lujo romano, aunque con nuevas costumbres y ceremoniales: desde la época de Constantino el Grande ya no se comía reclinado, sino erguido. En Constantinopla, la «nueva Roma», se fusionaron las tradiciones griega y romana, y gracias a su comercio gozó en general de una próspera economía, pese a ser continuamente asediada por pueblos vecinos, tanto germanos como eslavos, armenios, árabes, persas, turcos y otros. También se denotó en su cocina la influencia oriental y, en general, gustaban de comidas muy especiadas. Tenían predilección por las carnes tiernas, así como los menudillos y despojos, y el pescado cocido con especias como coriandro y nardo. La carne también la consumían picada, técnica que pasó a la cocina árabe y, luego, la europea. Practicaron igualmente las técnicas del empanado y los rellenos. Comían también legumbres y verduras, especialmente la lechuga, que sazonaban con aceite y vinagre. Gustaban de las salsas, entre las que continuaron la tradición romana del garum, que duró hasta el siglo XIV; también fue famoso el skoodaton, una pasta de ajo, aceite de oliva, mostaza y alcaparras. Destacaron en la repostería, de la que destacan los buñuelos de miel y nardo, las confituras de membrillo, mermeladas y jaleas, arroz con miel y pasteles de nueces; fueron igualmente los inventores del hojaldre. Practicaron con maestría la elaboración de quesos y cuajadas. Los vinos eran aromatizados con canela, pimienta, clavo y nardo, o bien con ajenjo u otras hierbas. Cabe señalar que los bizantinos fueron uno de los primeros pueblos en utilizar asiduamente el tenedor.
En la época carolingia los utensilios de cocina eran generalmente de barro y madera, así como recipientes de cerámica para guisar y parrillas o asadores para la carne. Contaban con la mayoría de alimentos básicos de que se dispone hoy día. Gracias a una ganadería intensiva contaban con bastante carne, que conservaban ahumada o en salazón. Tomaban leche, queso y huevos, y solían hacer purés de harina y leche. Se cultivaban cereales, de los cuales el más caro era el arroz, que solía reservarse para repostería destinada a las clases altas. El pan era de avena, cebada y centeno, y de trigo solo para la nobleza. También se consumía pescado y el garum romano continuó tomándose con el nombre de galrei. Otro producto común eran los embutidos, confeccionados con sangre, sesos, hígados o carne. También se consumía caza mayor, en un número de especies más alto que el actual. Uno de los alimentos favoritos de los francos era el tocino crudo, que servía de aditamento, especialmente para las verduras. Gustaban de condimentos y especias, muchas de ellas de importación, generalmente a través de Italia, aunque por su precio solo eran asequibles a clases acomodadas. El vino se consumía sobre todo en el sur, mientras que en el norte era más corriente la cerveza o el hidromiel.

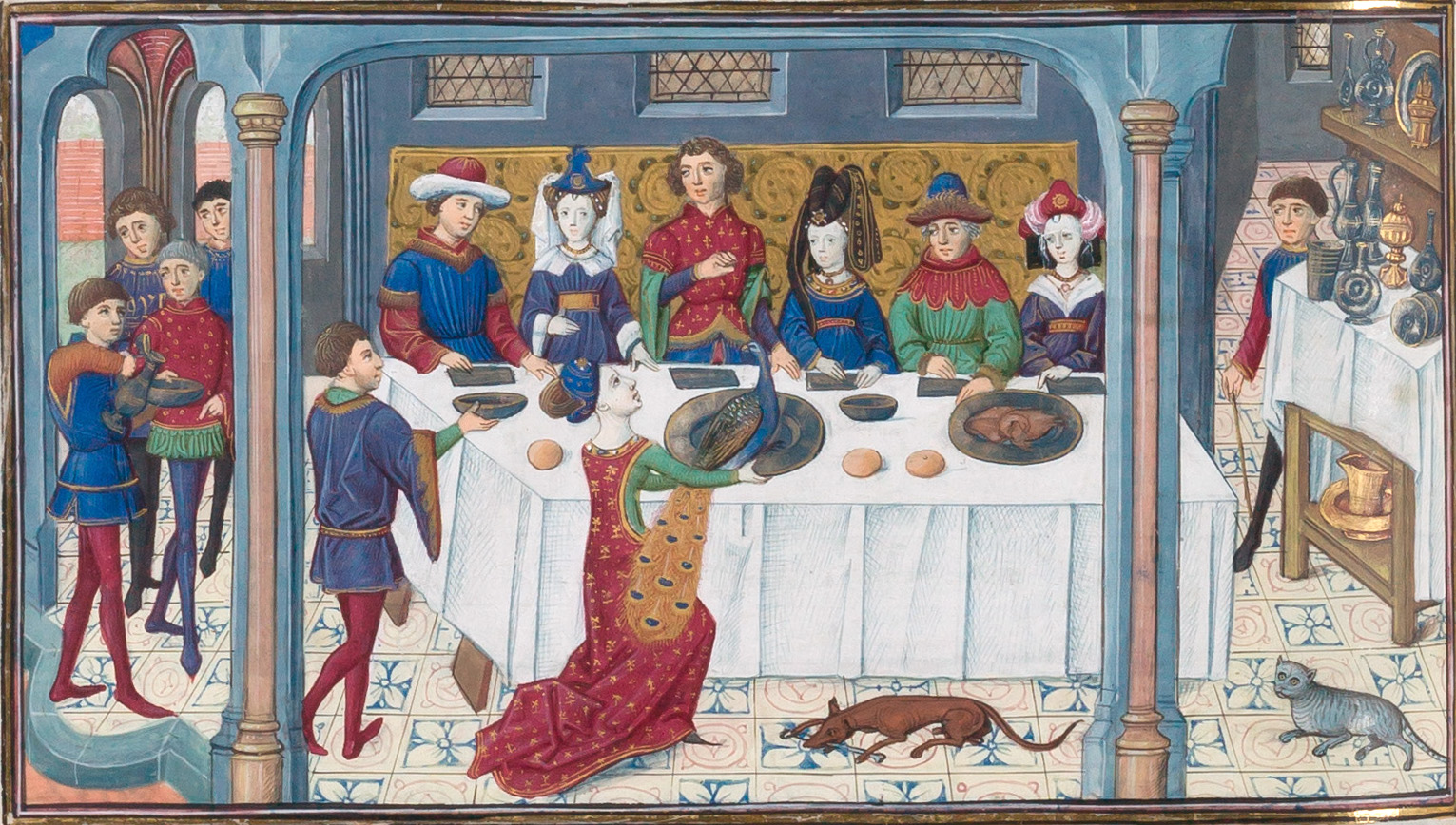
Presentación del pavo real, estampa del manuscrito Le Livre des conquêtes et faits d'Alexandre, Petit Palais, París

Según las crónicas, el emperador Carlomagno ofrecía grandes banquetes a la manera romana, donde el plato principal era el pavo real. En aquella época se comía también mucho asno asado, generalmente relleno de pajarillos, trufas, aceitunas u otros aditamentos. Por otro lado, Carlomagno mandó plantar numerosos huertos con hortalizas, hierbas aromáticas y árboles frutales, especialmente manzanos sidreros, ya que el monarca era muy aficionado a la sidra. Se consumía sobre todo carne, tanto de caza como de crianza. El cerdo era muy apreciado y se desarrolló notablemente la chacinería. Solían cocer los alimentos con vino o mosto y aderezar con vinagretas de laurel. En esta época surgió en Alemania el sauerkraut (chucrut), una col blanca fermentada. Los sucesores de Carlomagno continuaron con la tradición de los grandes banquetes. En cambio, el pueblo llano solía pasar hambre y, en ocasiones, se dieron casos de antropofagia en Europa central.

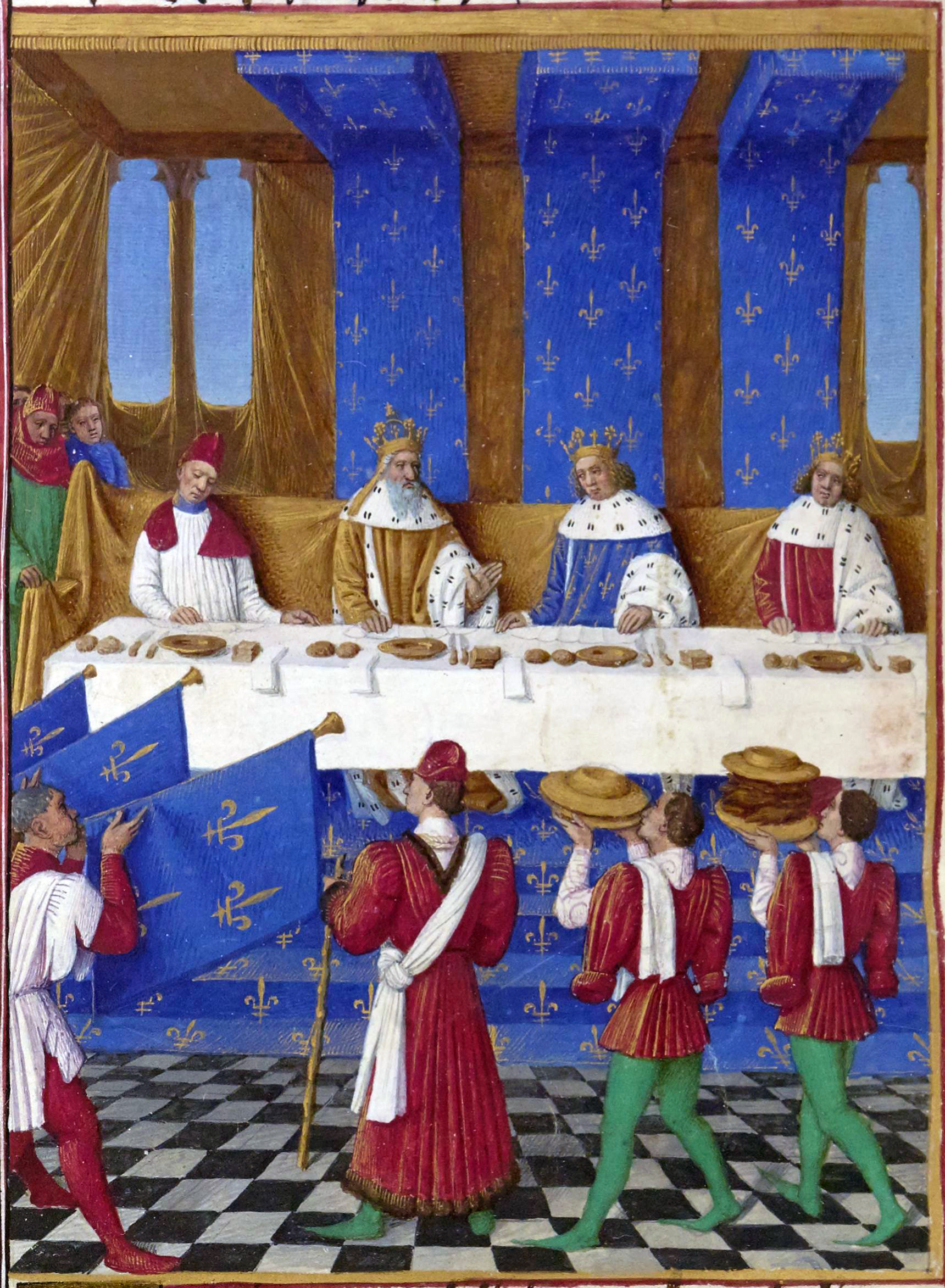
Banquete en París en 1378 ofrecido por Carlos V de Francia (centro) en honor de Carlos IV de Luxemburgo (izquierda) y su hijo Wenceslao de Luxemburgo, por Jean Fouquet (1455–1460)

Durante la Edad Media, como en otros ámbitos de la cultura, la gastronomía era bastante parecida en casi toda Europa, si bien con variedades regionales, especialmente en la crianza de ciertos animales: en el litoral atlántico del noreste de Europa, desde Bretaña hasta Países Bajos, predominaba la carne de vacuno; en el centro de Francia y Alemania, el cerdo; en Inglaterra y el Mediterráneo, la oveja. Ello se reflejaba en las recetas practicadas en cada país. Otro factor esencial eran las clases sociales: las clases altas consumían más carne, la cual además era más fresca; cuando en las clases bajas se comía carne era en general conservada. Las clases altas disponían también de caza, así como grandes cantidades de aves de corral y silvestres. Igualmente, tenían más fácil acceso al pescado fresco, tanto marino como de agua dulce. Pese a todo, la mayor dependencia alimentaria seguía siendo de los cereales, que era el principal alimento de la dieta, nuevamente con diferencias sociales: los ricos comían pan de trigo, los pobres de centeno, cebada o avena. Un cierto cambio se produjo a mediados del XIV tras la Peste Negra, en que la población se redujo notablemente y hubo mayor proporción de carne por persona. Las verduras de huerto servían más para dar sabor a los platos que como productos de consumo. Aparte de los alimentos, existía un acervo común en cuanto a recetas y cierto número de platos era conocido en la mayor parte de Europa, entre ellos: el brouet, un potaje de carne o pescado troceados; el blanc-manger, un plato de ternera, cerdo o pollo con arroz y condimentos; el mortress, un plato de pollo, cerdo o pescado hervidos con leche de almendra espesada con migas de pan o huevo; o el rissoles, unos trozos de carne, pescado o fruta con especias y harina fritos en bolas o tortas.

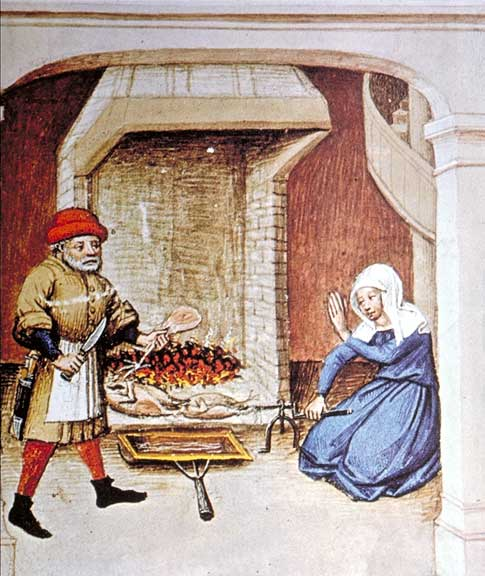
Ave asándose en un espetón. Bajo el mismo hay una vasija para recoger los jugos y reutilizarlos para salsas. Ilustración del Decamerón, Flandes (1432)

En general, la cocina medieval destacaba por los sabores fuertes y el gusto por las especias. Estas últimas, asequibles solo a clases bienestantes, eran objeto de un intenso comercio con Oriente, región por la que penetraron a Europa seguramente a causa de las cruzadas. Francesco Pegolotti detalló en el siglo XIV unas trescientas especias, aunque en aquella época tenían esa consideración productos como almendras, nueces, frutos, higos, dátiles e ingredientes que se usaban para medicamentos, perfumes y cosméticos. En las clases bajas los condimentos más usados eran el azafrán, la mostaza y la manzana silvestre. En el siglo XIII, gracias a los molinos de agua para triturar azúcar de caña instalados en Chipre, se introdujo el azúcar en la dieta europea, lo que modificó muchos platos, sobre todo dulces, pero también de otros sabores. Otra preferencia en el gusto medieval era el ácido, agrio y amargo, que se obtenía de limones, naranjas y granadas del sur de Europa y norte de África, así como el vino, el vinagre, el agraz o la cerveza, zumos de grosella o manzana verde, o hierbas amargas como la acedera. Estos sabores se usaban sobre todo en potajes y salsas.

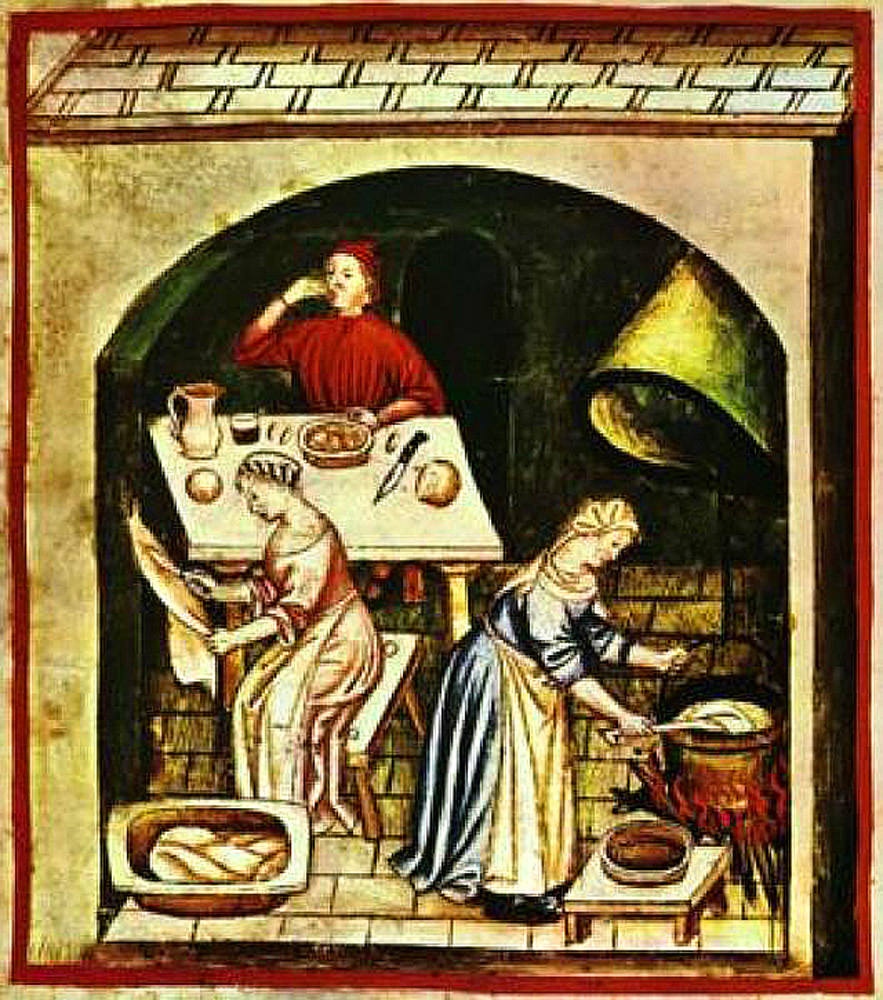
Cocina medieval, ilustración del Tacuinum sanitatis

Una de las cocinas más afamadas de la época fue la veneciana, centro del comercio de especias con Oriente. Se importaba pimienta, azafrán, canela y jengibre de China y Extremo Oriente; clavo y nuez moscada de Java, Sumatra, Célebes y Molucas; anís, ajenjo, albahaca y estragón de Asia Central; y mirra, mirto e incienso de Asia Oriental. La veneciana era una cocina opulenta y ceremonial, acorde con la riqueza que el comercio proporcionaba a la ciudad. Sus banquetes destacaban por el lujo en las mantelerías, las vajillas de oro y plata, las cristalerías y otros elementos ornamentales. Por influjo de Bizancio se introdujo a través de Venecia el tenedor, que empezó a usarse con asiduidad en Europa. También la comida solía presentarse de forma fantasiosa y original, con formas de animales y otras figuras.
En la cocina medieval se valoraba notablemente la presentación, sobre todo el color de los platos; muchas de las especias utilizadas para cocinar eran para dar color. Los recetarios medievales daban por lo general más instrucciones sobre la presentación de los platos y la forma de conseguir efectos visuales que no en su preparación. Un mismo plato podía llegar a servirse con varias partes de colores distintos. También se valoraba el aspecto brillante, que se conseguía con glaseados de huevo.

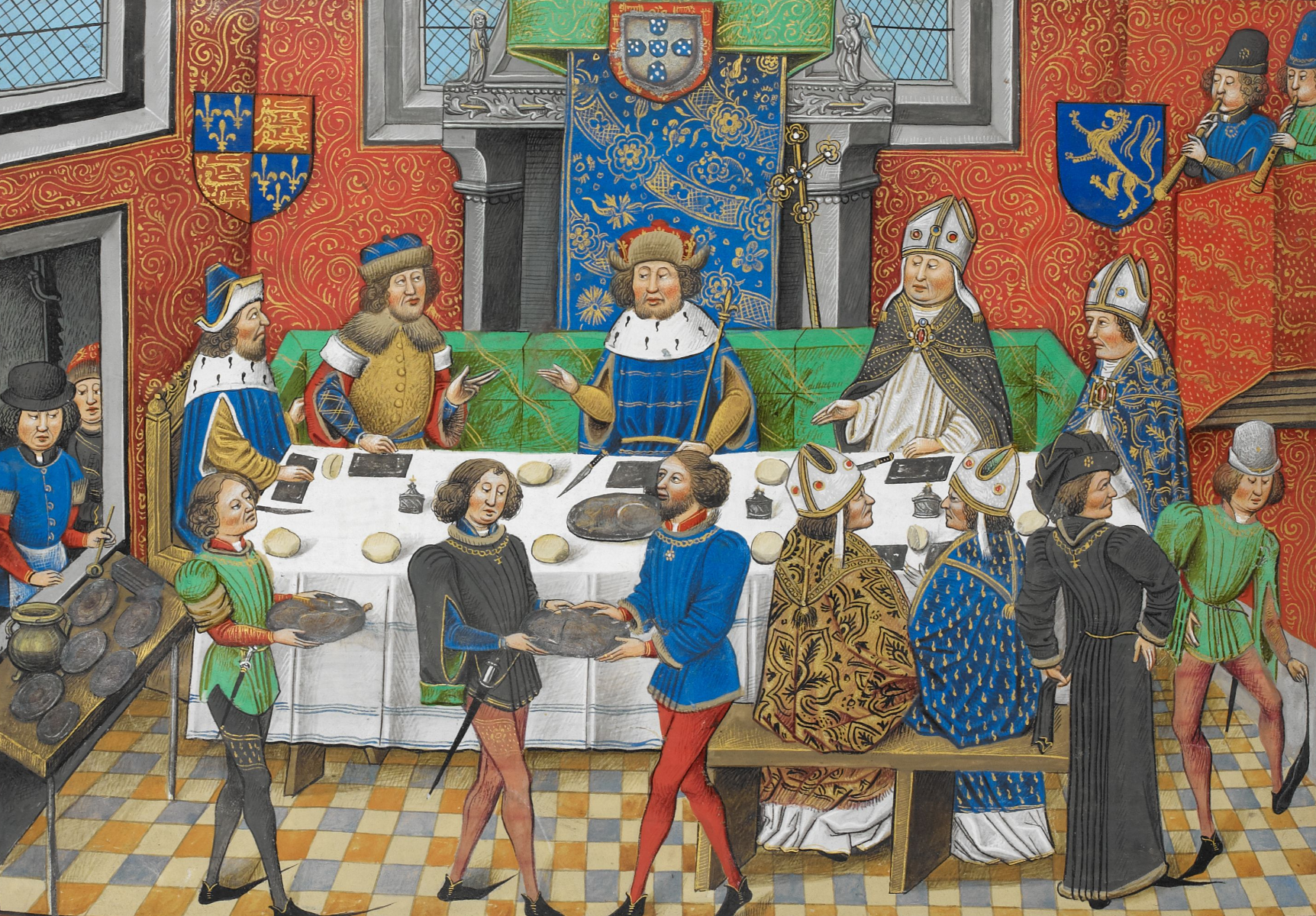
Comida de Juan de Gante, duque de Lancaster, con Juan I de Portugal, ilustración de la Chronique d' Angleterre, de Jean de Wavrin (finales del)

Las comidas principales eran al mediodía (prandium) y la cena (coena). El desayuno lo practicaban las clases altas, aunque era más bien frugal; tan solo a partir del siglo XV empezó a tener mayor relevancia. Según la región, las comidas entre las clases altas podían tener tres o cuatro platos: en Francia solía consistir en entrantes de salchichas, patés, pudín y frutas; el primer plato era de carne cocida de vacuno, cerdo, cordero o aves, acompañada de potajes, ensaladas y vinagretas; el plato principal era de carne asada, también con ensaladas y potajes más espesos, como el blanc-manger; un tercer plato era de aves de corral, caza o pescado, con otros platos como tartas y buñuelos; y, por último, un postre de fruta y vino especiado, como el hipocrás. En esta época surgieron los entremeses, que se servían entre plato y plato para dar tiempo a su preparación y para lavar los platos. También surgió el término banquet, que originalmente hacía referencia al último plato en comidas importantes, o bien a un tipo de buffet frío, generalmente para la cena.

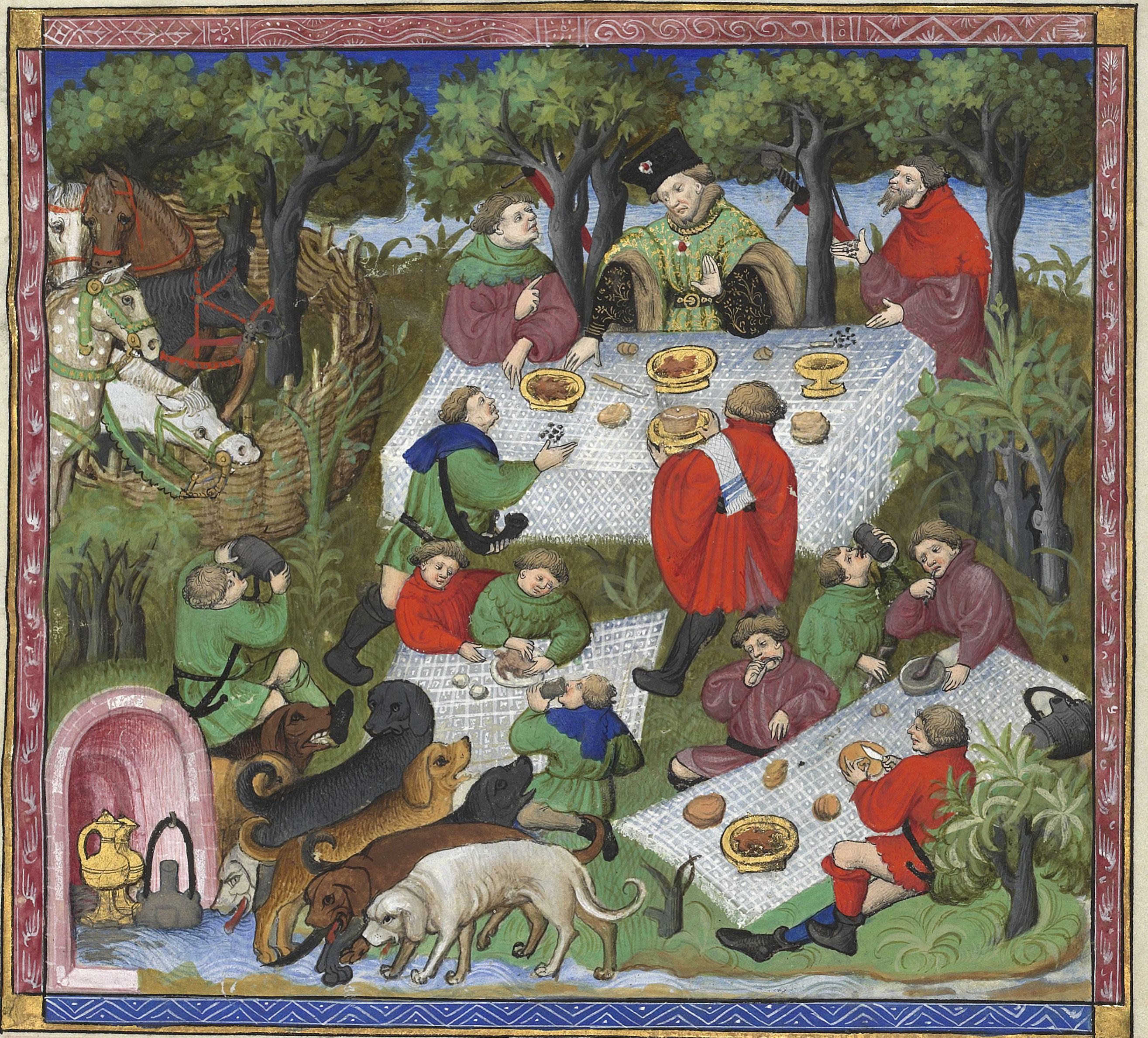
Ilustración del Livre de la chasse de Gastón III de Foix-Bearne (c. 1387-1391), Biblioteca Nacional de Francia, París

En la Baja Edad Media, si bien la alimentación sufrió pocos cambios, una mejora en las condiciones económicas permitió mayores recursos alimenticios para capas cada vez mayores de la población. Aun así, entre las clases bajas el sustento principal seguía proviniendo de legumbres, hortalizas, leche y huevos; la carne se reservaba para días de fiesta. Las comidas principales eran por la mañana y la noche, mientras que a mediodía se hacía un pequeño refrigerio. Aumentó el comercio vinícola y, con él, el consumo de vino, que solía tomarse especiado: en esta época destacaron el moraz, una especie de ponche de moras; el lutertranc, aderezado con hierbas aromáticas y miel; y el hipocrás, con especias y miel.
Entre los siglos xiii y xiv la alimentación mejoró ostensiblemente, incluso entre el pueblo llano: solían consumir gachas de cereales, legumbres, embutidos, aves de corral, carne de buey y cerdo, así como carne de ballena, bacalao, arenques y ostras. Surgió en esta época el oficio de charcutero (de chair-cutiers, «cocedores de carne»), que se agremiaron al igual que carniceros y pasteleros. Por otro lado, se inició el consumo intensivo del ajo como condimento, especialmente en Francia, donde empezó a despuntar la cocina provenzal, ligada en este período a la corte papal de Aviñón, que fue uno de los centros de mayor opulencia culinaria de la época.

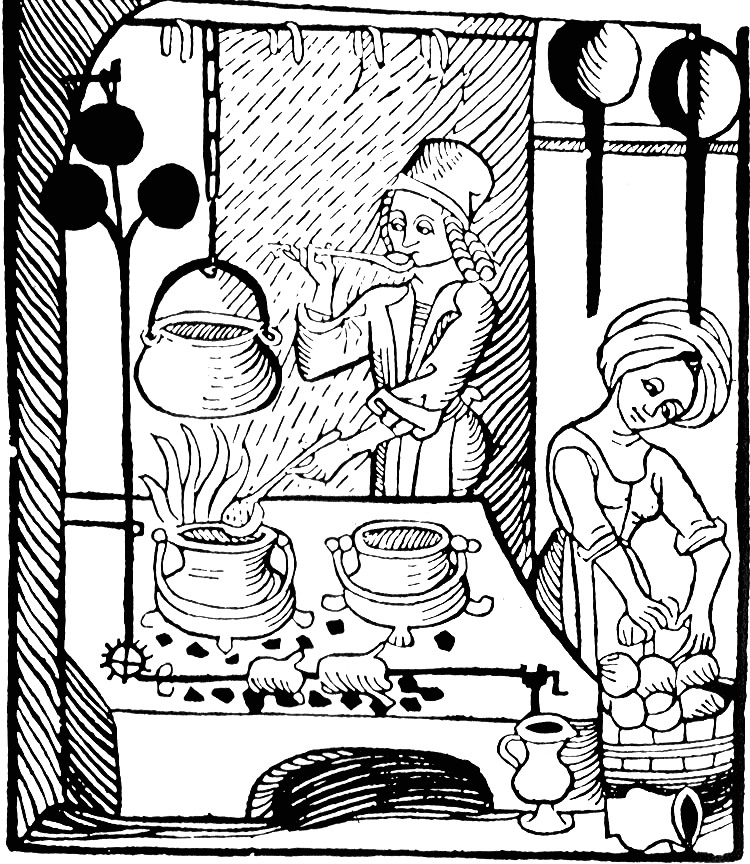
Cocina medieval con estufa y asador, representada alrededor de 1505

Algunos de los testimonios que han llegado de época medieval proceden de monasterios. Por ellos se sabe que comían verduras y hortalizas, leche y queso, pan y repostería, aves, setas, pescado, frutas, higos, dátiles, aceitunas, miel y vino; también caza mayor y aves como cigüeñas, grullas, garzas y gaviotas, y otros animales como nutrias y castores; en ocasiones, tejones, ardillas y erizos. Entre los platos más valorados estaba el pan candeal perfumado, la espalda de corza, la carne de jabalí y los faisanes y pavos reales asados con salsas aromáticas.
Los utensilios eran de barro o madera para las clases pobres, mientras que la nobleza podía disponer de objetos de oro, plata y vidrio veneciano; entre la burguesía empezó a extenderse a partir del siglo XIII el uso de utensilios de estaño. Las ollas se hacían de bronce o latón. Desde el siglo XIV fueron tomando preeminencia las ciudades, donde la burguesía fue ascendiendo en el estatus social. Aumentó el lujo en las comidas, que se denotó especialmente en las vajillas, que incluían utensilios de materiales preciosos, como cucharas, cuchillos, platos, vasos, saleros e incluso mondadientes. En esta época empezaron a usarse trípodes de hierro para el fuego, sobre los que se colocaban cazos o sartenes.
A través de la cultura andalusí se introdujeron en España y, posteriormente, en toda Europa, las llamadas «normas de urbanidad en la mesa», en principio dirigidas a niños, pero luego adoptadas por los adultos, como no hablar con la boca llena, no comer deprisa o lavarse las manos antes y después de comer. Algunas de ellas no se usan hoy día, como depositar la comida en una rebanada de pan y comer con tres dedos.
Entre los tratados y recetarios de la época uno de los más antiguos es el Llibre de Sent Soví, el primero del Occidente europeo en lengua no latina, una obra anónima escrita en catalán cerca de 1324. La cocina catalana medieval era heredera de la romana, pero con una fuerte influencia andalusí, que se denota en el frecuente uso de la cebolla, la almendra, la canela, el azafrán y otras especias y hierbas aromáticas, así como el zumo de naranjas amargas y el agua de rosas; también en platos de repostería como las natillas, los turrones, los barquillos, los mazapanes y las frutas confitadas. Era una cocina mediterránea, con abundante uso de verduras, legumbres y hortalizas, así como pescado, del que se mencionan unas cincuenta especies marítimas y fluviales; en menor medida, marisco y moluscos. Entre las carnes destacaba el cerdo, así como el carnero, el cabrito y el conejo, y ternera en menor medida; también la caza, sobre todo ciervo, corzo, perdiz, liebre y faisán. Se cocinaba con aceite de oliva o manteca de cerdo y, entre las técnicas más usadas, estaban la cocción, la parrilla, el asado a la brasa o al rescoldo y el sofrito o sonsega. Se usaba mucho la picada de pan seco, ajo, almendras, yemas de huevo, hierbas y especias, a veces con hígados de pollo o gallina. Entre las salsas destacaba el almodrote (almadroc), hecho con ajo, queso y agua, un precedente de la mayonesa y el alioli. Cabe destacar que ya entonces se elaboraban tortillas de huevos, ya que el libro menciona hous amb truyta. Otra famosa receta que se exportó a toda Europa fue el manjar blanco (menjar blanc), elaborado con pechuga de gallina o capón, arroz, almendras y azúcar; la receta actual prescinde de la pechuga y añade leche, canela y piel de limón.
Otro texto relevante de la cocina catalana fue el Llibre del Coch de Robert de Nola, cuya primera edición conservada es de 1520, aunque esté escrito probablemente con anterioridad, quizá hacia los años 1470. En su momento gozó de gran popularidad, con múltiples ediciones hasta los años 1570. Robert de Nola era cocinero de Fernando I de Nápoles. En su obra plasmó las principales recetas de la cocina catalana con un sentido más fastuoso y cortesano que en el Llibre de Sent Soví y con cierta influencia de la Italia renacentista. Como en el anterior recetario catalán, destaca la presencia del pescado y el uso de especias, así como de la salsa picada y el agua de rosas.
En Castilla cabe mencionar el Arte Cisoria de Enrique de Villena (1423), dedicado al oficio de trinchar, el primer texto en castellano que trata —aunque de forma indirecta— sobre la cocina. Además de las diversas técnicas para cortar carne, habla sobre alimentos, aunque no de la manera de cocinarlos, y los clasifica en cinco grupos: «aves, animalias de cuatro pies, pescados, frutas y yerbas». También habla de la presentación de la mesa y de los diversos utensilios para comer.

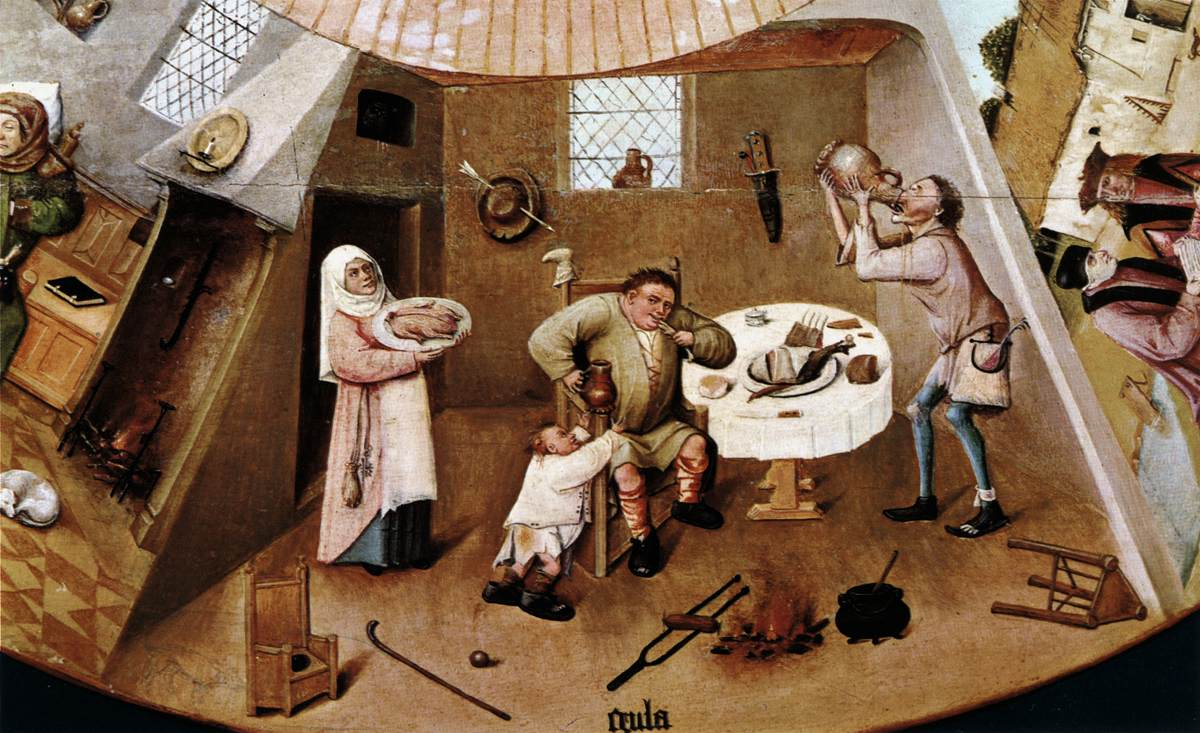
Gula, una de las secciones de la Mesa de los pecados capitales (c. 1505-1510), de Hieronymus Bosch, Museo del Prado, Madrid

Posteriormente destaca Le Viandier de Taillevent —seudónimo de Guillaume Tirel—, escrito hacia 1373. Taillevent fue uno de los primeros cocineros de renombre. Tras veinte años de aprendizaje, fue cocinero de los reyes Felipe VI, Carlos V y Carlos VI de Francia. Su obra supuso un intento de renovación de la cocina francesa, con un tipo de recetas en las que se concedía cada vez mayor importancia a las salsas y especias. Las salsas solían ser ácidas y picantes, ya que se elaboraban con bases de líquidos ácidos, como el vinagre, el agraz o zumos de limón, naranja o grosella, a los que se añadían especias como canela, azafrán, jengibre, clavo, pimienta o nuez moscada, además de plantas aromáticas (ajo, perejil, cebolleta) y azúcar o miel; también solía ligarse con pan mojado o yema de huevo. Estas salsas se aplicaban a todo tipo de carnes, entre las que se encontraban tanto ternera, buey, cerdo y aves de corral, como piezas de caza, pavos reales, cisnes, gansos, cigüeñas, faisanes, garzas, grullas, cormoranes y un largo etcétera. Sus recetas se limitan a cuatro técnicas: asado, hervido, fritura y braseado. No indican los ingredientes por persona, ya que en aquella época se servían los platos por servicio: cada comida solía tener tres o cuatro servicios, dentro de cada cual se servían varios platos a la vez de los que los comensales escogían las porciones que quisiesen comer («servicio a la francesa»). Introdujo un lenguaje específico de términos de cocina que se iría consolidando con el tiempo, algunos de los cuales aún hoy se utilizan.
En la Edad Media empezó a darse a la cerveza un sabor más amargo mediante la adición de lúpulo, una innovación que surgió en los monasterios del norte de Francia en el siglo XI. Según la tradición, fue Hildegarda de Bingen la primera que añadió lúpulo a la cerveza, el año 1079, aunque su uso no se extendió hasta el siglo XIII por Francia, Alemania, Suiza, Flandes y Alsacia. La viticultura se desarrolló notablemente, sobre todo en Francia, Italia y España. El país galo es productor de numerosos vinos de calidad y fama mundial, especialmente los producidos en las regiones de Alsacia, Burdeos, Borgoña, Cahors, Jura, Loira, Mosela, Provenza y la zona del Ródano. Mención aparte merece el champán (en francés: champagne), una variedad de vino espumoso elaborado con el método champenoise en la región de Champaña desde época medieval. En Italia son de reseñar los vinos de Piamonte, Toscana —donde destaca el Chianti—, Emilia-Romaña (Lambrusco), Lacio (Frascati), Campania y Véneto. En Portugal destacan el madeira y el oporto. En España, durante este período los monjes cistercienses importaron viñas de Borgoña, que se incorporaron al acervo local. Se desarrollaron muchas de las variedades actuales, entre las que destacan las de Jerez, Málaga y moscatel en Andalucía, las de La Rioja, La Mancha (Valdepeñas), los del Priorato y el Panadés en Cataluña (donde destaca también el cava, una variedad local de champán), Cariñena en Aragón, Jumilla en Murcia, Albariño y Ribeiro en Galicia, Vega Sicilia y Vega Valbuena en Castilla. En Asturias es típica la sidra, derivada de la fermentación de la manzana.
También esta época señala el inicio de los aguardientes, unos licores destilados de vinos, frutas o granos. La destilación de alcoholes era conocida desde antaño, aunque se usaba únicamente para medios medicinales. Según la tradición, fue Arnau de Vilanova, en el siglo XIII, el primero que destiló alcohol para su consumo, al que llamó aqua vitae («agua de vida»). Aun así, seguía siendo algo así como un tónico vivificante y no fue hasta el siglo XVI que se popularizó su consumo de forma recreativa.

## Islam

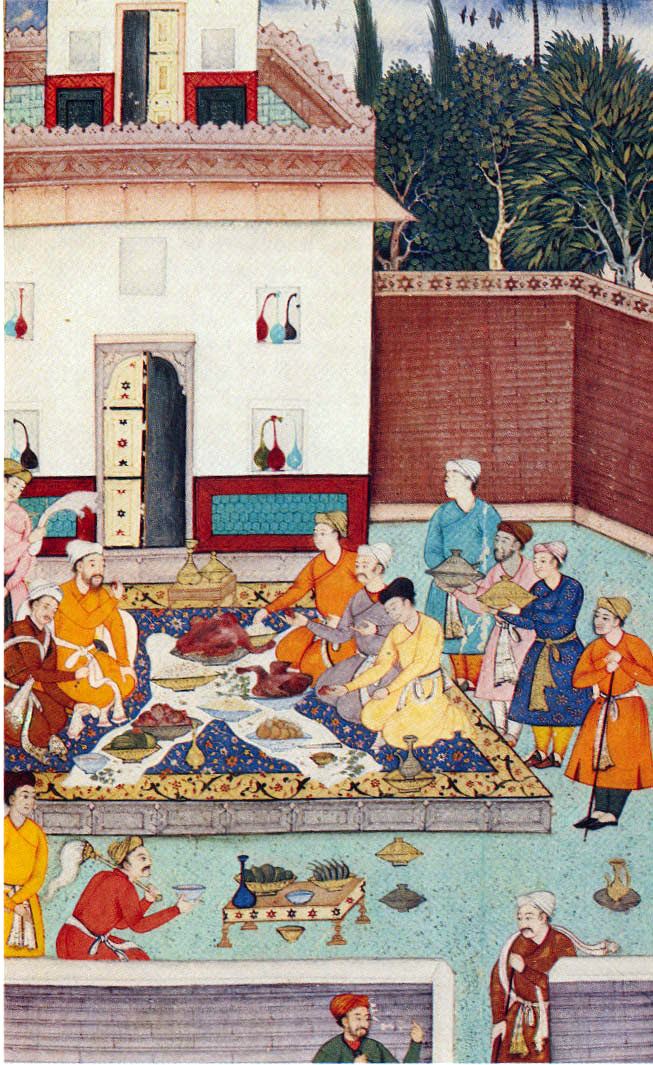
Banquete con ganso asado ofrecido por los mirzas a Babur en 1507, representado en una miniatura mogol (c. 1590)

La gastronomía árabe está íntimamente relacionada con la religión islámica: según el Corán, el musulmán debe evitar comer carroña, sangre, carne de cerdo, animales sacrificados sin los ritos apropiados y bebidas alcohólicas. Con el tiempo, se fueron añadiendo otros productos, como animales carnívoros, aves rapaces, insectos y reptiles, algunos mariscos y animales con colmillos. Así, los alimentos se dividen en halal (permitidos) y haram (prohibidos). Entre los principales productos de la gastronomía islámica se encuentran los cereales, la leche, frutas y frutos secos, verduras, pescado, aves de corral, animales sacrificados de forma apropiada y caza recién abatida.
Entre las principales preferencias de Mahoma estaba la carne, que calificó como «el alimento más señorial de la gente de este mundo y del Paraíso». Uno de sus platos preferidos era el tharīd, un estofado de carne espesado con migas de pan. En la tradición islámica figura el sacrificio de un cordero para el Eid al-Adha, la fiesta que celebra el final de la peregrinación a La Meca. Otros platos que degustaba el profeta, según el Hadiz, eran el khazira, un caldo con salvado; el hais, dátiles con cuajada y mantequilla; el sarwiq, gachas de trigo o cebada; y el silq, cardo con cereales y, ocasionalmente, con liebre. Mahoma también insistía en guardar la corrección durante la comida, así como en la hospitalidad: «el alimento suficiente para dos es suficiente para cuatro, y el suficiente para cuatro es suficiente para ocho».
La expansión musulmana conllevó numerosos cambios en la gastronomía inicial de los beduinos, adaptada a los productos del desierto. El contacto con griegos, egipcios y persas, y más adelante con indios, bereberes y europeos, influyó en numerosos caracteres de su gastronomía, principalmente por la inclusión de nuevos ingredientes. Un ejemplo fue el tharīd, al que se añadieron verduras como el cardo y la zanahoria y especias como la canela y el cardamomo. El traslado de la capital a Damasco por los Omeyas provocó una interrelación con las cocinas bizantina y persa, y un mayor lujo y ostentación tanto en la elaboración de platos como en su presentación. Posteriormente, los abásidas se instalaron en Bagdad, donde la cocina islámica alcanzó grandes cotas de esplendor. En tiempos de Harún al-Rashid, la cocina era altamente valorada y era objeto de estudio e investigación, con un alto número de tratados escritos en esta época. Incluso nobles de alta cuna se dedicaban en persona a la cocina, como Ibrahim al-Mahdi, hermanastro de Harún al-Rashid, inventor del ibrahimīya, un estofado agrio de carne con vinagre o agraz.
Entre los tratados de cocina bagdadí más famosos se encuentran dos que comparten título: Kitāb al tabīkh (Libro de cocina), uno escrito en el siglo X por Ibn Sayyar al-Warraq y otro escrito en 1226 por Muhammad bin Hasan al-Baghdadi. El primero es una compilación de platos, bebidas, utensilios e ingredientes, pero sin el necesario relato para preparar las recetas descritas; el segundo es más escueto, pero más explícito en la preparación de recetas, con un total de 164 platos que podrían ser recreados en la actualidad. Uno de los más célebres era el sikbāj, un estofado de carne y verduras aliñado con azafrán, canela y cilantro, agriado con vinagre, endulzado con miel o néctar de dátiles, rociado con agua de rosas y decorado con higos, pasas y almendras. En general, eran platos de difícil preparación, con numerosos ingredientes, con especial predilección por los sabores agrios y los platos especiados, y con un gran cuidado en la presentación y la aromatización.

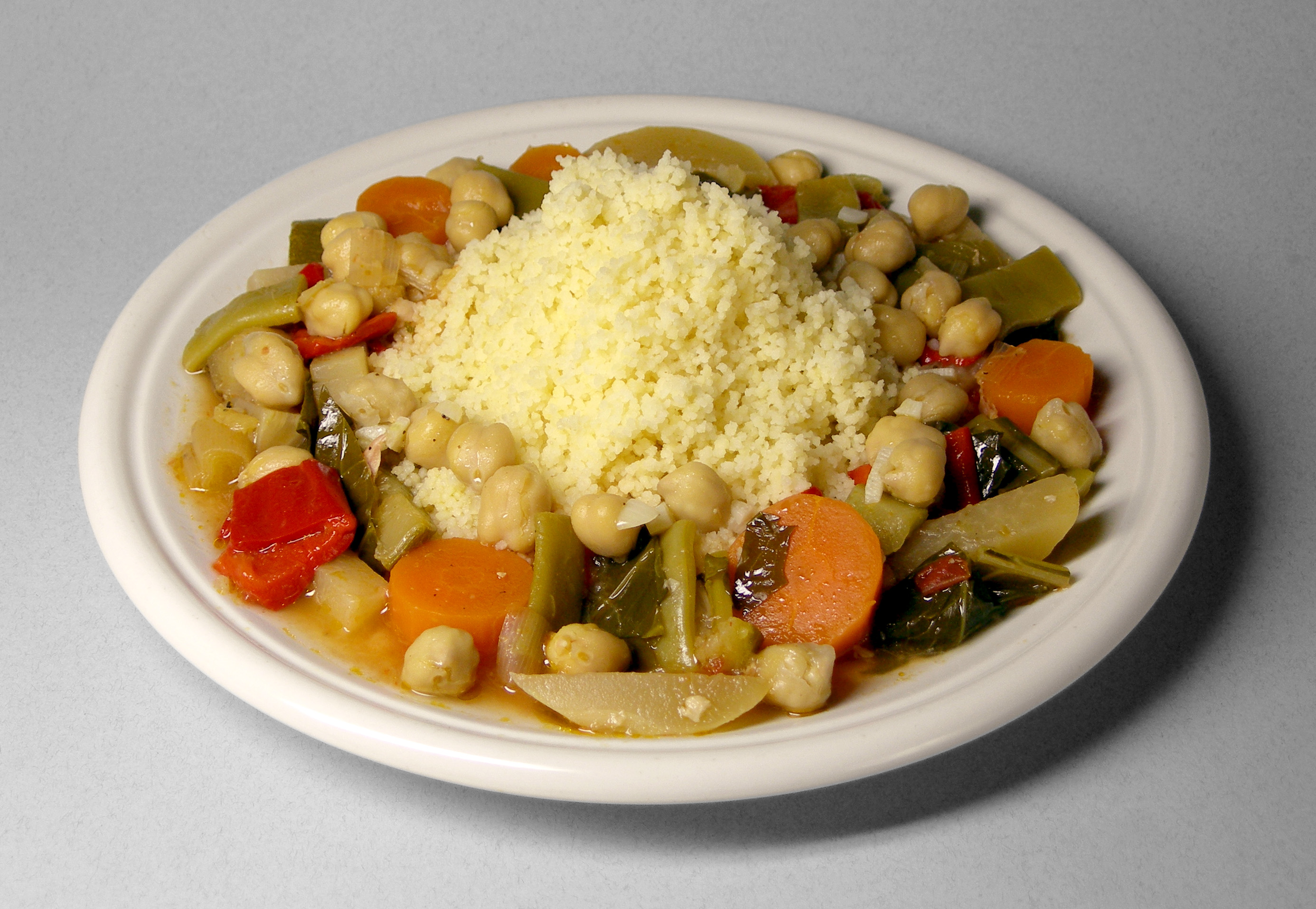
Cuscús, el ingrediente más común en las gastronomías del Magreb, con garbanzos y verduras

En el norte de África surgió uno de los platos más famosos de la cocina árabe: el cuscús, elaborado con sémola de trigo, carnes y verduras cocidos al vapor. Otro plato típico es el hummus, un puré de garbanzos con zumo de limón, pasta de tahina y aceite de oliva.
Otra cocina de relevancia en el Próximo Oriente fue la persa. Gracias a la ruta de la seda fue un importante enclave del comercio con Oriente, por el que pasaban arroz, pasta china —que tendrían gran aceptación posteriormente en Italia y España—, caña de azúcar y aves de corral como el gallo y el faisán, que llegaron a Europa a través de Persia. También provino de China la elaboración de helados, técnica que perfeccionaron los persas: ya en el siglo VI hay constancia de helados o sorbetes de frutas, esencia de rosas o pistachos. Al parecer, la palabra sorbete viene del árabe sarab, de donde proviene también el término sirope. Otros productos por los que eran famosos eran el caviar y los pistachos.
La cocina árabe se trasladó a Europa con la ocupación de la Hispania visigótica y la constitución del reino omeya de al-Ándalus. La cocina andalusí se formó con la conjunción de la tradición árabe, que había asimilado ya la cocina persa y bizantina, así como diversas influencias orientales, con la presente en Hispania, de herencia romana. Uno de sus rasgos distintivos fue la introducción de nuevos productos como la berenjena, la granada y la caña de azúcar; también posiblemente el arroz, aunque algunos expertos opinan que fue probablemente durante la ocupación bizantina del sudoeste hispano. También iniciaron el cultivo intensivo del naranjo, el manzano, el almendro, la higuera, la morera, la palmera datilera, el melocotonero, el albaricoquero, el membrillo, el melón, la sandía y la alcachofa, así como algunas especias como el azafrán; también mejoraron ostensiblemente el cultivo de la vid.
En la España andalusí fue célebre el poeta, músico y gastrónomo Ziryab, que se trasladó del califato abasí a Córdoba, donde reinaba Abderramán II, y donde introdujo las costumbres orientales en la corte omeya. Considerado un árbitro del buen gusto, introdujo las normas de etiqueta en la mesa e influyó en los hábitos culinarios no solo de al-Ándalus, sino del resto de España e incluso Europa. Favoreció el consumo de espárragos e introdujo platos como el ziriabí, un asado de habas saladas que aún se prepara en numerosos lugares de España. También introdujo la costumbre de comer por platos, con un aperitivo, un primer y segundo plato y un postre.
Un texto célebre de la época es el Fadalat Al-Jiwan (Relieves de la mesa, sobre manjares y guisos), del poeta y jurista de la taifa de Murcia Ibn Razin al-Tuyibi (c. 1228-1243). Es un libro de recetas, en el que destacan las dedicadas a la carne picada, incluidas las albóndigas, una de las más famosas recetas heredadas de los andalusíes, inventada según la tradición por Ziryab. Otras recetas son de pasteles de carne, embutidos, longanizas, asados en sartén o al horno, guisados, estofados, empanadas, escabeches, pastas, dulces y pasteles. En estas recetas se denota el uso abundante del azafrán, quizá más como componente estético que no alimenticio, y el gusto por la mezcla de sabores dulces y salados, así como los postres excesivamente azucarados. También usaban con profusión la cebolla y la almendra para salsas, así como la canela y condimentos como el cilantro, el poleo, el orégano, el comino, el hinojo, el jengibre, la albahaca, el clavo, el espliego, la hierbabuena, la ruda y la alcaravea; también sazonaban con zumo de naranjas amargas, agua de rosas o flor de azahar. Por otro lado, habla también sobre los utensilios, algunos consejos dietéticos procedentes de Hipócrates y Galeno, indicaciones sobre aseo e higiene en la cocina, costumbres culinarias de diversos pueblos y citas de textos culinarios anteriores.

## India

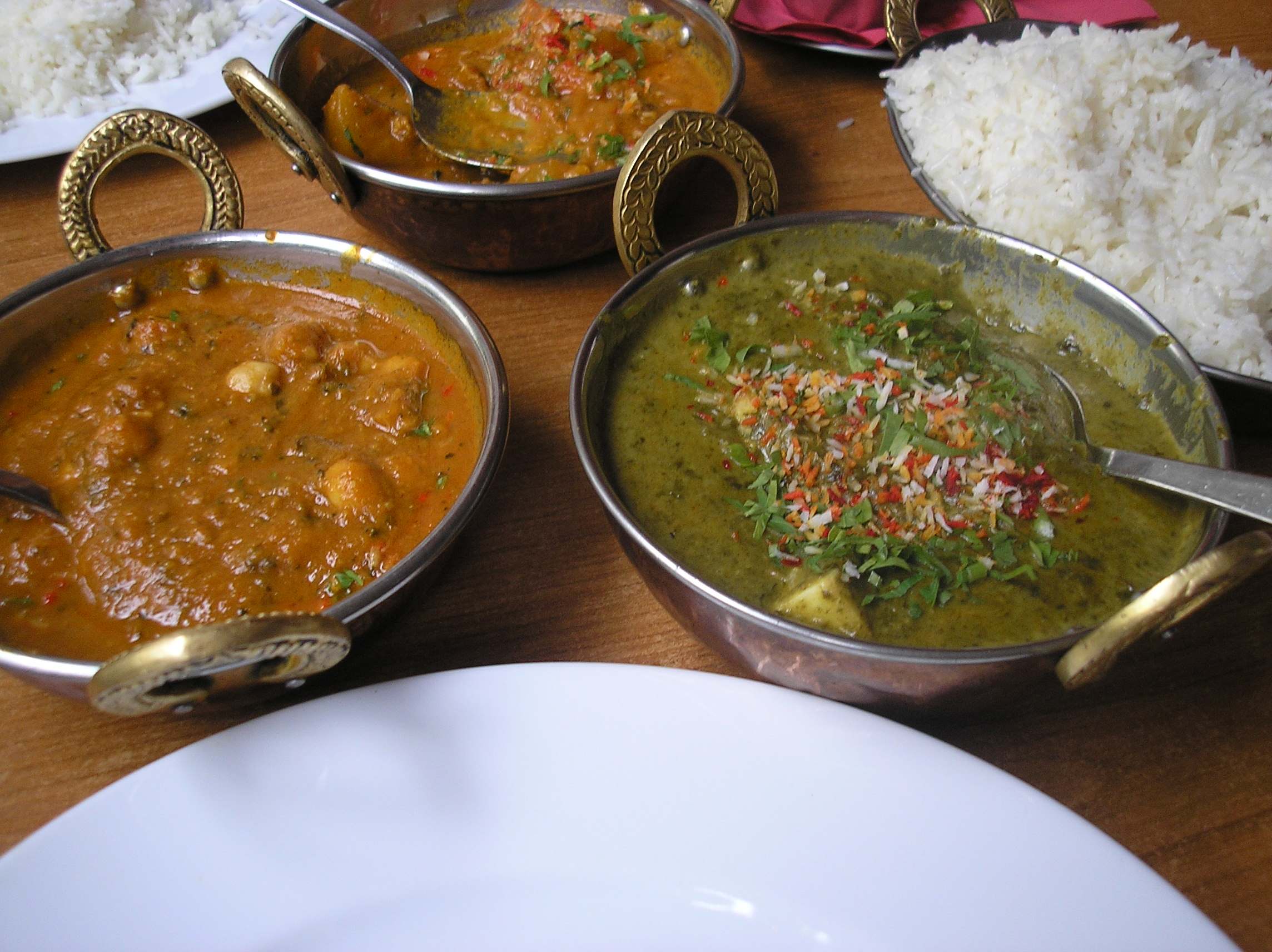
Diferentes platos de la cocina india

La India ha vivido a lo largo de su historia la llegada de pueblos de diversa procedencia, que han aportado su acervo cultural a un bagaje común de hibridación y mestizaje, lo que se ha reflejado en su gastronomía. Su principal sello ha sido el uso intensivo de especias, ya que la India fue el principal origen de la mayoría de especias consumidas en Occidente, cuyo comercio fue uno de los intercambios más fructuosos entre ambos continentes durante muchas centurias. Entre las más consumidas se encuentran el chili, la mostaza negra, el comino, el jengibre, la cúrcuma, la alholva, el coriandro, la asafétida y el azafrán. La gastronomía india goza de diversos aliños (masala) elaborados con diversas mezclas de especias molidas, de los que uno de los más famosos es el curry, que se utiliza en numerosos platos. Entre los ingredientes más usados destaca el arroz —especialmente el basmati—, así como numerosas verduras y legumbres, sobre todo garbanzos, lentejas y guisantes. Un plato típico es el thali, compuesto de lentejas y arroz. Existen numerosos platos vegetarianos, sobre todo en el sur, donde es también muy corriente el coco. Se consume pescado y marisco sobre todo en zonas costeras, mientras que de carnes destacan el pollo y el cordero. Un plato corriente es el biryani, un plato de pollo o cordero con arroz, naranja, azúcar y agua de rosas. El pollo tandoori es pollo asado en el horno llamado tandoor con una mezcla de especias llamada tandoori masala y acompañado de yogur. También es famoso el cordero al curry, así como el kebab, aportado por la cultura islámica. Es corriente el consumo de leche y sus derivados, como la mantequilla y el yogur; en ocasiones, el yogur se toma también con curry. Son típicos algunos aperitivos como las samosas, unas empanadillas con puré de patatas, carne o verduras; y la dosa, una torta crujiente que se consume sola o con patatas. Tienen diversas variedades de pan, como el roti, el chapati, el kulcha, el khakhra o el naan. Para cocinar se suelen usar aceites de mostaza, coco o cacahuete, según la zona; también el de girasol y el de soja. Existen numerosos postres, entre los más típicos las rasgullas, unas porciones de queso con agua de rosas; las jalebi, lentejas fritas con caramelo; o el helado de crema Kulfi. La bebida nacional es el té, del que existen numerosas variedades, una de las más famosas el masala chai, un té especiado con leche y azúcar.
A la hora de comer, la costumbre ancestral es la de colocar varios platos sobre la mesa para que el comensal se sirva a su gusto, sin un orden especial de servir los platos. Por general, se sirve un plato de carne, varios de verduras y legumbres y una gran fuente de arroz. Tradicionalmente se comía sentados en el suelo y con las manos, aunque en tiempos recientes se han extendido las costumbres occidentales.

## China

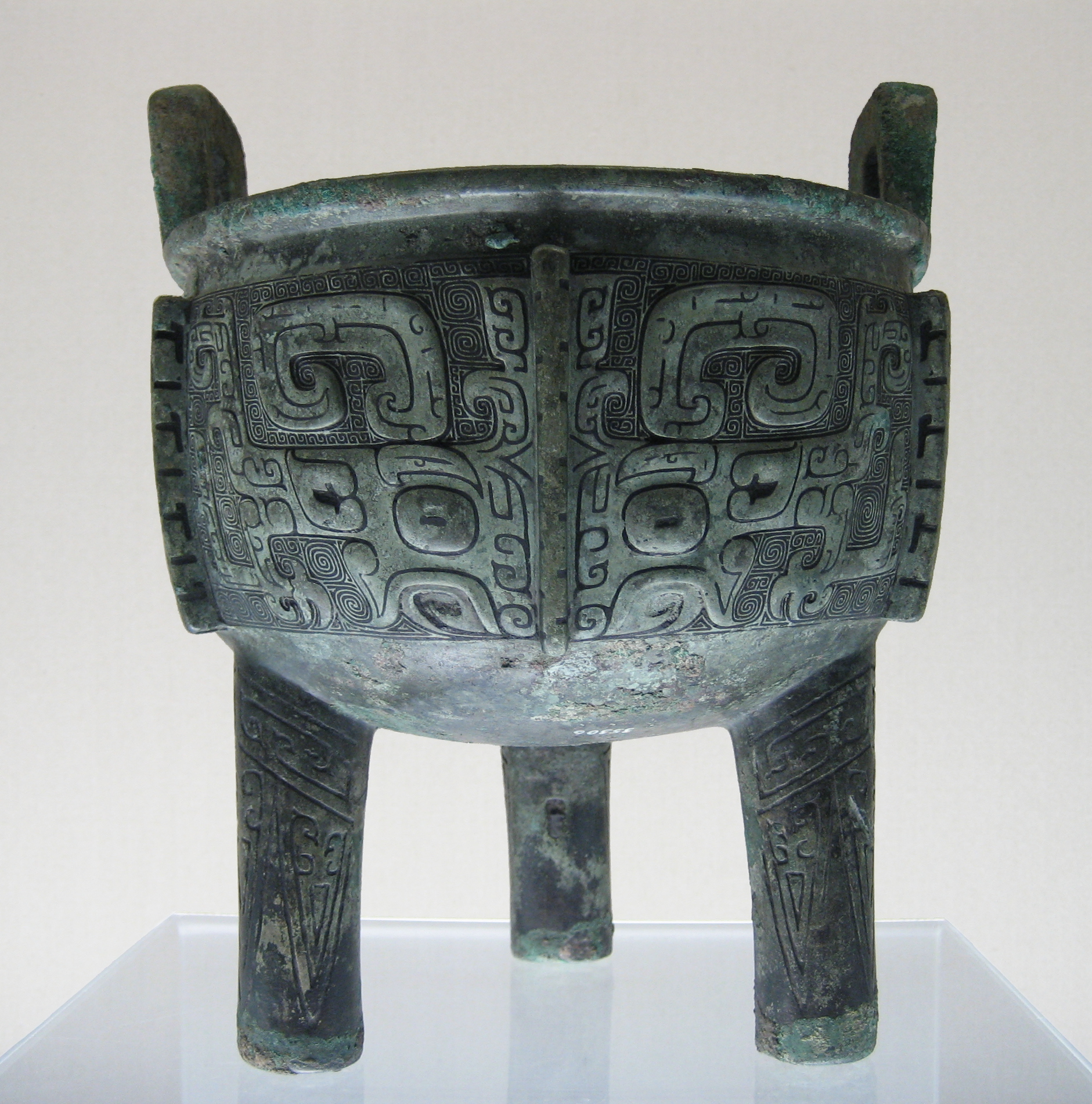
Un ding o caldero de tres pies. En la China tradicional este utensilio era símbolo del estado, ya que la comida se asociaba a la civilización

La cultura china siempre tuvo un especial interés en la alimentación y se consideraba un asunto de estado la distribución de alimentos a la población. Desde tiempos remotos se asociaba la comida a la civilización, hasta el punto que uno de los símbolos que representaba al estado era el ding o caldero de tres pies. El fundador del taoísmo, Lao-Tse, escribió en el Dàodé jīng que «gobernar un país es como cocinar un pequeño pescado». De hecho, para acceder a un cargo ministerial se valoraban las cualidades culinarias del candidato.
La cocina china era muy variada, con innumerables combinaciones de ingredientes y condimentos. Durante la dinastía Song (960-1279) se incrementó notablemente la producción agrícola, así como el comercio interregional, lo que favoreció la presencia de numerosos ingredientes en todas las regiones del imperio. Otra característica de la gastronomía china es que buscaba ser saludable, por lo que se seleccionaban cuidadosamente los ingredientes y su combinación. Surgieron numerosos tratados sobre dietética y nutrición, que hacían hincapié en la frugalidad y la moderación. También se consideraba que había una conexión entre la nutrición y el desarrollo espiritual. La alimentación intervenía en el equilibrio entre el yin y el yang, los elementos básicos del cosmos, del que el cuerpo humano era un microcosmos.

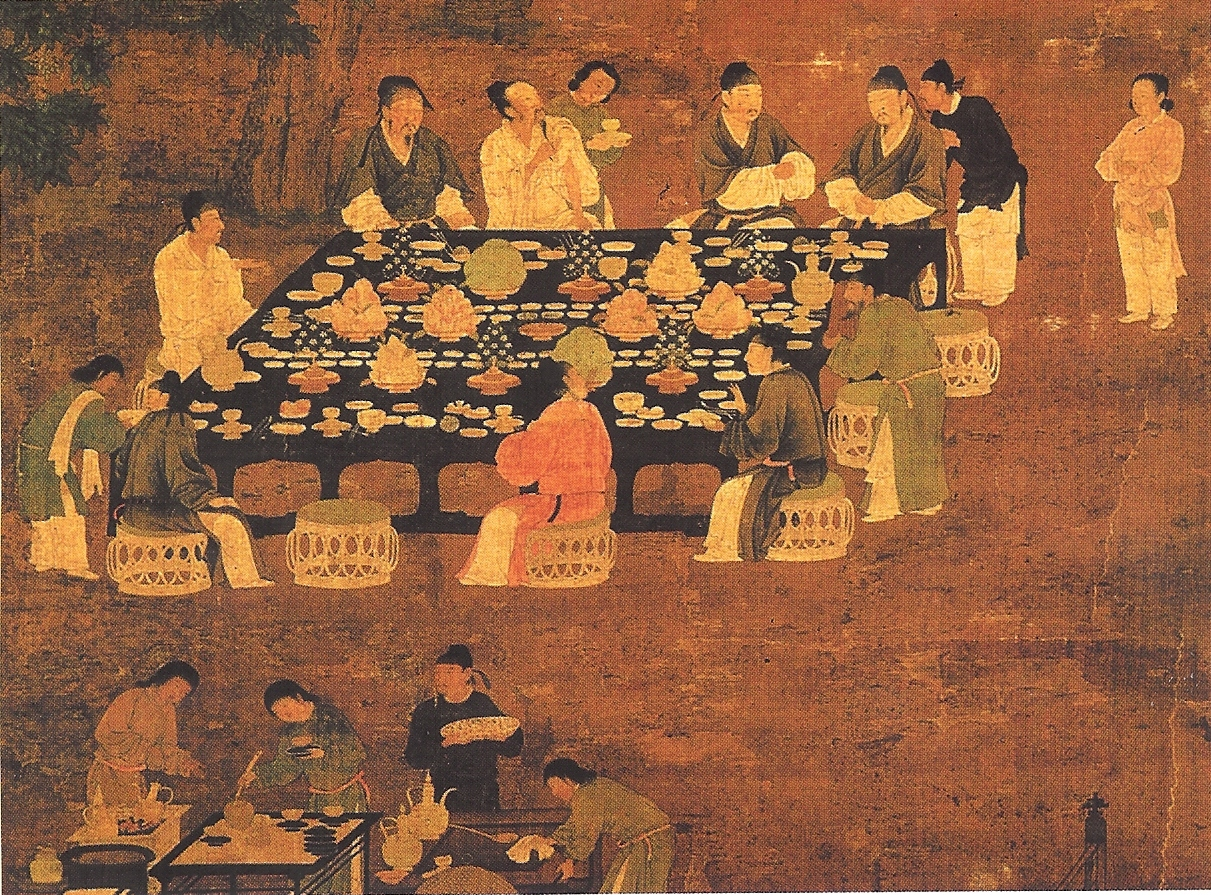
Una fiesta elegante (detalle), pintura del emperador Song Huizong, Museo Nacional del Palacio, Taipéi

La base de la cocina china era el dúo fan-cai: fan significa «arroz», pero en su concepto culinario engloba los cereales, el pan y pastas como los fideos; cai son los distintos ingredientes o condimentos para dar sabor al fan. Así pues, cualquier plato consistía en distintas combinaciones de fan y cai. El fan se encontraba en la base de cualquier plato, fuese cual fuese la clase social; era en el cai donde se daban las principales diferencias, con mayores y mejores ingredientes en cuanto se ascendía en la escala social. Otro aspecto a tener en cuenta era, en base al yin y al yang, los alimentos considerados fríos o calientes, no en cuanto a su temperatura física, sino en su concepción cosmológica: los alimentos yin eran fríos, como por ejemplo las verduras y los animales acuáticos; los yang eran calientes, como la sopa, las comidas grasas y las picantes.
Según la tradición, de China proviene el té, una infusión obtenida de la planta Camellia sinensis. Existen dos principales variedades: el té verde y el té negro. Una antigua leyenda establece su origen en un descubrimiento fortuito del emperador Sheng-tung en 2737 a. C., aunque diversos estudios sitúan su origen geográfico en la zona de Assam, entre la India y China. En todo caso, el té fue consumido en China desde tiempos remotos, donde se considera la bebida nacional. Su consumo está documentado en el siglo IV, aunque al principio se tomaba como medicina y no como bebida. El té es la bebida más consumida en todo el mundo después del agua.
Durante la dinastía Song, la prosperidad derivada de las buenas cosechas y el incremento del comercio fomentaron la creación de mercados, restaurantes, bodegas y salones de té. La capital del imperio por entonces, Kaifeng, era famosa por sus restaurantes, donde se servía, además de arroz, pescado, marisco, carnes rojas, aves y fideos de trigo. Cuando la capital se trasladó a Hangzhou, sus restaurantes cobraron igual fama, con una mayor tendencia a la especialización en cada uno de ellos. Los cocineros podían ser igual hombres y mujeres: fue una cocinera la autora de uno de los más importantes libros de recetas de la época, titulado Zhongkui Lu. La dinastía Yuan, de origen mongol, supuso una fragmentación de los estilos culinarios, debido al carácter multiétnico y multicultural de su gobierno.
Una nueva época de esplendor fue la dinastía Ming (1368-1644), que vivió una época de prosperidad agraria y una revitalización del comercio, esta vez más internacional, con contactos incluso con América, de donde se importaban ingredientes como maíz, tomate, guindillas, cacahuetes y boniatos, así como plata, utilizada en utensilios de cocina en clases acomodadas. Fue esta una época más consumista y hedonista, donde se valoraba más el lujo y el confort. Se escribieron numerosos tratados sobre la alimentación, entre los que destaca Los ocho discursos sobre el arte de vivir a partir del estudio de la elegancia (Ya Shang Zhai Zun Sheng Ba Jian, 1591), de Gao Lian, una de cuyas ocho partes está dedicada a la comida y la bebida, y presenta diversas recetas de sopas, cereales, fideos, carnes, verduras, pescados y dulces, así como formas de preparar el té y la cerveza, e incluso recetas medicinales. La obra de Gao fue considerada un ejemplo de consejos culinarios de gran gusto y refinamiento, y marcaron toda una época de la gastronomía china.
Durante la dinastía Qing (1644-1912), de origen manchú, después de unos primeros tiempos convulsos la situación volvió a normalizarse, se reactivó el comercio y se inició una nueva etapa de consumismo y de gusto por los placeres de la mesa. La cocina se volvió más ecléctica y, por influencia del budismo, aumentó la tendencia al vegetarianismo. Los manchúes tenían la costumbre de tomar el té con leche, que se extendió en esta época. Algunos tratados de la época mencionan a varios cocineros famosos por algún plato: Wu Yishan, por el tofu asado; Tian Yanmen, por al pato frito; Wang Yinshan, por el pescado; Wang Wenmi, por sus pasteles de miel. Entre los tratados más relevantes se encuentra Recetas del jardín Sui (Suiyuan Shidan, 1796), de Yuan Mei, una recopilación de recetas de famosos cocineros que el autor experimentaba de forma empírica para ofrecer su valoración personal. En su obra insistía en buscar los ingredientes de mejor calidad, que fuesen frescos, respetar su sabor y buscar el equilibrio en los aderezos.

## Japón

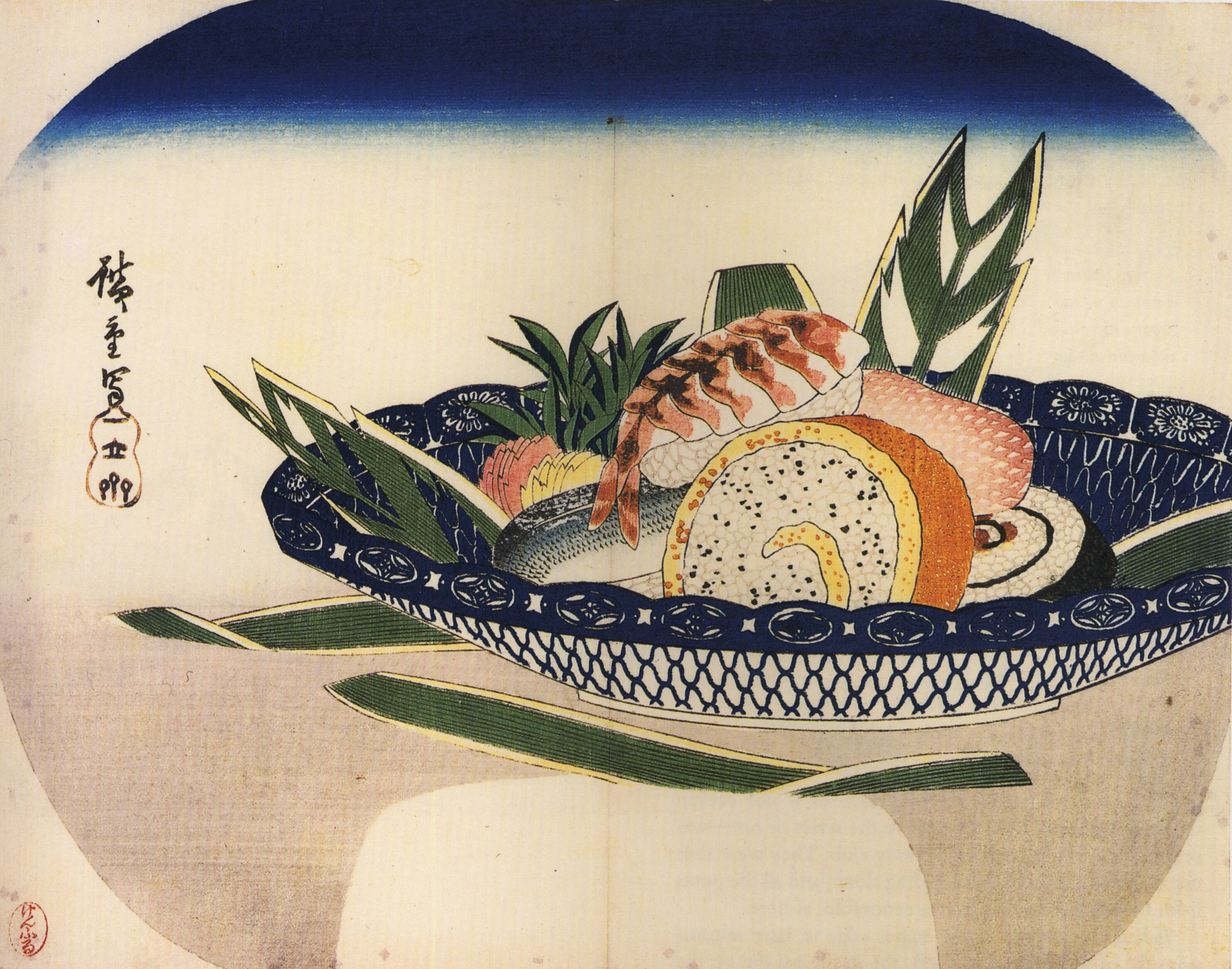
Pintura de Utagawa Hiroshige mostrando un plato de sushi

La gastronomía japonesa destaca por su sencillez y elegancia en la presentación del plato, así como por el uso de ingredientes frescos, propios de cada estación. La base de la dieta japonesa, como en muchos países asiáticos, es el arroz, además de verduras —principalmente puerro, batata, cebolla verde (negi), espinacas y pepinos—, legumbres —sobre todo la soja—, hongos, pescado, marisco y, en menor medida, algunas carnes. En Japón se clasifican los platos por su técnica de cocinado: a la parrilla (yakimono), hervidos (nimono), cocidos al vapor (mushimono), en horno de mesa (nabemono), rebozados y fritos (agemono) y crudos (sashimi).

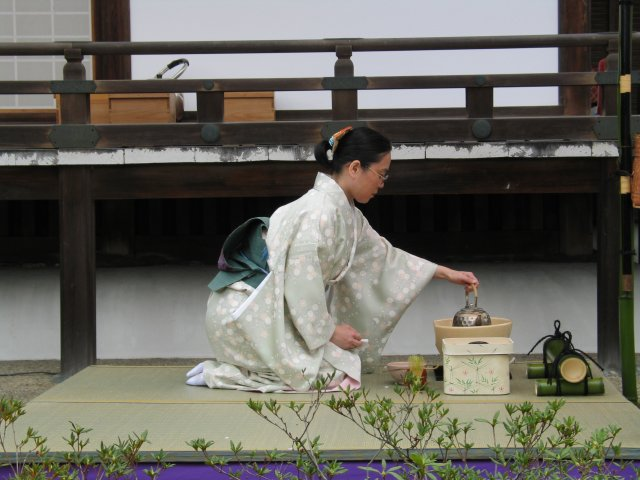
En la ceremonia del té japonesa se relacionan las cosas pequeñas con el orden cósmico, lo temporal con lo espiritual

La cultura nipona tiene una fuerte influencia de la china, ya que del continente llegó la religión budista, la caligrafía y numerosos rasgos culturales. De origen chino es también la costumbre de comer con palillos (hashi). De antaño vienen varias elaboraciones tradicionales, como el tofu o el miso. El contacto con la cultura occidental desde el siglo XVI propició algunos intercambios gastronómicos, como la técnica de la fritura, que propició la tempura. La base de la cocina japonesa es el arroz. Con él se elaboran numerosos platos, como el mochi, un pastel de pequeños granos de arroz glutinoso; las bolas de arroz onigiri u omusubi, que se pueden rellenar o mezclar con otros ingredientes; el sekihan, un arroz cocido al vapor acompañado de judías azuki; y el donburi, un plato con una base de arroz sobre el que se coloca pescado, carne o vegetales, según el cual recibe diversos nombres: oyakodon, con pollo; katsudon, con cerdo empanado; tonkatsu, con cebolla y huevo; o unadon, con anguila asada. También lleva arroz uno de los platos más famosos de la gastronomía japonesa, el sushi, que incluye pescado, marisco o vegetales, además de vinagre, salsa de soja, wasabi y jengibre. De arroz es también el famoso licor japonés, el sake. Otro famoso plato nipón es el sashimi, consistente en pescado crudo. El misoshiru es la sopa de miso, formada por un caldo dashi (de pescado) y pasta de miso, hecha con semillas de soja o cereales y sal marina fermentada con el hongo kōji. El teriyaki son carne o vegetales a la plancha. El sukiyaki contiene tallarines y otros ingredientes con una salsa de caldo de pescado, soja, azúcar y sake. Los harumaki son rollitos de primavera con carne de cerdo y brotes de soja. El dangojiru lleva raviolis con algas, raíz de loto, tofu y verduras. Otra variedad de platos incluyen fideos, como el ramen, fideos con caldo de pescado, miso, salsa de soja y guarnición de algas, vegetales o carne de cerdo; el udon, un tipo de fideo más grueso con un caldo de dashi, salsa de soja y mirin, un condimento algo dulce; los soba, unos fideos de trigo sarraceno con algún tipo de salsa; y el sōmen, unos fideos servidos fríos. Otros platos típicos son los encurtidos tsukemono, el nattō de soja fermentada, las tortillas japonesas tamagoyaki u okonomiyaki, o el unagi de anguila a la parrilla con salsa de soja.
Uno de los principales rituales gastronómicos japoneses es la ceremonia del té. Esta bebida pasó de China a Japón en el siglo IX, donde fue introducido por monjes budistas. El ritual asociado al consumo de esta infusión se creó en la corte imperial, donde duraba unas cuatro horas, aunque se extendió de forma simplificada a toda la sociedad. Por regla general, la mayoría de casas japonesas tienen una habitación (chaski) dedicada para esta ceremonia, que incluye todo un servicio compuesto de platos, tazas, teteras y diversos utensilios, e incluso los propios movimientos de los comensales. Así, se instituyó un ritual que alcanzó una categoría estética, ya que un simple acto doméstico era elevado a una sublimación filosófica sobre la trascendencia de la vida social, calificada por un tratadista como «la adoración de la belleza entre las vulgaridades de la existencia cotidiana».

## América precolombina

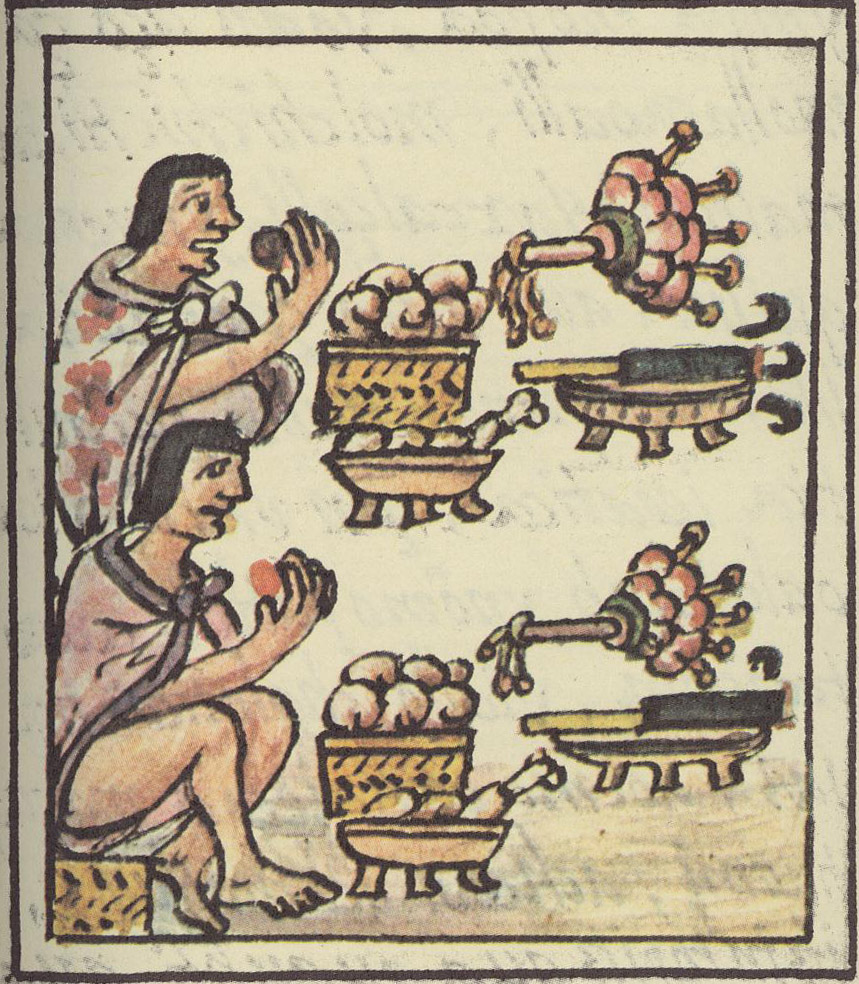
Banquete azteca, Códice Florentino,

La cocina precolombina de América se basaba en los productos locales, que fueron conocidos por Occidente tras el descubrimiento de América, especialmente el maíz, la patata, el tomate, el cacao, los frijoles, la batata, el cacahuete, el pimiento, la vainilla, la piña, la chirimoya, el aguacate, el mango, el tabaco, la yuca, el maguey, etc. Entre los animales, destaca el pavo americano o guajolote. Tras la llegada de los españoles, se introdujeron también de forma inversa numerosos productos europeos, como el trigo, el arroz, la vid, el olivo, el ajo, la caña de azúcar, algunas hortalizas y leguminosas, así como animales como cerdos, vacas, ovejas y gallinas. Con todo ello se produjo un fuerte mestizaje gastronómico, reflejo del que se dio igualmente a nivel cultural.
En el Caribe, primer punto de llegada de los españoles, se comía principalmente yuca, batata, piña, mamey, peces, mariscos, tortugas, perros, manatíes y jutías, un tipo de roedor grande. Posteriormente entraron en contacto con el Imperio azteca en México, donde los españoles proscribieron el consumo de ciertos alimentos que eran comunes en la zona hasta entonces, como el amaranto, insectos, algas de las lagunas y perros xoloitzcuintli, así como la antropofagia, que se practicaba sobre todo por motivos rituales. Los principales platos preparados en México eran las tortillas de maíz, guisados de pavo y peces, tamales, champurrados y otros. Sus principales utensilios de cocina eran el metate, el comal, piedras para moler y ollas de barro.
En las crónicas aztecas se habla de los banquetes de los emperadores, como Moctezuma, que seguía un ceremonial muy estricto: comía solo, adornaba su mesa con manteles y utilizaba vajillas de barro muy finas, con unos pequeños braseros para mantener la comida caliente; se le servían unos cincuenta platos, entre carnes —principalmente de pavo y jabalí—, vegetales, pescado, dulces y frutas. Francisco de Aguilar relató uno de estos banquetes: «las aves cocinadas de las maneras más diversas, cocidas, asadas o bien guisadas; otra hilera de empanadas muy grandes que eran las diversas variedades de tamales que eran de aves, gallos y gallinas. Otra hilera de codornices y palomas; los pescados de río y de mar de todas las especies, cazuelas de mole verde, rojo, amarillo y negro; pipianes verde y rojo; barbacoa de aves, jabalíes y de tepezcuintli; cazuelas de gusanos de maguey, escamoles y otros insectos como chapulines y jumiles; guisos de nopales, quelites, verdolagas; huevos cocidos de codornices, gallinas, palomas y guajolotes. También tenían su lugar las ranas, los ajolotes y una rica variedad de tortillas, las cuales agradaron a los conquistadores. Les servían también toda clase de frutos locales y de otras regiones. Capítulo especial era la variedad de postres como los elotes endulzados con mieles, capulines, miel de abeja, caña de maíz; frutas: mamey, zapote negro y blanco, chicozapote, chirimoya, pitayas, tejocotes, capulines y tunas».
En el Imperio inca los alimentos más comunes eran tubérculos, raíces y granos, especialmente la papa, que su usaba como pan y en diversos platos, e incluso se utilizaba como moneda. Inca Garcilaso de la Vega escribió en sus Comentarios reales de los incas que «tienen en primer lugar, la que llaman papa, que les sirve de pan, la comían cocida y asada y también la echan en los guisados. Pasada por el hielo y el sol para que conserve, la llaman chunu». Otros productos eran el maíz, el ají, la quinoa, la calabaza, el cacahuete, la yuca, el mote, la cancha, los frijoles, el olluco, el pallar, el camote, la caigua y diversos frutales.
Las carnes más comunes eran de llama y cuy, así como patos y perdices; en menor medida, venado, lobo marino, zorro, vizcacha, perro, mono, capibara, iguana y cañán. Por otro lado, se practicaba la caza del guanaco, la alpaca y la vicuña. También se consumía abundante pescado, generalmente seco. Uno de los más consumidos era el pejerrey. La bebida más popular era la chicha, un licor destilado del maíz. También era habitual el consumo de coca, que les estimulaba para trabajar.
Entre los pueblos nativos de América del Norte los alimentos más consumidos eran la calabaza, el maíz, el frijol, el arándano, la bellota y el pavo. En caza destacaba el bisonte, que era el animal más preciado, ya que además de la carne —que se cocinaba asada o guisada, o bien secada a modo de cecina—, se aprovechaba la piel para ropa o como recubrimiento de sus cabañas (tipis), los huesos y cuernos para armas y herramientas e incluso los excrementos para combustible.

## Edad Moderna

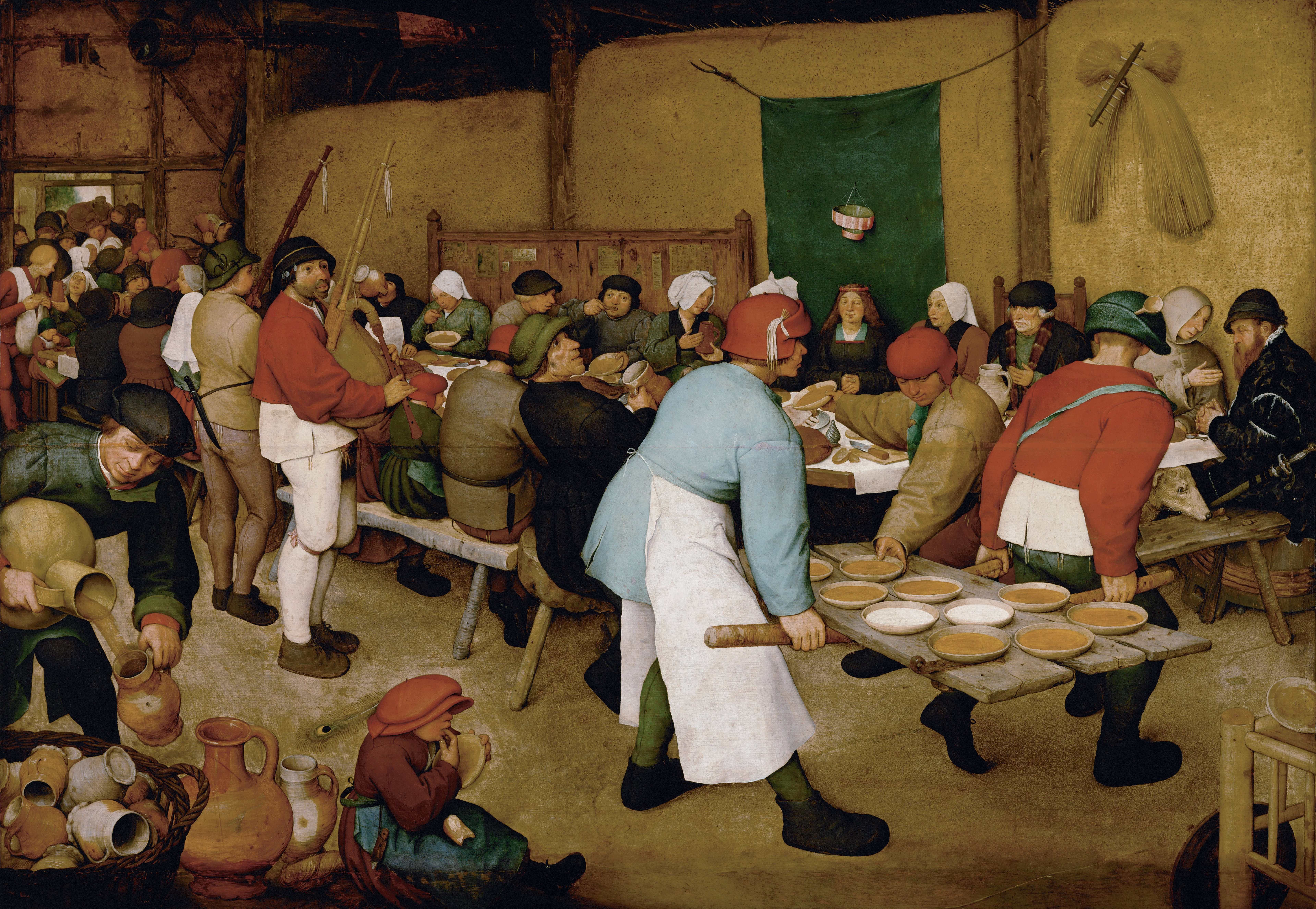
La boda campesina (c. 1568), de Pieter Brueghel el Viejo, Museo de Historia del Arte de Viena

La Edad Moderna supuso cambios radicales a nivel político, económico, social y cultural: la consolidación de los estados centralizados supuso la instauración del absolutismo; los nuevos descubrimientos geográficos —especialmente el continente americano— abrieron una época de expansión territorial y comercial, y supusieron el inicio del colonialismo; la invención de la imprenta conllevó una mayor difusión de la cultura, que se abrió a todo tipo de público; la religión perdió la preponderancia que tenía en la época medieval, a lo que coadyuvó el surgimiento del protestantismo; a la vez, el humanismo surgió como nueva tendencia cultural, dando paso a una concepción más científica del hombre y del universo.

### SigloXVI

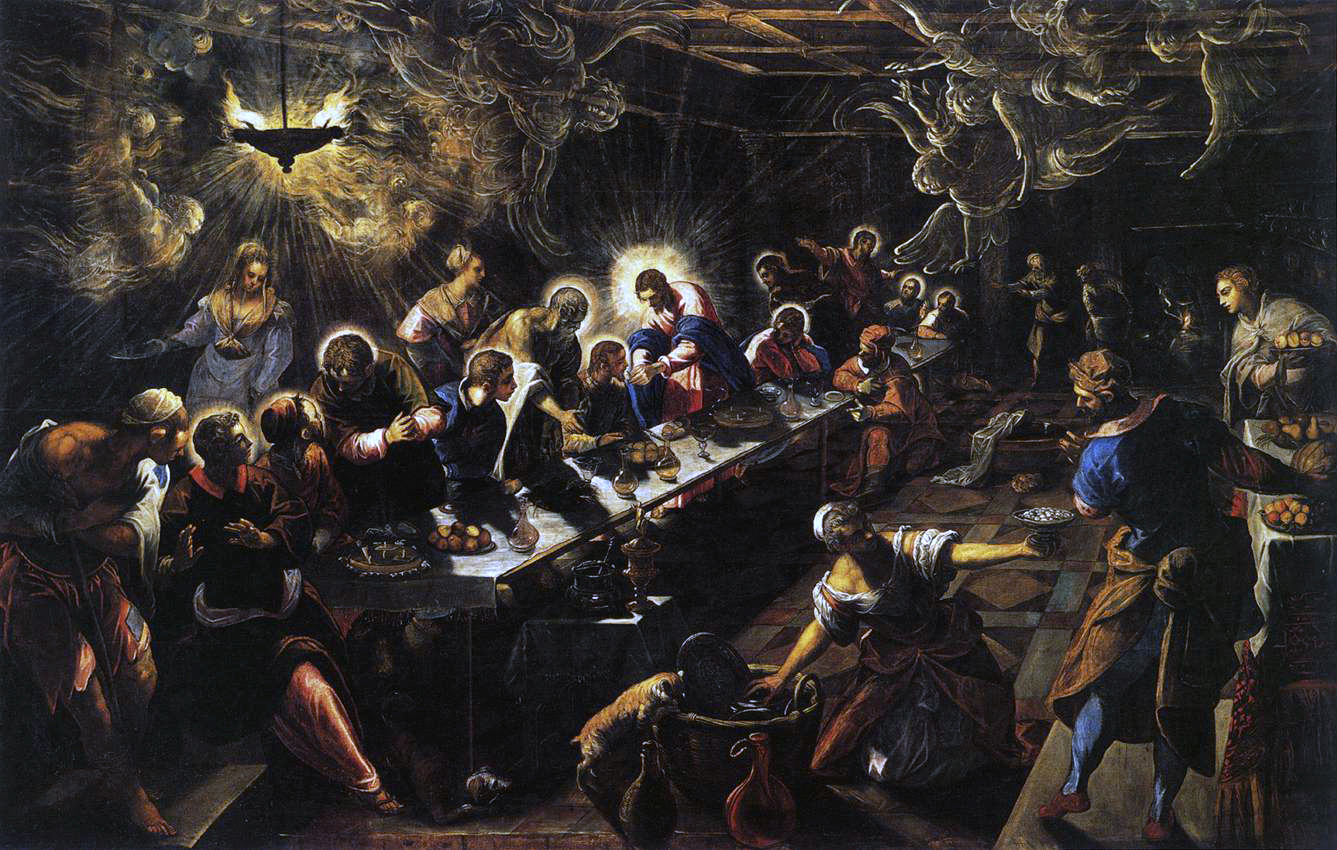
La Última Cena (1592-1594), de Tintoretto, basílica de San Giorgio Maggiore, Venecia

En el Renacimiento se revitalizó la cultura clásica y la gastronomía llegó a altas cotas de refinamiento y sofisticación. Un factor determinante para una nueva gastronomía fue el descubrimiento de América, de donde llegaron nuevos alimentos, como se ha visto en el apartado destinado a la América precolombina. La incorporación de estos nuevos productos supuso un cambio a gran escala en las gastronomías europeas y, en el trascurso de las dos siguientes centurias, productos como la patata y el tomate se incorporaron en tal medida a la cocina tradicional que diversas recetas con estos productos llegaron a convertirse en platos típicos de la gastronomía de muchos países, como si hubiesen existido desde tiempos antiguos.

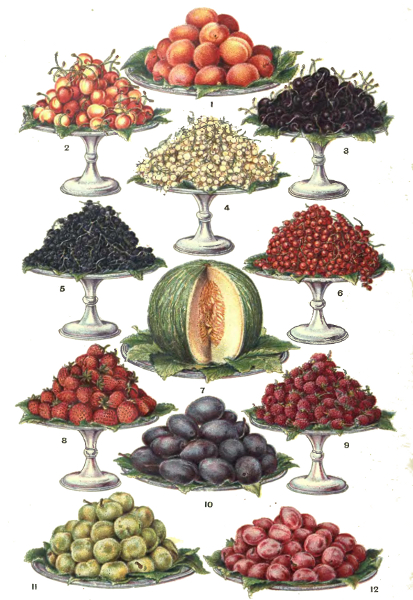
Ilustración de Mrs Beeton's Book of Household Management (1861), de Isabella Beeton

En esta época destacaron las cocinas francesa e italiana. En el país galo, la cocina medieval continuó siendo la base gastronómica fundamental: el Viandier de Taillevent se siguió reeditando hasta el siglo XVII. Continuó el gusto por las especias y las salsas aciduladas, así como por la carne de caza. Evolucionaron más, sin embargo, las costumbres en la mesa, donde se introdujeron unas mayores reglas de urbanidad y el uso de nuevos cubiertos como el tenedor, así como el uso individualizado de vajilla y cubertería, con lo que se abandonó la costumbre medieval de compartir utensilios. En esta época se desarrolló notablemente en Francia la agricultura, fomentada por el tratado Théâtre d'Agriculture et mesnage des champs de Olivier de Serres, que propició la incorporación de numerosas verduras a la dieta de entonces.

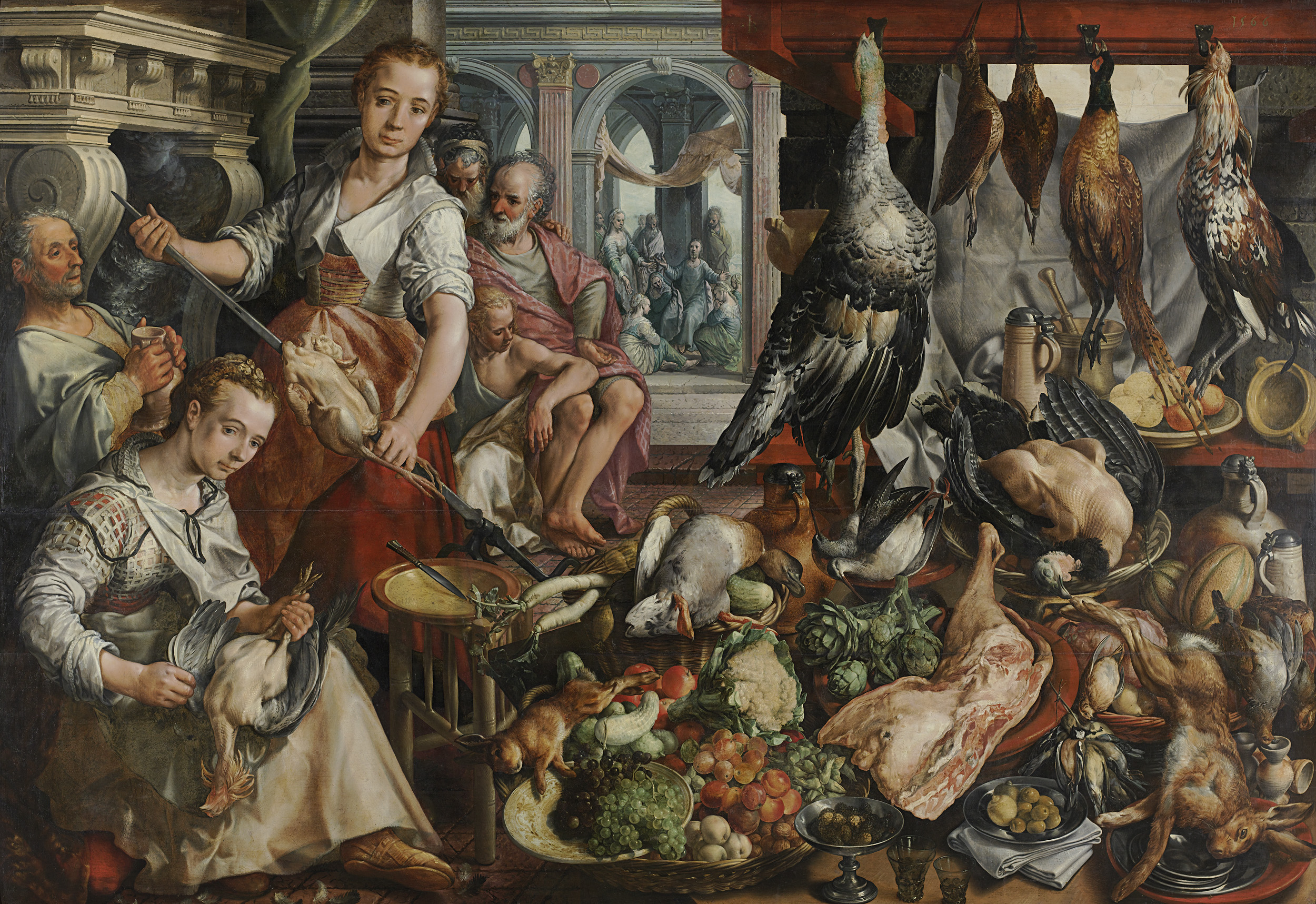
La cocina bien surtida (c. 1566), de Joachim Beuckelaer, Rijksmuseum, Ámsterdam

En Italia descollaron algunas cocinas locales como la florentina, la veneciana, la napolitana, la romana y la lombarda. Florencia, cuna del Renacimiento artístico, desarrolló una escuela que influyó incluso en Francia, no en vano algunos monarcas franceses como Carlos VIII, Luis XII y Francisco I se trajeron de sus campañas militares en Italia tanto a artistas y arquitectos como a cocineros y reposteros. También ejercieron una gran influencia las dos reinas Médicis: Catalina, esposa de Enrique II, y María, consorte de Enrique IV. La cocina italiana de la época aportó recetas como el pato a la naranja, el consomé, el pollo al vino, los pichones con uvas y un largo etcétera; también destacaron en dulces y helados, como la frangipane y los maccarone. Destacó por el uso del aceite de oliva para cocinar, así como por la abundancia de especias. También elaboraron aguardientes y licores, como el vespetrò, la ratafía, el marraschino, el rosoli y el populo.
En la Inglaterra isabelina también se vivió una época de vitalidad gastronómica, que supo retratar con maestría William Shakespeare en sus obras. Entre los recetarios ingleses de la época destaca The good Huswives Jewell de Thomas Watson (1587), que da cuenta de recetas tradicionales inglesas como los puddings de arroz, los pastelones de caza, los capones al zumo de naranja, las manos de cerdo con manzanas o las salsas de menta. Solían realizar platos con grandes trozos de carne, como el Sir Ioin of beef (o «barón de buey»), que incluía todo el cuarto trasero del animal. Bebían el vino con azúcar y especias, especialmente vinos de importación, sobre todo de Canarias, Jerez, Chipre, Borgoña y Burdeos. También se consumía mucha cerveza.

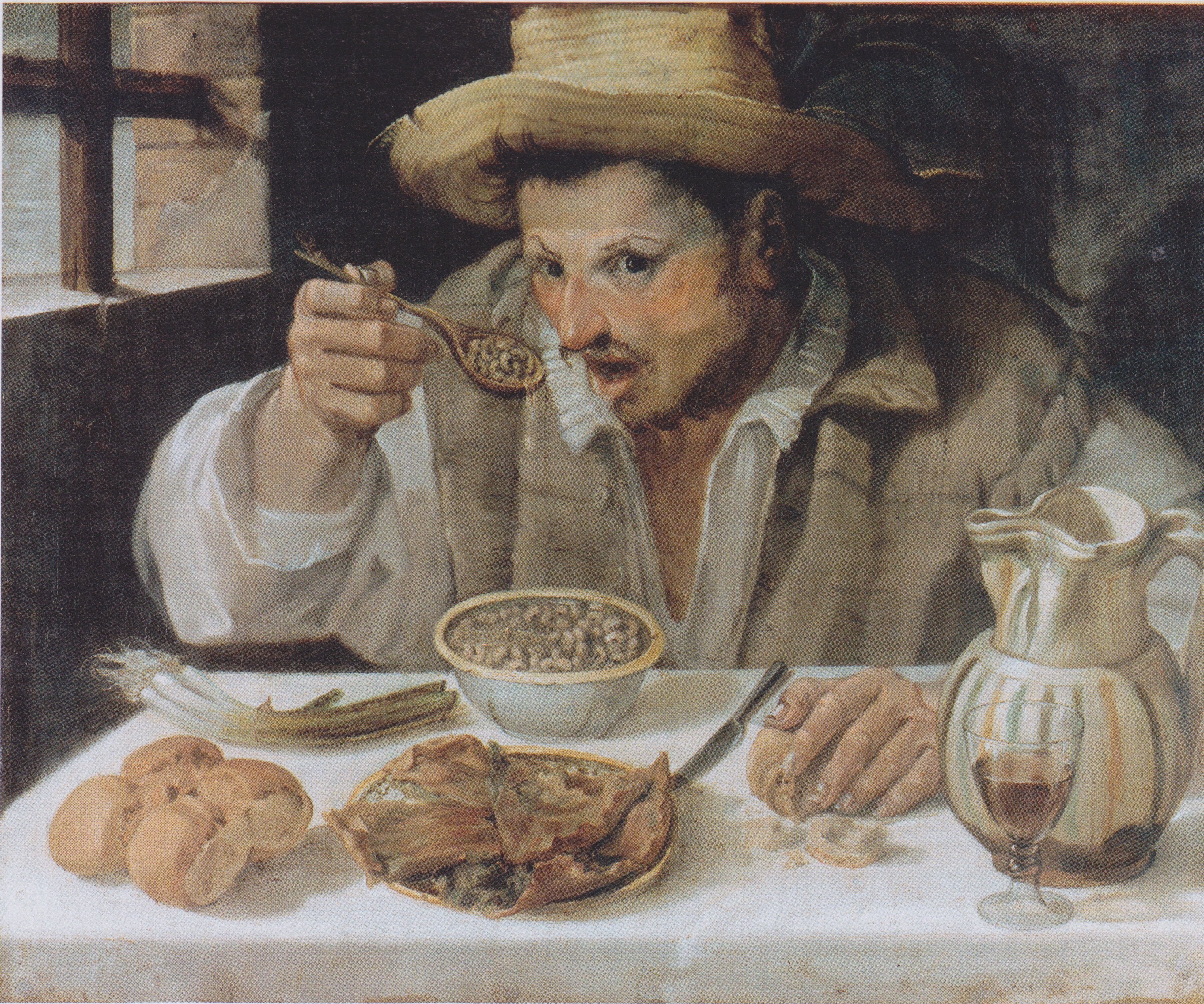
Hombre comiendo judías (1585), de Annibale Carracci, Palacio Colonna, Roma

En España, la Edad Moderna fue la época de las grandes diferencias sociales en las mesas: los opíparos banquetes de la aristocracia frente al hambre congénita del pueblo llano. La agricultura sufrió una larga crisis debido a la mala gestión y a la falta de trabajadores en el campo, acentuada por la emigración a América y la expulsión de los moriscos. Los Austrias confiaron en la importación de cereales de Italia —especialmente Sicilia— y fomentaron en Castilla la ganadería, con el resultado de una creciente inflación de precios en los productos de la tierra. El hambre estaba a la orden del día, lo que se reflejó en la literatura de la época, desde el Lazarillo de Tormes hasta Quevedo y el Guzmán de Alfarache de Mateo Alemán, que reflejan el fenómeno de la «picaresca» para combatir el hambre. Por los textos de la época se sabe que las clases populares comían sobre todo sopas, migas, tocino, cebollas, ajos, queso, cecina y algunas verduras como berzas o nabos. El jesuita Santibáñez dejó constancia escrita de algunos pueblos andaluces donde solo comían bellotas. En cambio, los nobles comían carne en abundancia, así como algo de pescado y salazones, prácticamente nada de verduras, y frutas y aceitunas como postre. La cocina española de la época era muy especiada, con abundante uso de ajo y aceite, con platos como las carnes carbonadas, los guisos, los gigotes, las pepitorias, los picadillos, las empanadas y otros. En este período se fueron introduciendo paulatinamente los nuevos productos importados de América, que supusieron numerosos cambios en la gastronomía española, especialmente gracias al tomate, la patata, las alubias, el maíz y el pimiento, aparte del cacao; entre las especies animales destacó el pavo, cuyo consumo se extendió rápidamente por toda Europa. De la literatura gastronómica destacó el Libro del arte de cocina de Diego Granado Maldonado (1599), que trataba de la cocina española, pero se interesaba igualmente por la de otros países; destaca por sus recetas técnicas, especialmente en cuanto a fritos, horneados y empanadas.
En época renacentista creció el lujo y la abundancia en los banquetes y festines celebrados por la nobleza, el clero y la burguesía, que alcanzaron cotas de gran sofisticación. Se puso cada vez mayor esmero en el adorno de la mesa y comenzó el uso de la servilleta, introducida en el banquete de coronación de Carlos VII de Francia, en 1429. El cocinero de este monarca abrió una escuela de cocina, que sentó los cimientos de la cocina francesa como abanderada de la gastronomía.

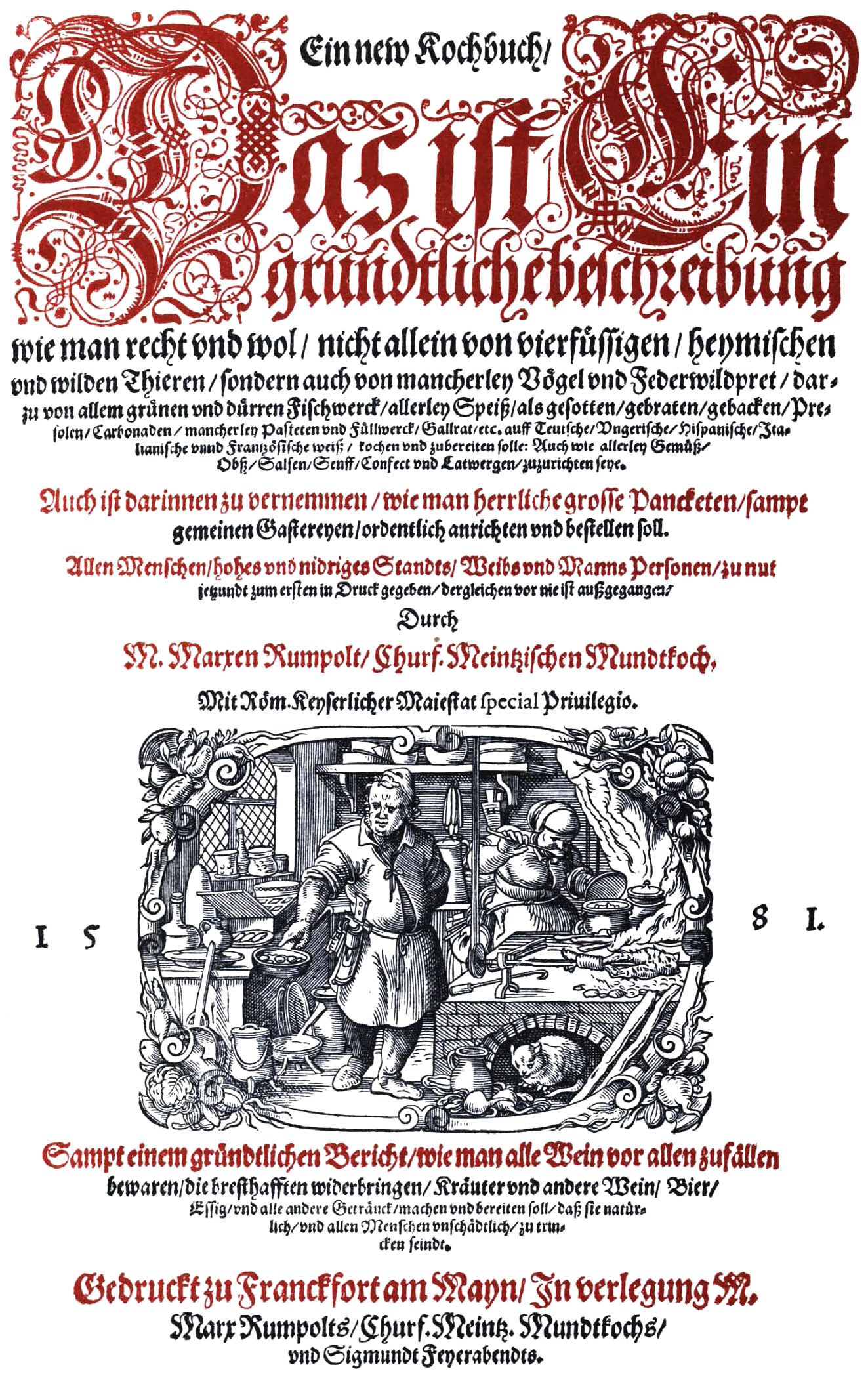
Ein new Kochbuch (1581), de Marx Rumpolt

El aumento de metales preciosos procedentes de América conllevó un mayor número de utensilios de metal noble, especialmente la plata. En este período se generalizó el tenedor como utensilio para la comida; hasta entonces solo existían unos tenedores rudimentarios que se usaban en la cocina para manejar la carne y, esporádicamente, se usaban para no tocar alimentos pegajosos como la fruta escarchada. Los primeros exponentes, de dos púas cortas y rectas, aparecieron en Venecia, lo que apunta a un posible origen oriental. En esta época era costumbre que los comensales llevasen sus propios cubiertos, generalmente en unos estuches que albergaban cuchillo y tenedor.
La invención de la imprenta favoreció la proliferación de libros de cocina y de normas de conducta en la mesa. Erasmo de Róterdam publicó en 1530 un libro de educación infantil, De civilitate morum puerilium, cuyo capítulo cuarto estaba dedicado a la urbanidad en la mesa. Proliferaron los libros de recetas, como el de Marx Rumpolt, cocinero de Maguncia, titulado Ein new Kochbuch (1581), con dos mil recetas e ilustrado con grabados de Jost Amman. En Italia, Martino da Como publicó su Liber de arte coquinaria (Libro del arte culinario, finales del siglo XV), un manual práctico para cocineros, aunque alcanzó más popularidad con la versión de Bartolomeo Platina titulada De honesta voluptate et valetudine (1475), en la que recogía las recetas de Martino y añadía unos comentarios médicos y morales influidos asimismo por la obra de Apicio, Galeno y Plinio. Las recetas consignadas eran de diversa procedencia, tanto italianas como francesas, catalanas, sarracenas y pontificias. Dentro del humanismo renacentista, la obra de Platina daba consejos para una comida saludable y fue un primer intento de hacer una «filosofía de la cocina», que más tarde daría la ciencia de la gastronomía. La obra de Platina fue uno de los manuales de cabecera de la mayoría de cocineros de inicios de la Edad Moderna europea.

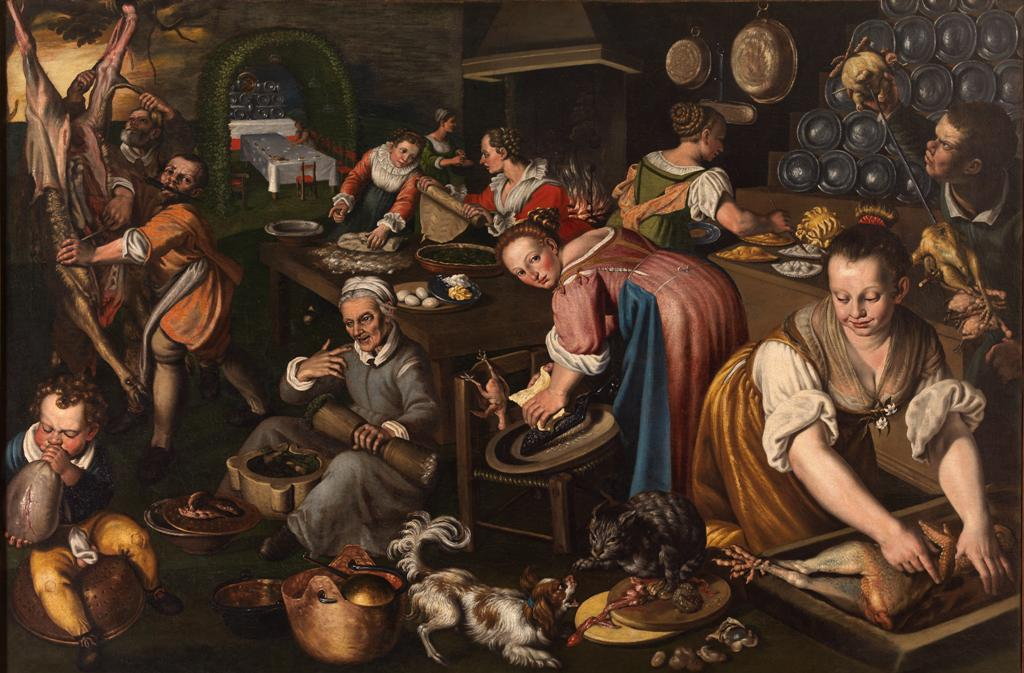
Cocina (c. 1580-1590), de Vincenzo Campi, Pinacoteca de Brera, Milán

Leonardo Da Vinci, polímata en numerosas materias, también escribió sobre alimentación, con los siguientes consejos: «come solo cuando lo necesites, y que tu cena sea ligera. Mastica bien y procura que los alimentos estén bien cocinados y que sean frugales. Mantente en pie cuando te levantes de la mesa. Mezcla el vino con agua, toma poco de una vez, nada entre las comidas y no lo bebas nunca con el estómago vacío. Evita la abundancia y pon mucha atención a tu régimen alimenticio».
El estatus del cocinero en esta época seguía siendo el de un profesional técnico y la cocina una actividad práctica, en modo alguno un arte. No existían escuelas de cocina, cuyos conocimientos se transmitían de maestro a aprendiz.
Por otro lado, en la época que vio nacer el humanismo y el declive de la religión, comenzó un cierto relajamiento en las costumbres a la hora de comer y beber, hasta entonces más bien frugales —excepto en días de fiesta—. Especialmente, se observó una tendencia mayor al alcoholismo, favorecido por el consumo lúdico del aguardiente, que hasta entonces solo se tomaba como medicina. Por ello, muchas ciudades empezaron a tomar medidas contra el alcoholismo.

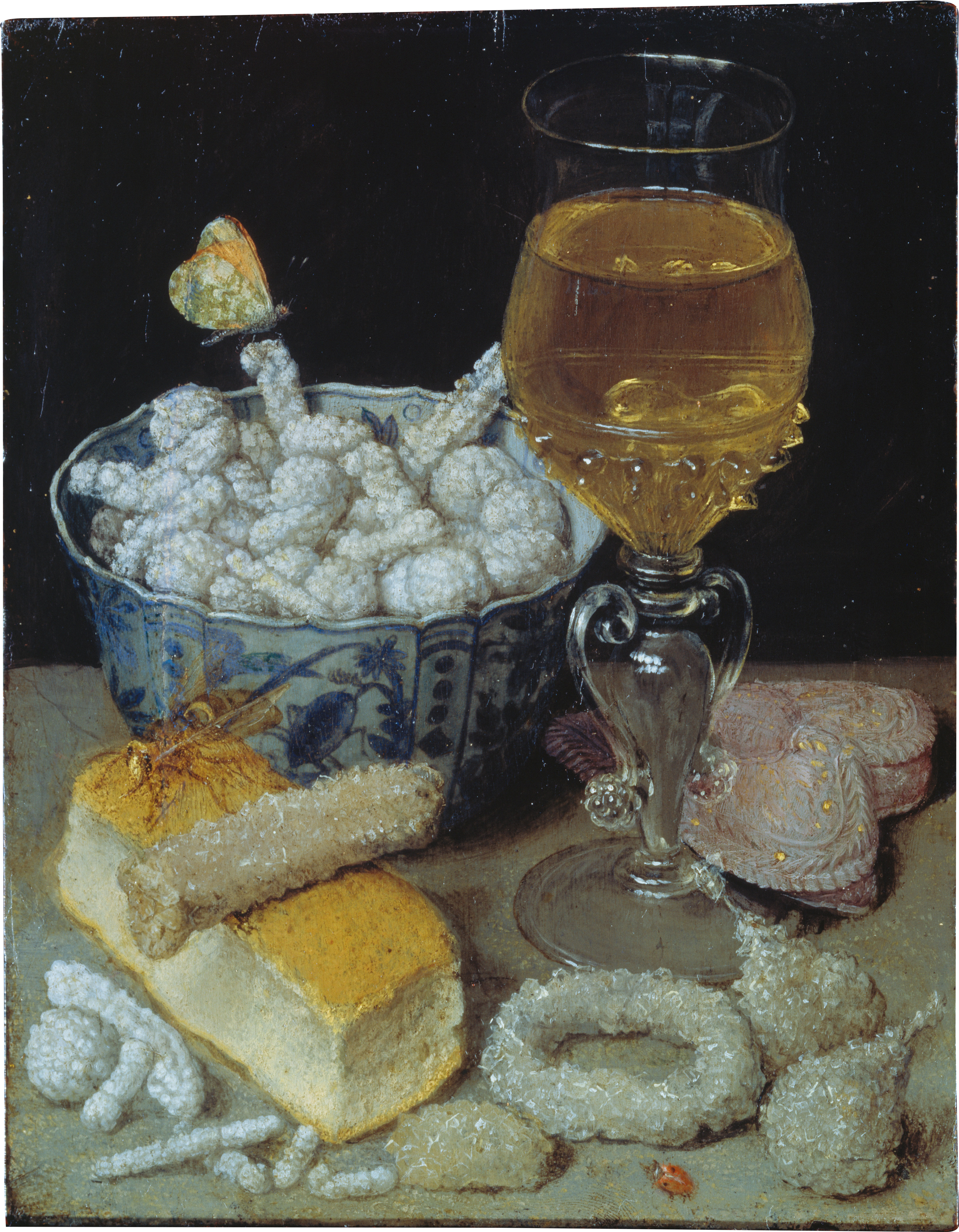
Bodegón con pan y confitería, de Georg Flegel, Museo Städel, Fráncfort del Meno. En esta época se produjo un gran auge de la repostería y una mayor diferenciación entre platos dulces y salados

Otro factor determinante en la nueva gastronomía moderna fue el auge del azúcar, mucho más accesible tras la intensa explotación de las plantaciones de caña de azúcar en las colonias americanas con mano de obra esclava. Hasta entonces, el azúcar se consumía como una especia, para dar sabor a los platos, pero no existía una distinción clara entre platos dulces y salados, ni siquiera en los postres, ya que todos los platos tenían sabores mezclados. El azúcar refinado collevó en esta época un auge de la repostería, con el resultado de una menor cantidad de platos en los que se utilizaba azúcar, pero con una mayor cantidad de esta sustancia por plato, con lo que la distinción se hizo más palmaria. También supuso la consolidación del postre como plato final de la comida, cambio que se fue estableciendo paulatinamente a lo largo del siglo XVII. De igual manera, supuso la aparición de un nuevo oficio: el pastelero. La tendencia a una mayor utilización del azúcar también se evidenció en su uso en las nuevas bebidas calientes: café, té y chocolate. Todo ello provocó un cambio del gusto, con mayor respeto por los sabores originales de los alimentos y un menor uso de salsas y especias, indispensables en la cocina medieval. Tal cambio se hizo patente a mediados del siglo XVII, sobre todo en Francia, hecho que conllevó la aparición de la llamada haute cuisine («alta cocina») francesa.

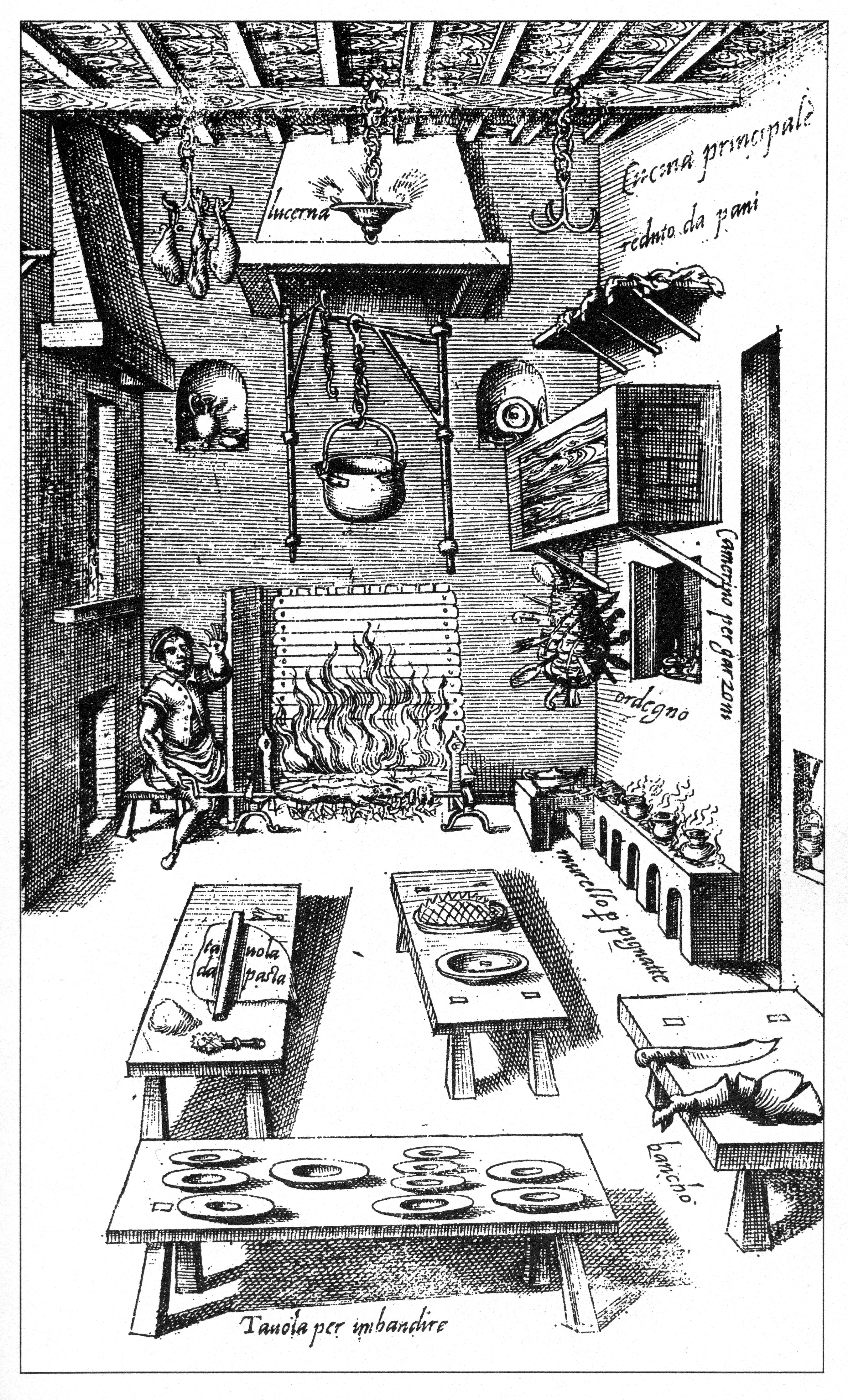
Diseño de una cocina de Bartolomeo Scappi (c. 1574)

En esta época se generalizó el consumo de café, una bebida que se obtiene a partir de los granos tostados y molidos de los frutos de la planta del café (o cafeto), y que tiene un efecto estimulante por su contenido de cafeína. Su origen se encuentra en Abisinia (actual Etiopía), de donde pasó a Arabia en el siglo XV: la palabra café viene del árabe khawah. A finales del siglo XVII se llevaron cafetos a Java y las islas vecinas, mientras que algunas muestras fueron llevadas al Jardín Botánico de Ámsterdam y, de ahí, se trasplantaron a la Guayana Neerlandesa y América central y meridional. Por otro lado, comerciantes venecianos empezaron a importarlo de Asia y, en el siglo XVII, era ya una bebida corriente en Italia. En 1645 se abrió en Venecia la primera cafetería, a la que siguieron: Londres (1652), Marsella (1654), Ámsterdam y La Haya (1663), Hamburgo (1671), París (1674), Viena (1683), Leipzig (1694). Desde entonces se generalizó su consumo en casi todo el mundo.
Al mismo tiempo que el café se generalizó en esta época el consumo del té, procedente de China. En Europa, fue importado por comerciantes holandeses a finales del siglo XVI y su uso se generalizó a mediados del siglo XVII, aunque su alto precio lo hacía asequible solo a las clases bienestantes. Desde entonces proliferaron los salones de té y su consumo arraigó especialmente en Inglaterra, donde el té de media tarde (Five o'clock tea) se convirtió en una costumbre social. La primera tienda de té fue abierta en Londres en 1657 por Thomas Caraway. Cabe señalar que tanto para el café como el té se desarrollaron nuevas piezas de vajilla específicas para su consumo, generalmente de porcelana, una técnica que se estaba introduciendo por entonces procedente de China y Japón.

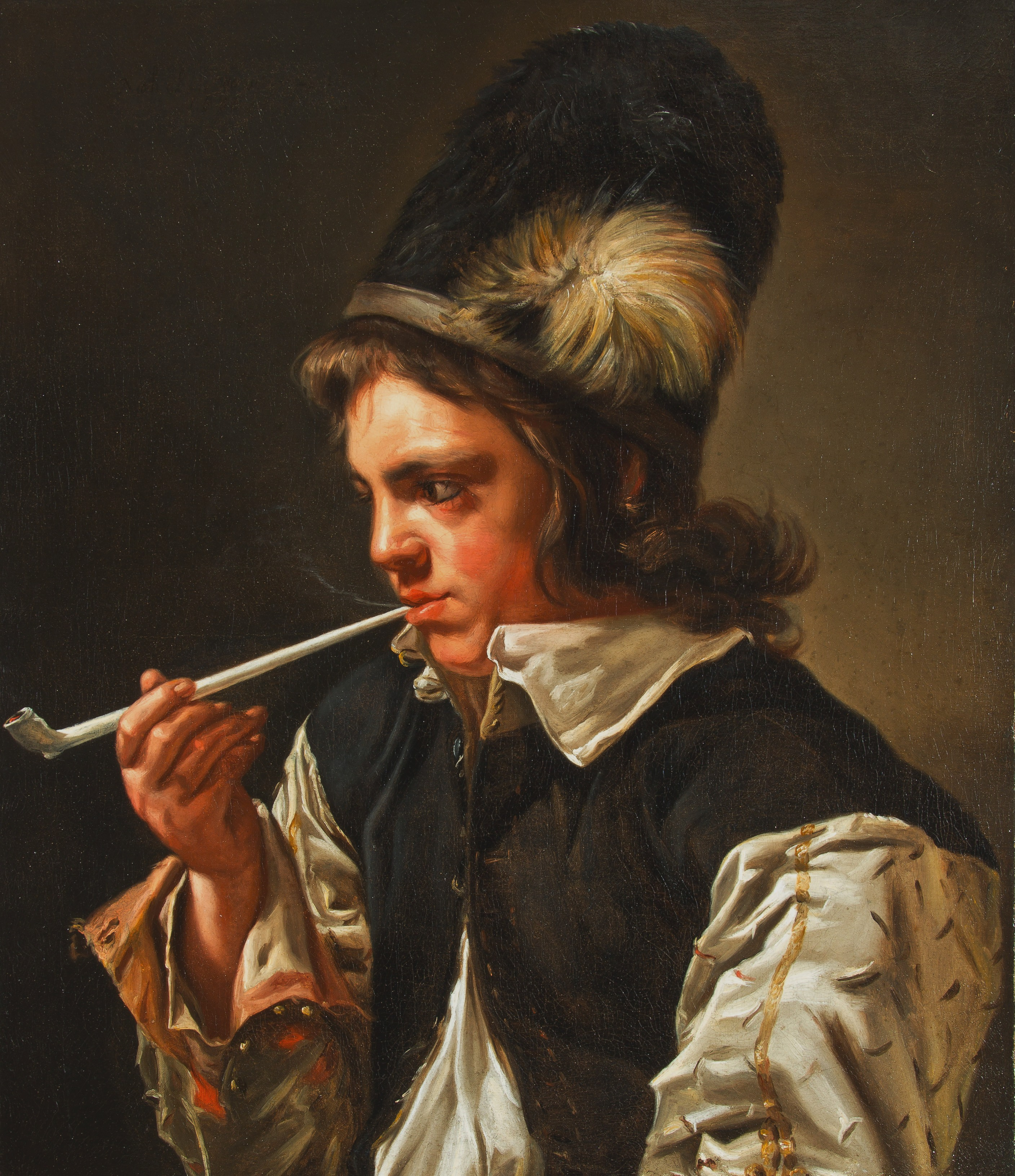
Joven fumando en pipa (1659), de Michaelina Wautier

También en esta época se generalizó el consumo de aguardientes destilados. Los de más éxito inicial fueron los alcoholes dulces, como el Bénédictine, cuya producción se inició en la abadía de Fécamp (Normandía) en 1510; el anís, comercializado por el neerlandés Lucas Bols en 1575; el Kümmel de Letonia (1598); o el Chartreuse, propiedad desde 1605 de la familia D'Estrées, quienes lo vendieron a los cartujos en 1737. En España tuvo mucho éxito el anís, del que surgieron variedades como la cazalla, el chinchón y el ojén, así como el pacharán, una variante elaborada con endrinas. El whisky escocés, destilado de cereales —principalmente cebada malteada—, está documentado por primera vez en 1494, aunque no se popularizó hasta el siglo XVIII. El cognac, un aguardiente de vino, era conocido desde 1620, aunque no se comercializó con ese nombre hasta 1725. Otro aguardiente de vino francés es el armagnac, mientras que en España recibe el nombre de brandy, que se elabora principalmente en Jerez. El calvados, un aguardiente de sidra, apareció en 1552. La ginebra empezó a ser fabricada por el boticario neerlandés Sylvius en el siglo XVII. De ese mismo siglo data el ron, destilado de la caña de azúcar, que se popularizó en la zona del Caribe, de donde pasó a Europa. Otros aguardientes son de orujo, que reciben distintos nombres según el lugar: marc en Francia, grappa en Italia, bagazo en Galicia y Portugal. Algunos se perfuman con menta o naranja, como el cointreau y el curaçao. De Rusia es típico el vodka, que se destila de cereales o patatas. Del arroz se obtiene el sake, típico de Japón. La ratafía se obtiene de frutas maceradas en alcohol. El tequila, obtenido de la planta Agave tequilana, es la bebida nacional de México. Cabe citar por último el vermut, un vino macerado en flores de ajenjo, que se ha hecho popular como aperitivo.
Otra costumbre trasplantada a Europa desde el descubrimiento de América fue la de fumar tabaco, un producto procesado a partir de las hojas de la planta Nicotiana tabacum, cuya combustión produce un humo que se inhala por diversos medios, como el cigarrillo, el puro o en pipa. Este producto contiene nicotina, una sustancia altamente adictiva y que puede ser perjudicial para la salud. Ya en las ruinas de un templo maya del siglo I d. C. hay un relieve de un sacerdote fumando y tanto Colón como los primeros exploradores españoles dejaron constancia de indígenas que fumaban hierbas. Su consumo inicial en Europa fue medicinal e incluso como plantas de adorno, pero ya a finales del siglo XVI su consumo era generalizado por su acción estimulante, que era definida en esta época como una «borrachera seca». Un derivado del tabaco fue el rapé, un preparado de las hojas del tabaco secadas, molidas y aromatizadas para su consumo por vía nasal, que fue muy popular entre la nobleza europea en los siglos xvii y xviii.

### SigloXVII

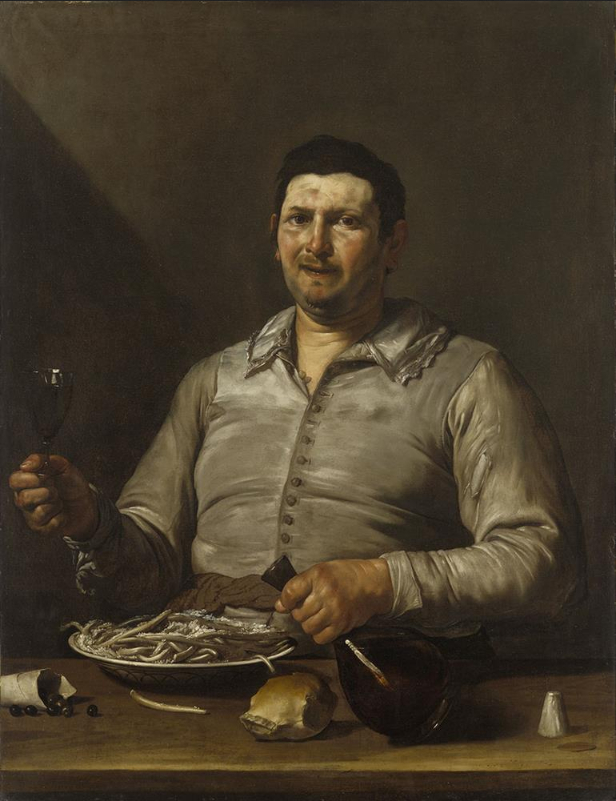
El sentido del gusto (1613-1616), de José de Ribera, Wadsworth Atheneum, Hartford (Connecticut)

En el Barroco empezó a destacar la gastronomía francesa, que adquirió unas elevadas cotas de calidad de las que aún goza hoy día. El cultivo de las artes culinarias en Francia fue favorecido por los Borbones, especialmente por Luis XIV, monarca de gran paladar. Sin embargo, estas delicias culinarias estaban reservadas a la aristocracia, mientras que la mayoría de la población solía pasar hambre. En esta época se dejó atrás la cocina medieval y se empezó a buscar una nueva gastronomía, más moderna y de componente nacional. Se abandonó progresivamente el uso intensivo de especias, por lo que las nuevas recetas se fueron basando cada vez más en los aspectos técnicos del cocinado, con elaboraciones cada vez más complejas que ponían a prueba la pericia del cocinero. Evolucionó el concepto de salsa, que pasó de ser un conjunto de ácidos y especias a un caldo de cocción enriquecido con especias y aromas, y ligado con pan, harina o yema de huevo, o bien con dos nuevas técnicas aparecidas entonces: la reducción y el roux (una mezcla de harina y grasa). También aparecieron los jugos y coulis para fondos de diversos platos, así como las mousses, unas elaboraciones que convertían la comida en una espuma fácil de ingerir, que se pusieron de moda entre las damas para no tener que masticar en público, en una época de extremado refinamiento social. Por otro lado, surgió una nueva cultura de respeto hacia el sabor original de los alimentos y a la primacía de los ingredientes principales en el resultado final del plato.

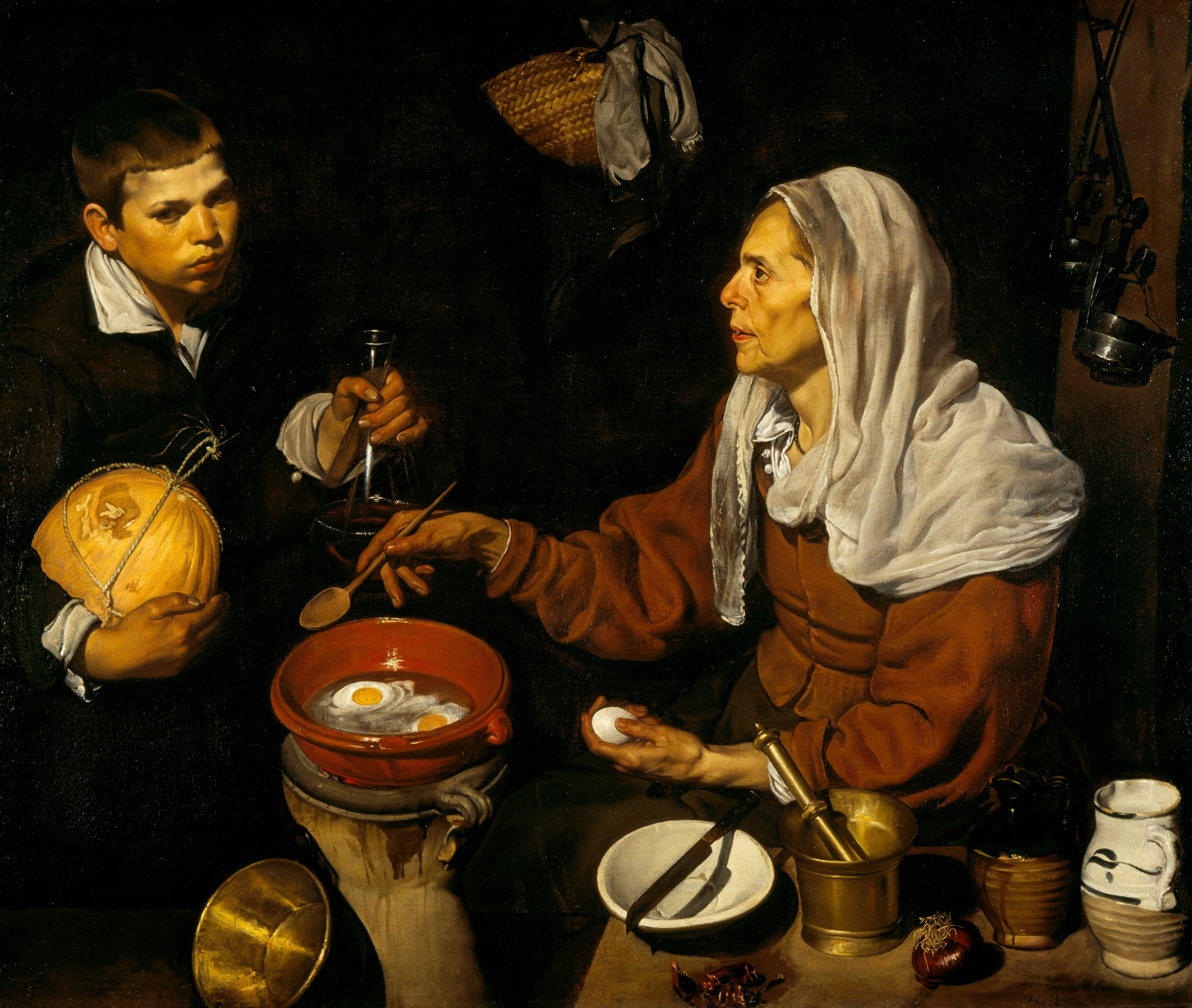
Vieja friendo huevos (1618), de Diego Velázquez, Galería nacional de Escocia, Edimburgo

En España continuaron las grandes diferencias culinarias entre clases sociales. La agricultura sufrió el problema de la despoblación, lo que unido a los frecuentes conflictos bélicos tanto internos como externos y el descenso en la llegada de riquezas de América causaron una larga crisis económica. El pueblo pasaba hambre, mientras que la nobleza despilfarraba comida: en 1659, en un banquete ofrecido por el Almirante de Castilla al duque de Gramont, se sirvieron ochocientos platos fuertes y doscientos postres. La cocina de la época continuó con la tradición anterior, con preferencia por las carnes asadas, en las que solían emplearse hierbas, especias y otros condimentos; también eran habituales las sopas, los guisos y potajes, las empanadas, las tortillas, las migas, las albóndigas, el alcuzcuz y, entre los postres, los bizcochos, los buñuelos, las torrijas, las rosquillas y otros. La cocina española influyó en Francia, sobre todo gracias a las reinas Ana y María Teresa de Austria, esposas de Luis XIII y Luis XIV, especialmente en el consumo de chocolate. Otro plato español que se introdujo en Francia fue la olla podrida, un guiso de diversas carnes y embutidos con verduras, ajos y cebollas cocidos muy despacio hasta casi deshacerse; en el país galo fue llamada pot pourri, vocablo que vino devuelto como «popurrí» significando una mezcolanza de cosas. Otro plato célebre de la época fue el gigote, un guisado de carne picada rehogada en manteca de cerdo. En esta época empezó a generalizarse el consumo de tomate y, en Cataluña, los payeses empezaron a untar rebanadas de pan con tomate, el famoso pa amb tomàquet. Igual auge tuvo otro producto de origen americano, la alubia, que originó nuevos platos como la fabada.

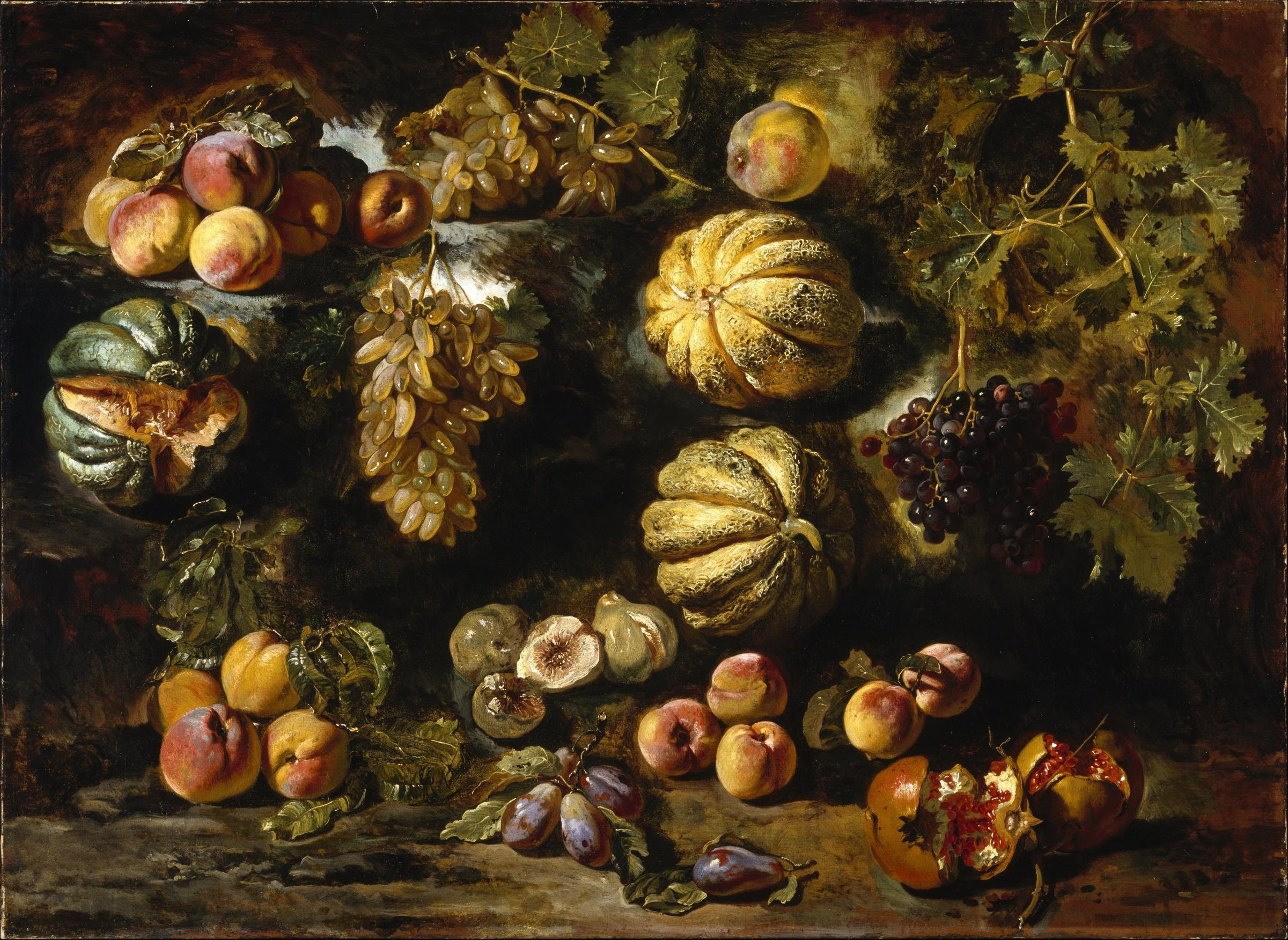
Naturaleza muerta con melones, melocotones, higos y uvas (c. 1640), de Michelangelo da Campidoglio, Museo de Bellas Artes de Houston

Entre los tratados culinarios más relevantes de esta centuria se encuentra Le cuisinier françois (El cocinero francés, 1651), de François Pierre de la Varenne. Frente a los tratados renacentistas que hacían más énfasis en la dietética que en la cocina, la obra de La Varenne se centraba en la elaboración de recetas, con lo que abrió un nuevo curso en la literatura culinaria. Las recetas de La Varenne dejaban definitivamente atrás los platos especiados de origen medieval, aunque indudablemente todavía utilizaba especias, sobre todo el azafrán. Sus platos eran típicamente franceses y marcaban el inicio de la haute cuisine: uso de salsas y reducciones, abundante uso de la mantequilla y la nata, así como pimienta y vinagre e ingredientes como las trufas y los champiñones. También eran un claro exponente de la nueva diferenciación entre dulce y salado que se desarrolló en esta centuria, ya que sus recetas se centran en los platos salados, excepto una breve sección de confitería —esta obra tuvo su complemento con la publicación dos años más tarde de Le Patissier françois (El pastelero francés) de Jean Gaillard—. Otro factor en la obra de La Varenne fue la introducción de una nueva terminología a la hora de nombrar platos y técnicas, que conllevó el establecimiento de nuevos términos —muchos de ellos franceses— en el arte culinario. Entre los términos introducidos por La Verenne se encuentran el fricassée y el ragoût.
En España, Francisco Martínez Motiño, cocinero mayor de Felipe III, fue autor de Arte de cocina, pastelería, bizcochería y conservería (1611), un recetario escrito en lenguaje coloquial, con ciertos rasgos de humor y que, además de las recetas, ofrece consejos de limpieza y de organización de las cocinas.
Un episodio famoso de esta época en el mundo gastronómico fue el suicidio de François Vatel, maestresala de Luis II de Borbón-Condé. En 1671, el príncipe celebró un banquete para el rey, que duró tres días y tres noches, entre comidas, festejos y espectáculos. Aunque la organización orquestada por Vatel fue exitosa, la tardanza en la provisión de pescado para el banquete final le hirió en su orgullo profesional y le llevó a clavarse su propia espada, poco antes de que un criado fuese a avisarle de que el pescado había llegado. Según algunas fuentes, Vatel fue el inventor de la crema chantillí, aunque el dato no está suficientemente probado.

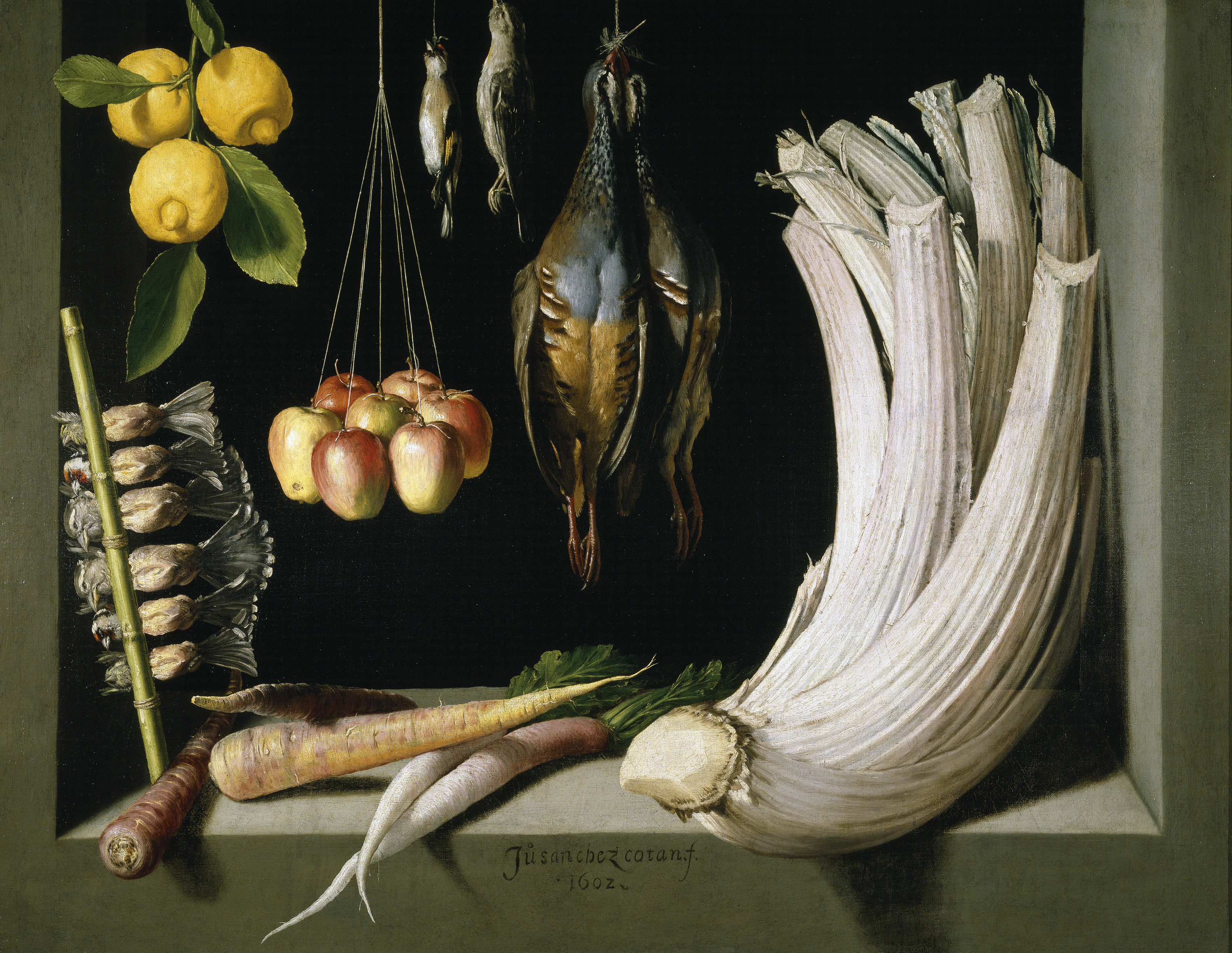
Bodegón de caza, hortalizas y frutas (1602), de Juan Sánchez Cotán, Museo del Prado, Madrid
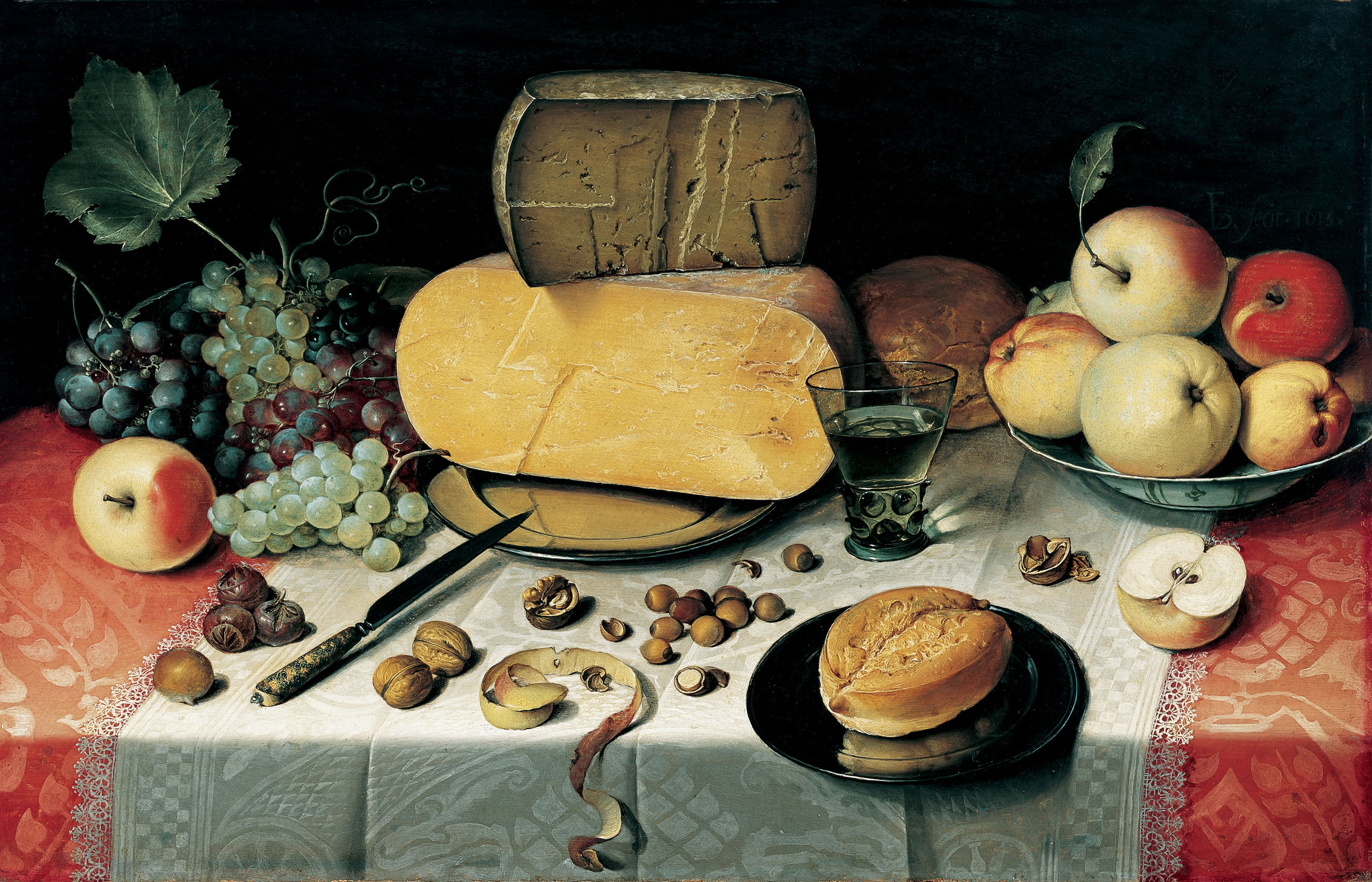
Bodegón de desayuno (1613), de Floris Claesz. van Dijck, Museo Frans Hals, Haarlem
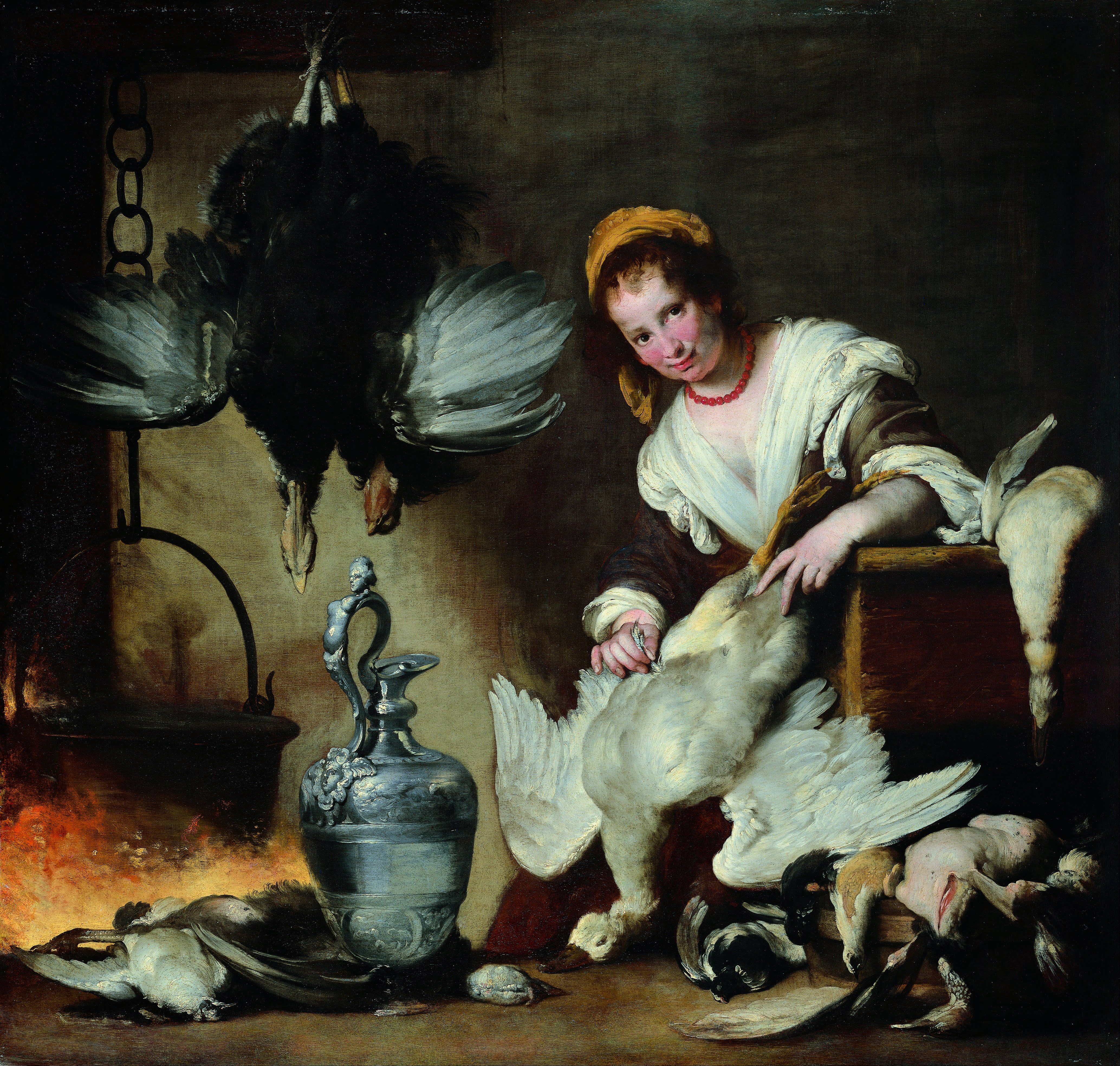
La cocinera (c. 1625), de Bernardo Strozzi, Museo de Strada Nuova, Génova
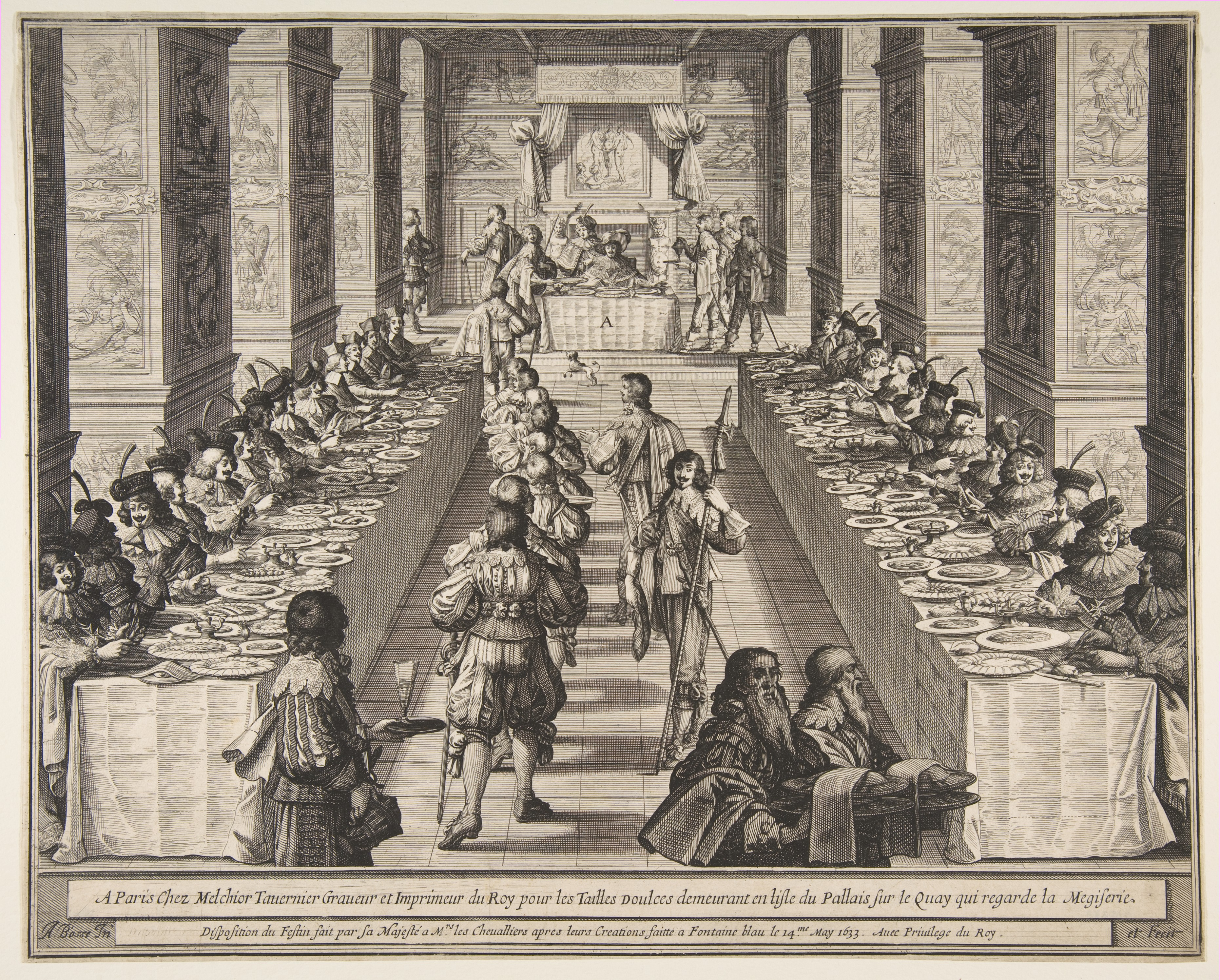
Banquete de los Caballeros del Espíritu Santo (1633), de Abraham Bosse, Museo Metropolitano de Arte, Nueva York
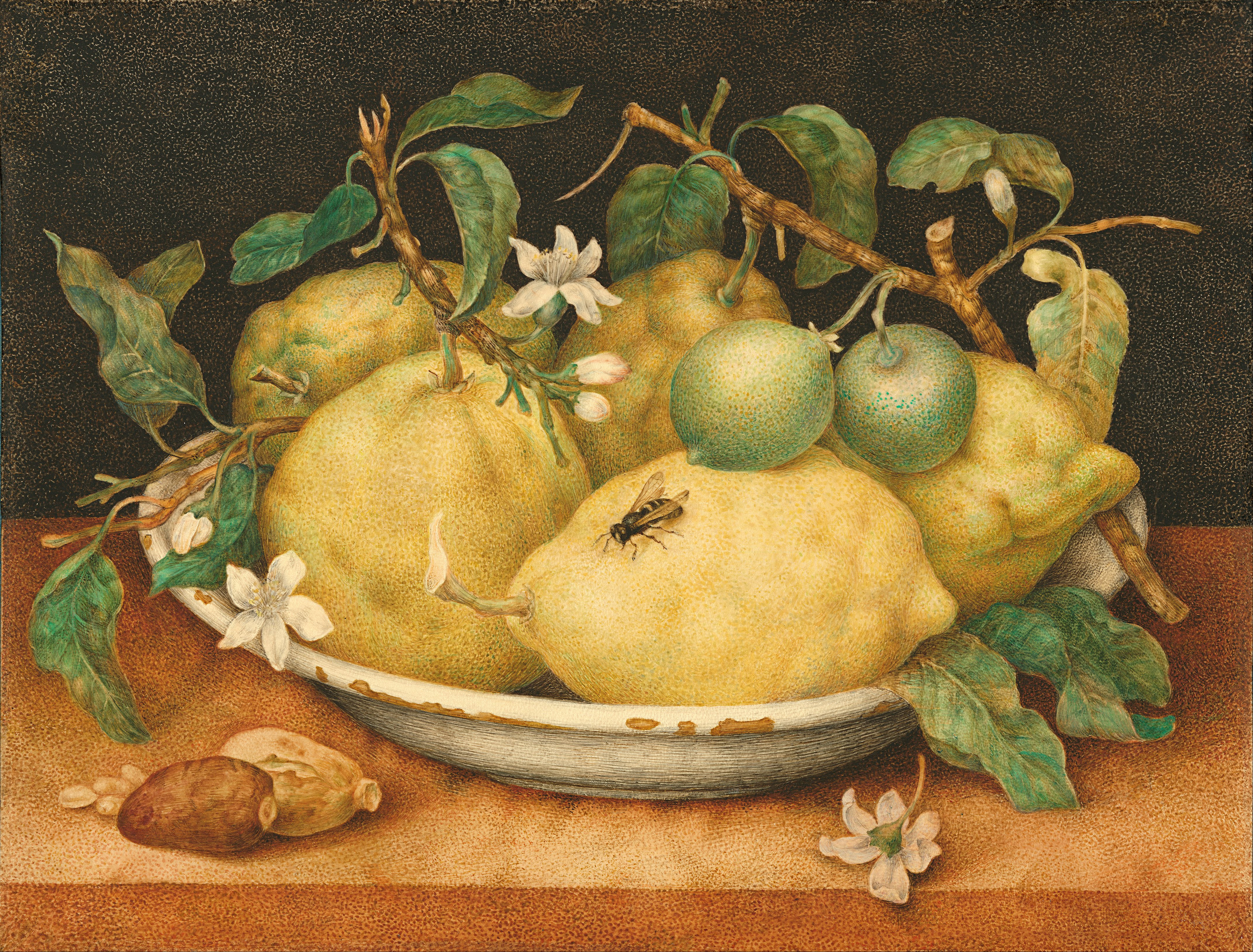
Bodegón con tazón de cidras (finales de los años 1640), de Giovanna Garzoni, Getty Center, Los Ángeles
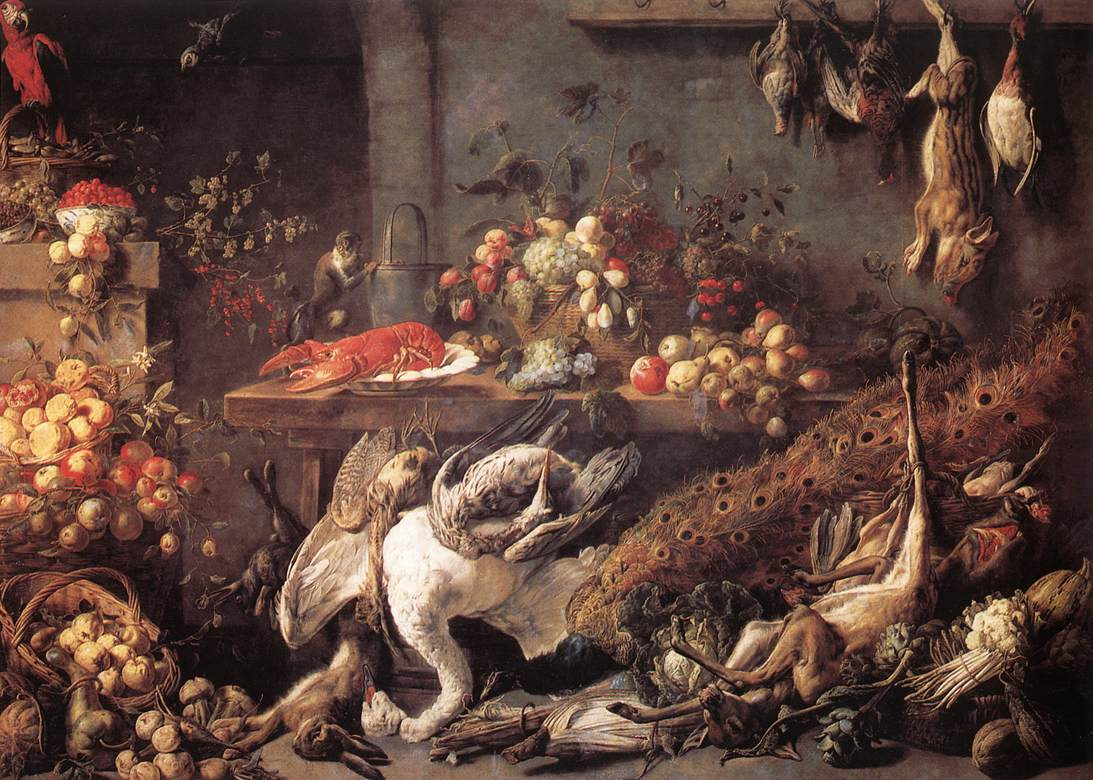
La despensera (1642), de Adriaen van Utrecht, Museo del Prado, Madrid

### SigloXVIII

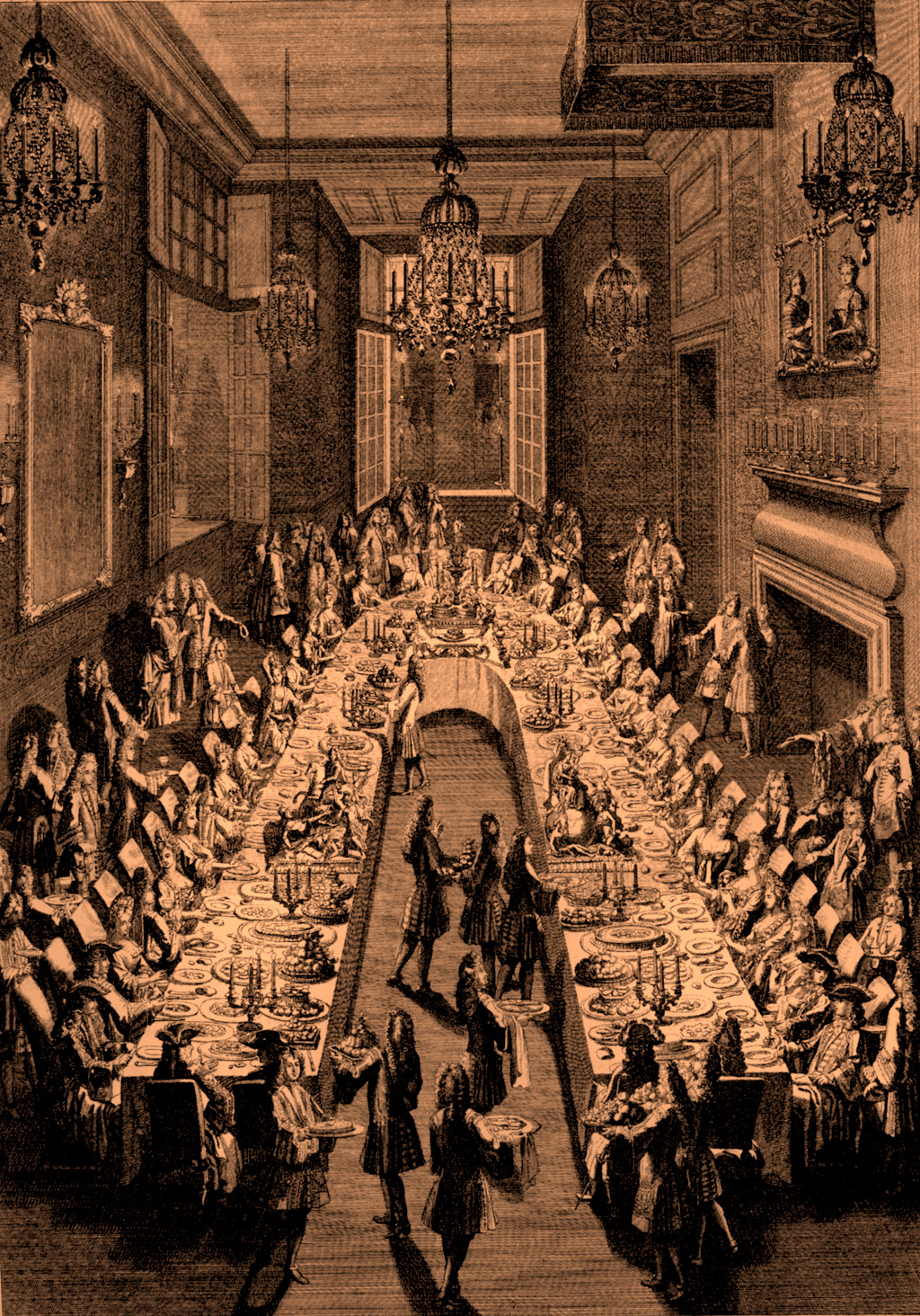
Banquete ofrecido por el duque de Alba en la Embajada de España en Francia (París, 1707). Calcografía de Gérard Jean-Baptiste Scotin I, Biblioteca Nacional de Francia, París

Este siglo estuvo marcado por el auge de la cocina francesa, que adquirió la primacía a nivel europeo. Según el crítico gastronómico Curnonsky, «solo la cocina francesa y la china cuentan en el mundo, pues son los dos pueblos que han sabido crear al unísono una cocina y una cortesía». Durante el reinado de Luis XV la cocina francesa adquirió cotas de gran refinamiento, hasta el punto de que nobles y monarcas se dedicaron a la cocina como aficionados e incluso aportaron sus nombres a platos de nueva invención, como el pollo a la Villeroy, la salsa mirepoix y las hortalizas a la Mirepoix, la guarnición a la Richelieu y el pastel Richelieu, el aderezo a la Soubise, la carpa a la Chambord —ideada por Mauricio de Sajonia—, etc.

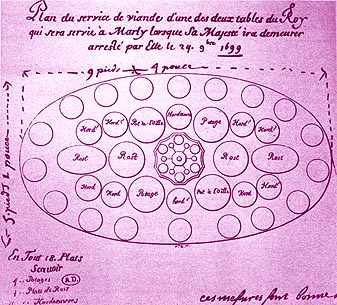
Servicio a la francesa en la mesa real, Castillo de Marly (1699)

Las costumbres culinarias fueron objeto de un gran refinamiento: se consolidó el servicio a la francesa —una variante sería el buffet, donde los platos se colocan en un aparador para que los comensales se sirvan libremente—, por el que se disponían todos los platos en la mesa para que el comensal escogiese en cada momento lo que le apeteciese, con el inconveniente de que, así como el que se sienta en el centro —generalmente el anfitrión y los convidados principales— tienen acceso a más platos, los de las esquinas tienen poco acceso a los platos y deben pedir a otros que se los pasen. Asimismo, se instituyó un complejo ceremonial tanto en la disposición de la mesa como en el servicio, organizado de acuerdo a las reglas del «buen gusto» y con un componente estético en la decoración y ornamentos de la mesa.
En España, la llegada de los Borbones supuso un cierto afrancesamiento en las modas y los gustos de la corte, aunque el pueblo continuó con los mismos usos y costumbres, tanto en gastronomía como en el resto de factores culturales. La difícil situación económica del pueblo llano llevó pareja una cocina austera y de gusto tradicional, basada en los guisos fuertemente especiados, sobre todo de azafrán y pimentón. La agricultura se dedicaba en tres cuartas partes a los cereales, sobre todo trigo, cebada y centeno; en el norte se cultivaba maíz y, en la zona mediterránea, arroz. Junto a ellos destacaban las legumbres, especialmente garbanzos, lentejas, habas y alubias. También en este siglo se incrementó el cultivo de patata, que llegaría a su cumbre en el siglo XIX. Los otros dos grandes productos del campo español eran el aceite y el vino. En cuanto a frutales, destacaban el naranjo y el manzano. La calidad del pan era muy elogiada por visitantes extranjeros, que destacaban su blancura.

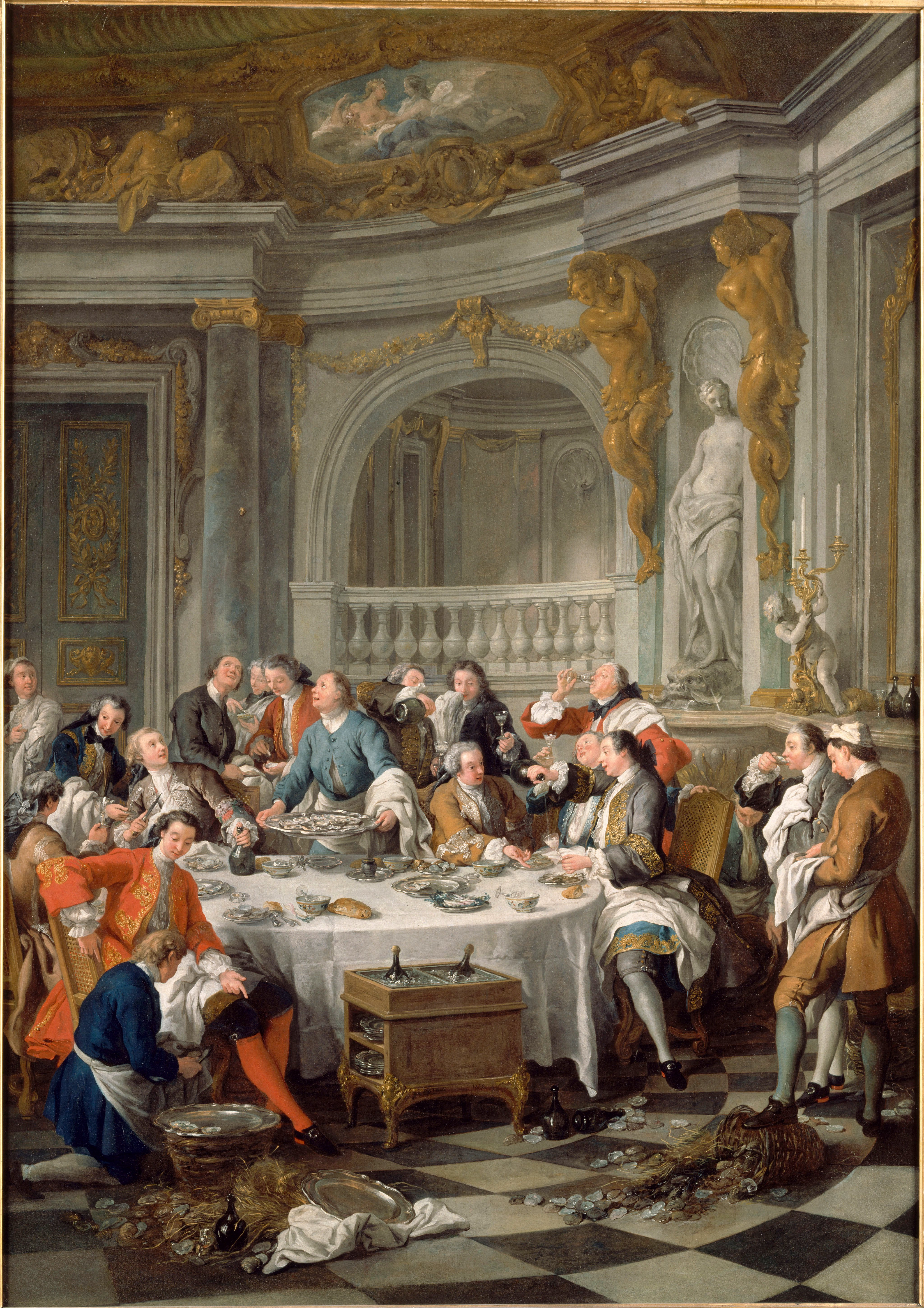
El desayuno de ostras (1735), de Jean-François de Troy, Museo Condé, Chantilly

En esta época empezó a despuntar la cocina italiana por un producto que la hizo mundialmente famosa: la pasta. Según la tradición, la trajo Marco Polo de su viaje a China, aunque otros expertos opinan que fue introducida por los árabes a través de Sicilia, con igual origen chino a través de la ruta de la seda. También en España se introdujo la pasta desde la cocina andalusí. La pasta se producía en múltiples formas, desde fideos hasta macarrones, espaguetis, tallarines, ravioli, tortellini, etc. Aunque conocida desde la Edad Media, fue en esta centuria cuando surgió el maridaje perfecto para la pasta: la salsa de tomate. Hay constancia de esta receta desde mediados del siglo XVIII, aunque quedó consagrada en el recetario publicado en 1837 por Ippolito Cavalcanti, duque de Buonvicino, titulado Cucina teorico-pratica col correspondente riposto, que da constancia de la receta napolitana de vermicelli col pomodoro. Con múltiples variedades, las recetas de pasta fueron exportadas por la cocina italiana a todo el mundo.

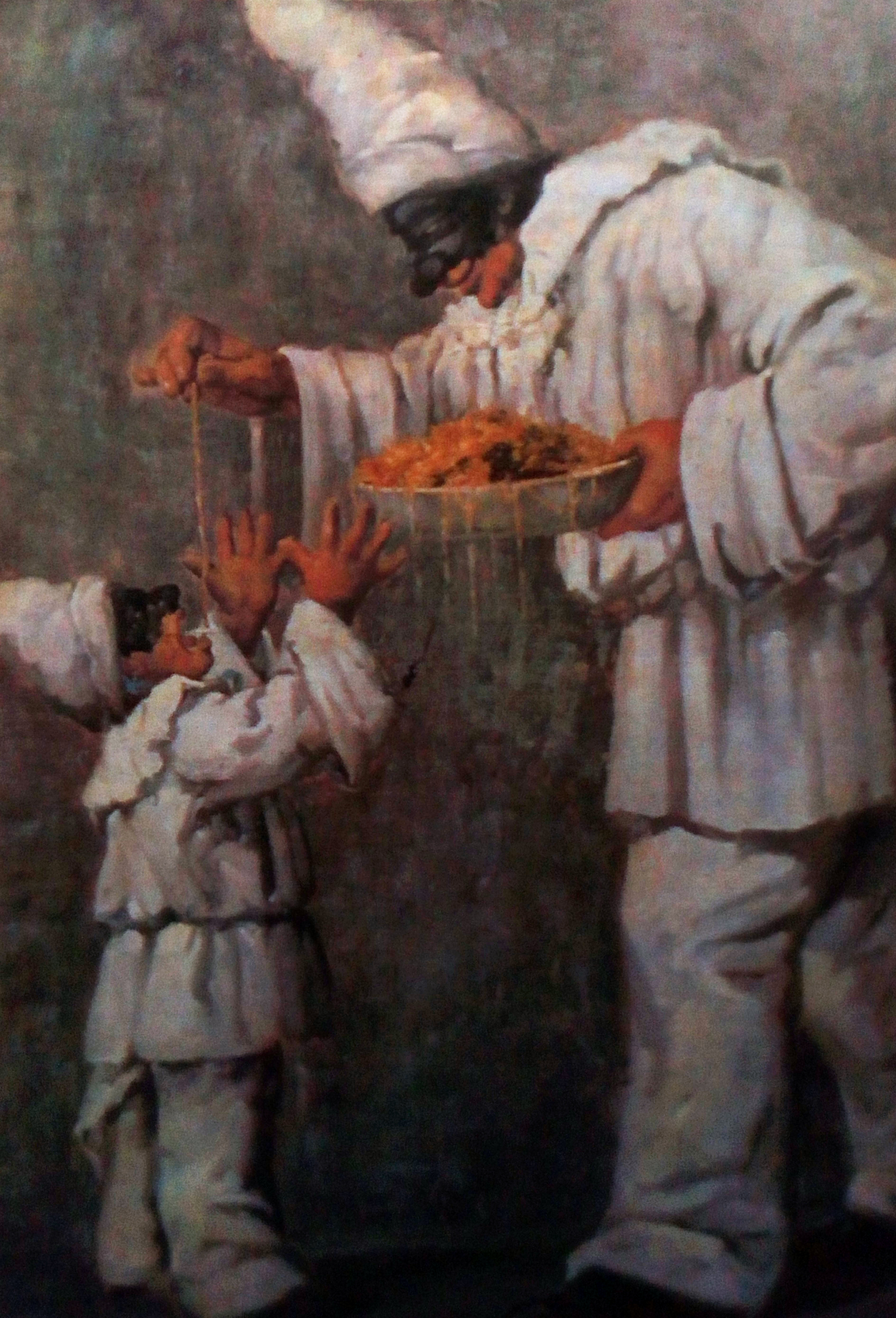
Polichinela y los macarrones, de Michele Cammarano

En esta centuria se produjeron grandes hambrunas que fueron paliadas por la patata, hasta entonces no muy utilizada y cuyo cultivo y consumo se generalizó. Uno de sus promotores fue el boticario Antoine Parmentier, quien aconsejó al rey Luis XVI su consumo para paliar el hambre de la población, tras haber estudiado en profundidad su riqueza nutritiva. Durante la Revolución francesa apareció un libro enteramente dedicado a recetas con patatas, La cuisinière republicaine, obra anónima donde aparecen casi todas las recetas conocidas hoy día, desde ensaladas o patatas con salsas y aliños hasta el puré, patatas asadas, fritas y otras. Posteriormente, las guerras napoleónicas llevaron su consumo a toda Europa. En Alemania tuvieron gran éxito, gracias sobre todo a la imposición de Federico II el Grande a sus campesinos de plantar patatas. En Inglaterra las cocinaban al vapor, o bien en la famosa receta fish and chips («pescado con patatas»). En España está presenta en platos como el marmitako, la porrusalda, los cachelos, las patatas leonadas, las papas arrugadas o, especialmente, la tortilla española, hecha con huevos y patatas, así como frecuentemente cebolla, aunque pueden añadirse otros ingredientes.
En la segunda mitad del siglo se popularizó en toda Europa la salsa mayonesa (o mahonesa, por proceder de Mahón, en Menorca). Su divulgación se inició con la conquista francesa de Menorca por el duque de Richelieu (1756), pero su origen es discutido: podría ser una salsa ya existente, o bien, según otra teoría, podría ser la salsa alioli de origen medieval a la que, por su fuerte sabor que no agradó a los franceses, habrían quitado el ajo, dejándola en una salsa de huevo y aceite.

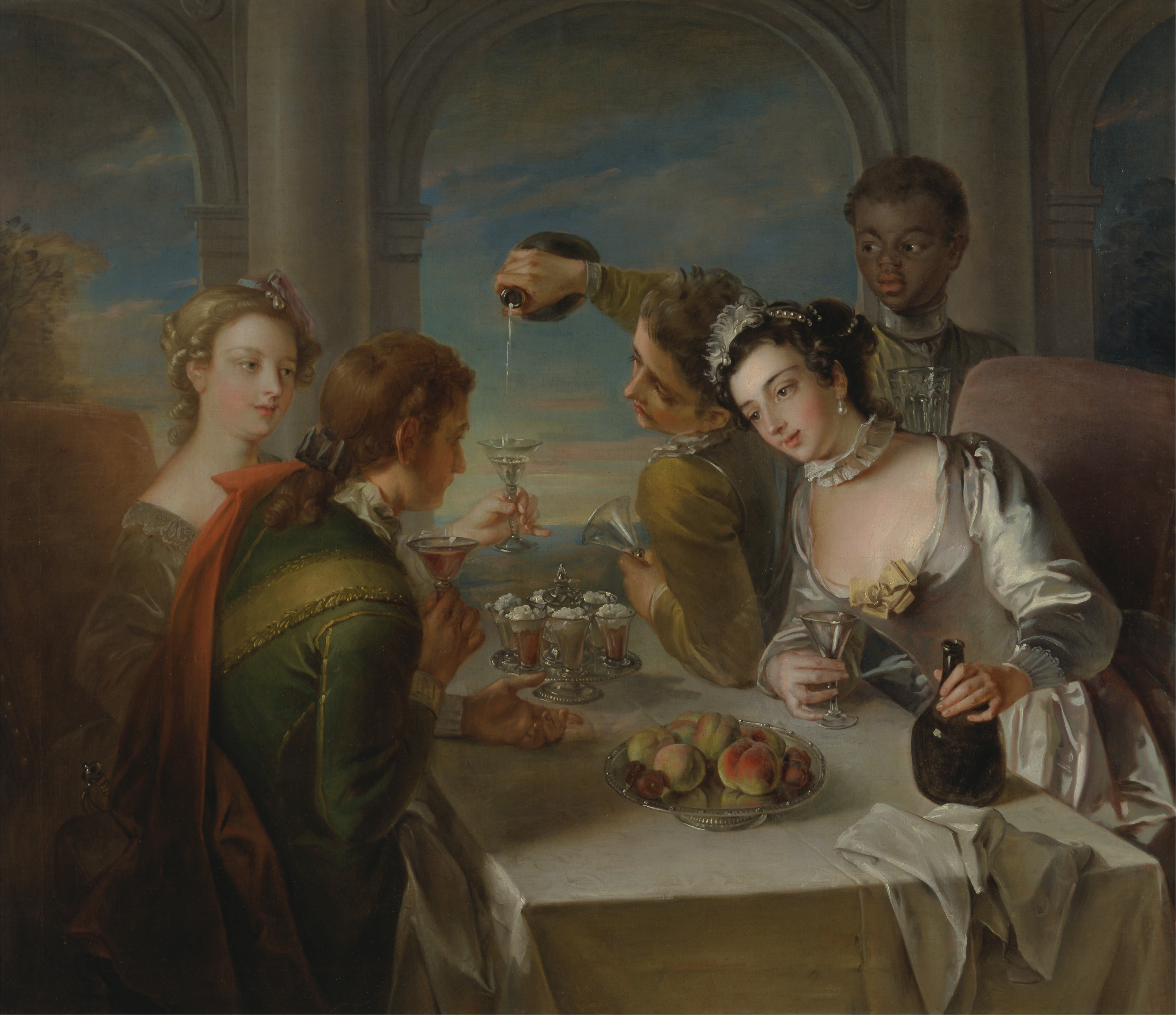
El sentido del gusto (1744-1747), de Philippe Mercier, Centro de Arte Británico de Yale, New Haven, Connecticut

Entre los recetarios de la época destaca The Modern Cook, de Vincent La Chapelle (1733), considerado el primer libro moderno de cocina francesa. Entre otras recetas, menciona por primera vez la salsa bechamel, atribuida generalmente al cocinero del duque Louis de Béchameil. Otras obras de la época fueron: Les Dons de Comus ou les délices de la table de François Marin (1739), Le nouveau traité de la cuisine (1742) y Soupers de la Cour (1759), ambos de Menon. En España, se publicó en 1745 el Nuevo arte de cocina, de Juan de Altamiras, un recetario de corte tradicional, de herencia barroca, inspirado sobre todo en la cocina conventual, ya que Altamiras era fraile franciscano. Otro famoso recetario, en este caso de postres, fue el Arte de repostería de Juan de la Mata (1747), el primero que dejó constancia de la salsa de tomate.
En este período se desarrollaron notablemente las artes decorativas aplicadas a la vajilla, con las primeras colecciones de diseño global que aunaban tanto vajilla como cubertería, cristalería, centros de mesa, candelabros y otros utensilios. Como material, la porcelana cobró un gran auge en esta época; la plata decayó, aunque se puso de moda nuevamente en el último tercio del siglo. A finales de siglo empezaron a fabricarse los primeros cuchillos de mesa de hierro fundido.

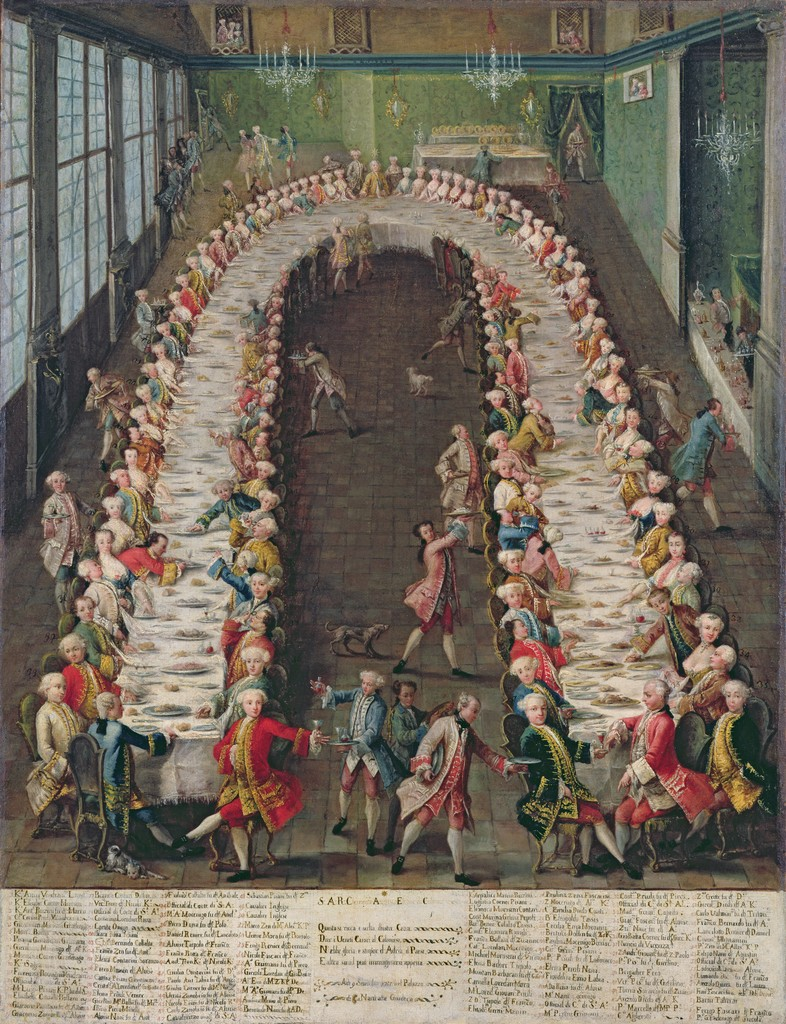
Convitto in casa Nani alla Giudecca (1755), de Pietro Longhi, Ca' Rezzonico, Venecia

En este siglo surgió la figura del gourmet o gastrónomo, entendido en cocina y con buen gusto a la hora de elegir los mejores platos. También en este período aparecieron los primeros restaurantes en el sentido moderno, diferenciados de las tradicionales posadas o mesones, en los que el cliente podía elegir entre diversos platos. Ello contribuyó a establecer un cierto orden en el servicio de platos —hasta entonces inexistente—, compuesto generalmente de un entrante —por lo normal sopa—, un plato de pescado, un plato principal de carne y un postre que incluía queso, dulces, café y licor.

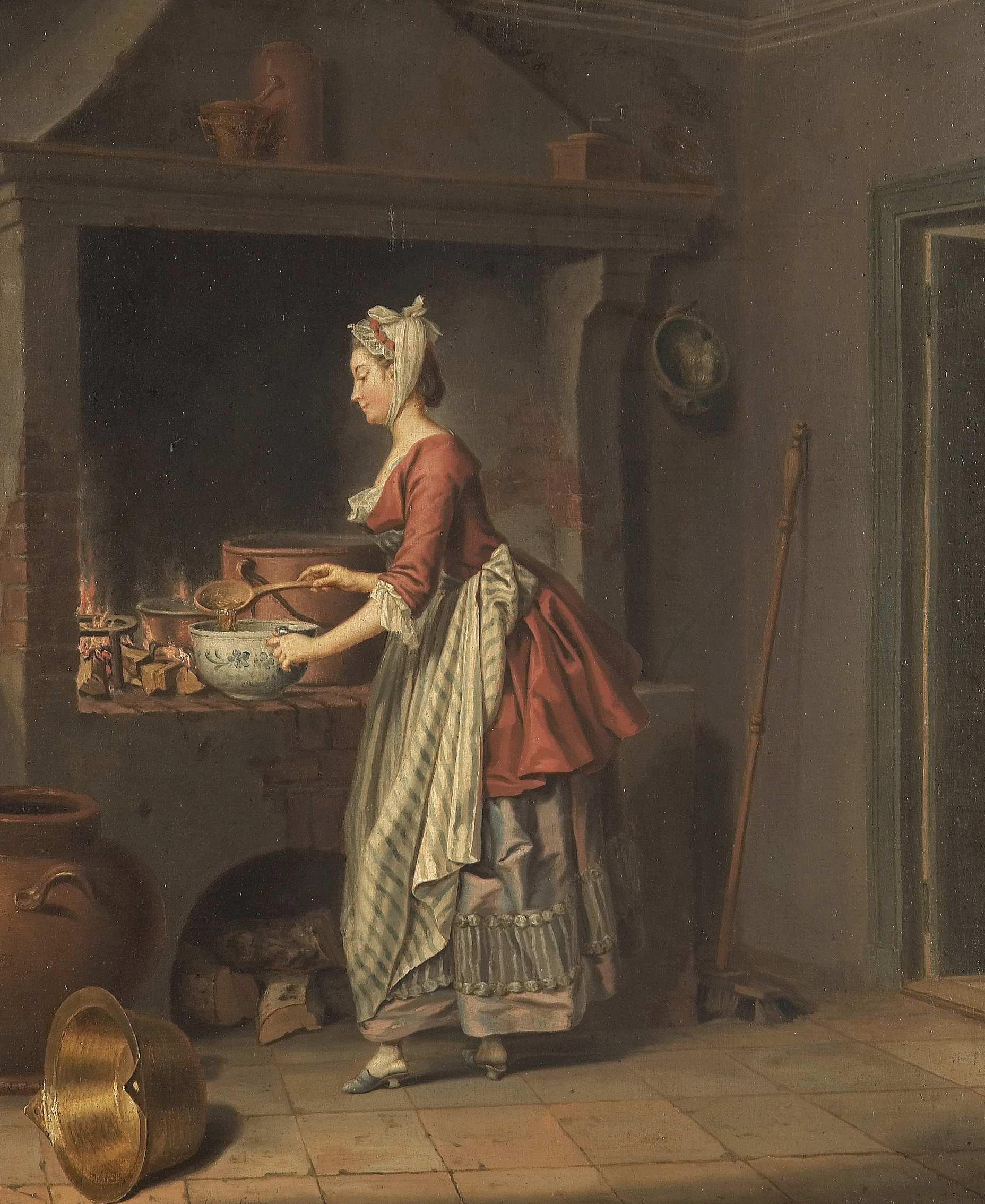
Una criada vierte sopa de un caldero, de Pehr Hilleström

El primer restaurante tal como se entiende hoy día fue fundado en París en 1765 por Mathurin Roze de Chantoiseau —también conocido como Boulanger— y era famoso por su caldo «restaurador» de carne y verduras, de ahí el nombre que se dio al establecimiento. El éxito que tuvo en esta época la «comida sana» frente a los habituales excesos culinarios del período favorecieron la proliferación de estos locales, entre los que destacaron La Grande Taverne de Londres, Véry's, Grand Véfour y Les Trois Frères Provençaux, todos ellos en París. La Revolución francesa favoreció que muchos cocineros que estaban al servicio de aristócratas abriesen restaurantes ante el cambio de régimen, al tiempo que la abolición de las corporaciones (carniceros, charcuteros, etc.) permitió que pudiesen dispensar cualquier tipo de comida. Los platos que se servían eran sencillos, pero variados, con la opción del cliente de poder elegir a su gusto. Surgió la petición a la carta, la comida en mesas individuales, el pagar solo por lo consumido y los horarios amplios para comer, características que se irían afianzando poco a poco. Hasta mediados del siglo XIX eran habituales los salones privados para citas amorosas, aunque posteriormente se perdió la costumbre. Con el tiempo, la aparición de revistas gastronómicas y el fomento de una cultura del buen gusto conllevó la idea de que el cliente debía tener los conocimientos adecuados para hacer una buena elección a la hora de elegir los platos y vinos más excelentes, lo que comportaba cierto prestigio social.
La fórmula inicialmente francesa del restaurante se exportó enseguida a otros países: en 1798 se fundó en Londres el restaurante Rules. En América, el primero fue el restaurante Delmonico's, abierto en Nueva York en 1830. Muchos hoteles incluyeron un comedor de estilo francés.

## Edad Contemporánea

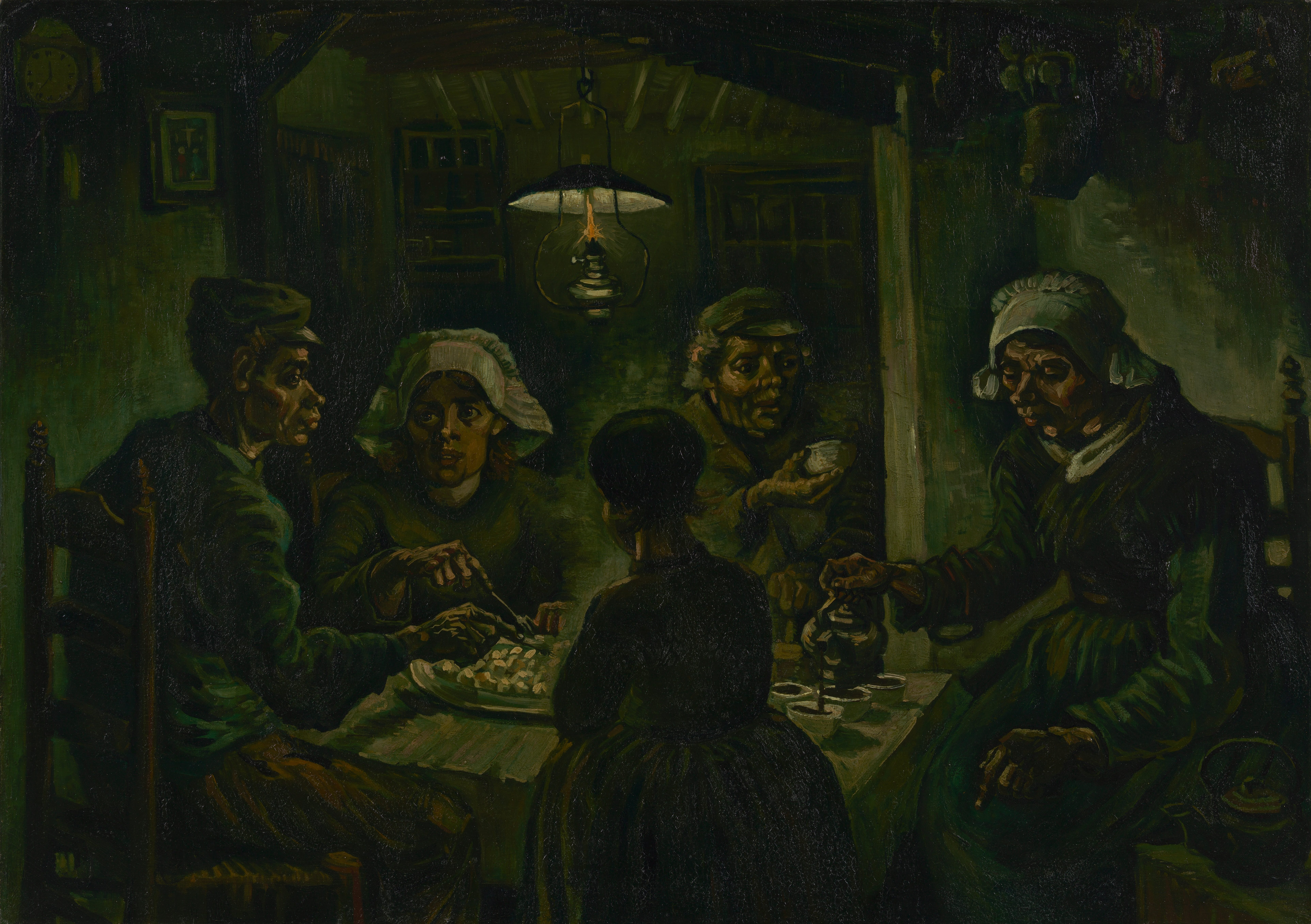
Los comedores de patatas (1885), de Vincent van Gogh, Museo Van Gogh, Ámsterdam

Entre finales del siglo XVIII y principios del xix se sentaron las bases de la sociedad contemporánea, marcada en el terreno político por el fin del absolutismo y la instauración de gobiernos democráticos —impulso iniciado con la Revolución francesa— y, en lo económico, por la Revolución Industrial y el afianzamiento del capitalismo, que tendría respuesta en el marxismo y la lucha de clases.

### SigloXIX
La Revolución francesa marcó un punto de inflexión en la gastronomía europea, que se extendió a nivel popular, siendo un acervo común de todos los estamentos sociales y no solo de los privilegiados. Surgieron los restaurantes, se extendió el uso de la conserva de alimentos —proceso favorecido por la Revolución Industrial— y proliferó la literatura gastronómica, no ya en simples recetarios, sino en obras de investigación y divulgación, de teoría y ensayo, como la Fisiología del gusto de Jean Anthelme Brillat-Savarin (1825), considerado el primer tratado de gastronomía.

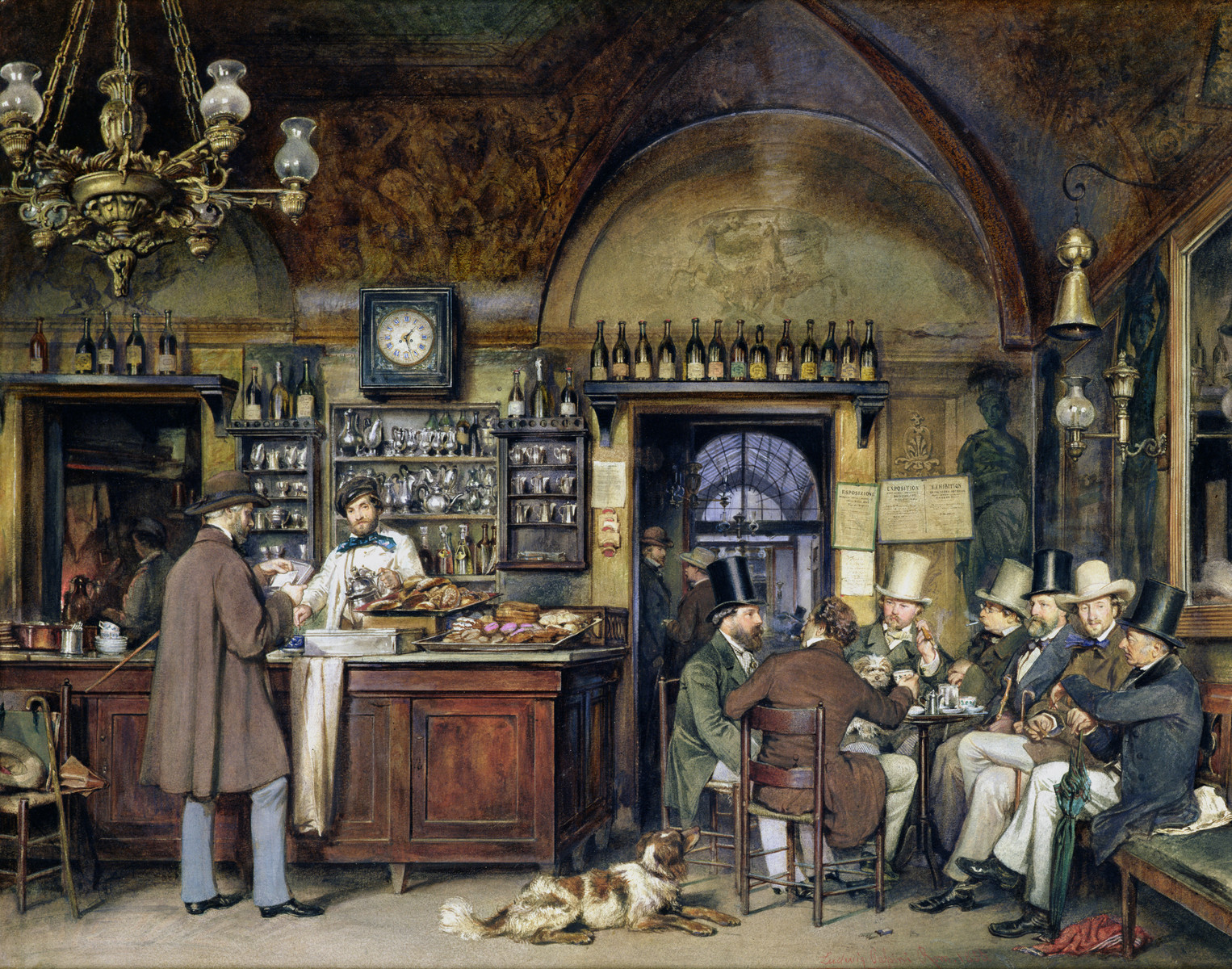
El artista en el Caffè Greco de Roma (1856), de Ludwig Passini, Kunsthalle de Hamburgo

Los nuevos procesos técnicos en la preparación y conservación de los alimentos comportaron numerosos cambios en la cultura gastronómica: hasta prácticamente mediados del siglo XIX la alimentación era precaria para una mayoría de la población, con esporádicas hambrunas y precios altos y poco asequibles. El alimento más consumido eran los cereales, por su facilidad de conservación, su versatilidad a la hora de cocinarlos y su alto aporte energético en hidratos de carbono. A su vez, el consumo de legumbres aportaba los aminoácidos ausentes de los cereales, lo que proporcionaba una dieta algo equilibrada, aunque ausente de algunas vitaminas y oligoelementos, más difíciles de conseguir, ya que la carne, el pescado, la mantequilla y los huevos se reservaban para días de fiesta. Por otro lado, hasta mediados de siglo, el consumo de frutas y verduras era muy escaso, ya que no saciaban ni aportaban sabor, si no eran acompañados de otros alimentos, y aún se desconocían sus propiedades nutritivas. Un caso aparte fue el consumo de la patata, inicialmente destinado al ganado o a los pobres, hasta que las hambrunas de 1770-1771 y 1816-1817 dispararon su consumo. Todo ello cambió con los nuevos procesos tecnológicos derivados de la Revolución industrial: las reformas agrícolas de signo liberal tras las guerras napoleónicas fomentaron las rotaciones en el campo, el abono artificial y el uso de nueva maquinaria; la explotación ganadera se intensificó; el comercio y la distribución de alimentos se mejoraron con los nuevos sistemas de transporte como el ferrocarril y el barco de vapor; los nuevos estudios científicos en fisiología nutricional se incorporaron a los procesos de elaboración de alimentos; los adelantos en sistemas de envasado y conservación permitieron una mayor perdurabilidad de los alimentos, más fácilmente almacenables y conservables; se creó un nuevo mercado de distribución y compra de alimentos, potenciado por las nuevas técnicas de publicidad. El pionero de la conservación fue Nicolas Appert, que en 1809 inventó un método de conservación de alimentos en recipientes herméticamente sellados. Peter Durand inventó en 1811 la caja de hojalata soldada.

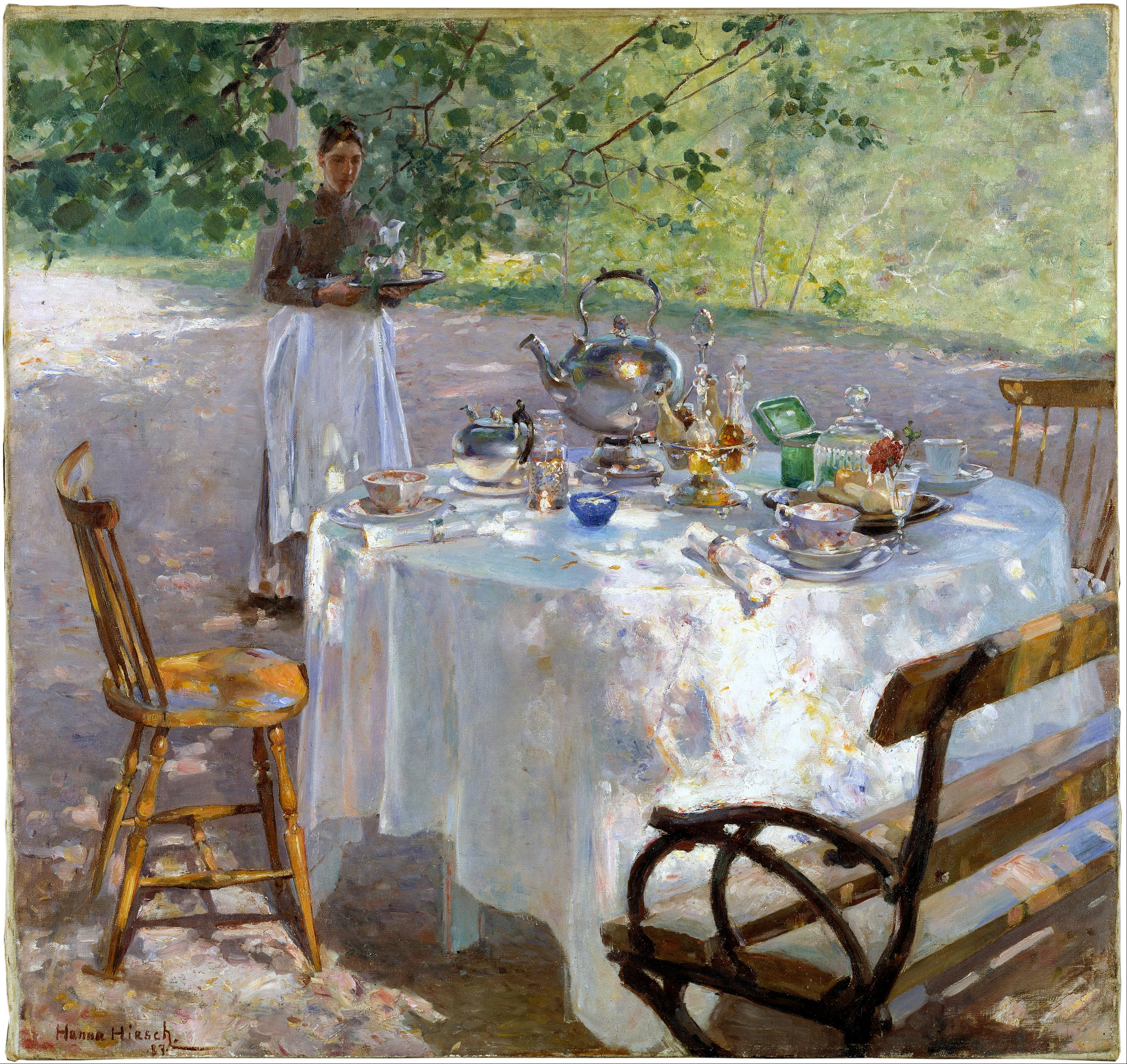
Desayuno (1887), de Hanna Pauli, Museo Nacional de Estocolmo

Entre los nuevos adelantos en materia de conservación de alimentos se encuentran los «extractos de carne»: tras diversos experimentos en evaporación de caldos de carne para convertirlos en puré se crearon unas «barras de caldo» que se usaban como provisiones en barcos o para enfermos convalecientes. En 1847, el químico alemán Justus Liebig publicó un tratado sobre estos extractos de carne y un alumno suyo, Max Pettenkofer, consiguió un extracto de carne en polvo. Estos extractos sirvieron de base a la nueva industria de sopas: el comerciante suizo Julius Maggi creó una industria de sopas preparadas y cubitos de caldo concentrado, mientras que el alemán Carl Heinrich Knorr comercializó sopas de legumbres y verduras; el escocés John Lawson Johnston creó la marca Bovril de extractos de carne de vaca. Otros nuevos productos fueron: la levadura en polvo desarrollada por Rudolf August Oetker; la margarina, patentada por Hippolyte Mège-Mouriès en 1872; la sacarina, descubierta en 1879 por Ira Remsen y Constantine Fahlberg; y la leche en polvo, producida por primera vez en 1802 por Osip Krichevsky y comercializada posteriormente por la empresa suiza Nestlé, cuyo fundador, Henri Nestlé, desarrolló también la harina lacteada (leche en polvo y harina de trigo) y el chocolate con leche.

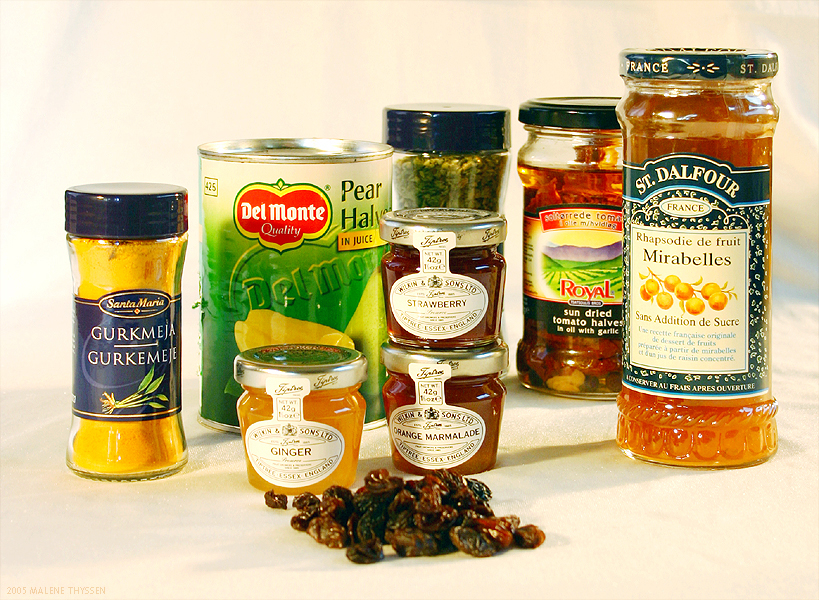
Las conservas revolucionaron la distribución y conservación de alimentos en el

Desde mediados de siglo la industria conservera experimentó un gran auge: se enlataban todo tipo de carnes, con un gran incremento en las salchichas, sobre todo en Alemania; verduras, sobre todo judías, guisantes, espárragos, pepinillos y setas; frutas, especialmente piña, melocotón y fruta encurtida, así como mermelada; pescado, inicialmente sardinas en aceite y arenque ahumado, hasta que se desarrollaron nuevos métodos de termoesterilización. Igual proceso experimentaron las bebidas, liderado inicialmente por la industria cervecera. Otro adelanto esencial fue la refrigeración y congelación de los alimentos: la utilización del hielo para conservar alimentos se realizaba desde antiguo y, ya desde el siglo XVIII, se utilizaban grandes bloques de hielo para el transporte de alimentos. En 1859, Ferdinand Carré inventó una máquina de hielo con amoníaco condensado como refrigerante, que, sin embargo, era lento en la elaboración de hielo. Charles Tellier construyó en 1858 la primera máquina frigorífica industrial. El proceso fue perfeccionado por Carl von Linde en 1873, con un sistema de refrigeración por compresión; a principios del siglo XX estos aparatos estaban en la mayoría de fábricas y establecimientos alimentarios, aunque no se introdujo en los hogares hasta la llegada de la electricidad. Las neveras refrigeradoras y los congeladores permitieron la conservación de alimentos por más tiempo, así como la comercialización de alimentos congelados y precocinados.

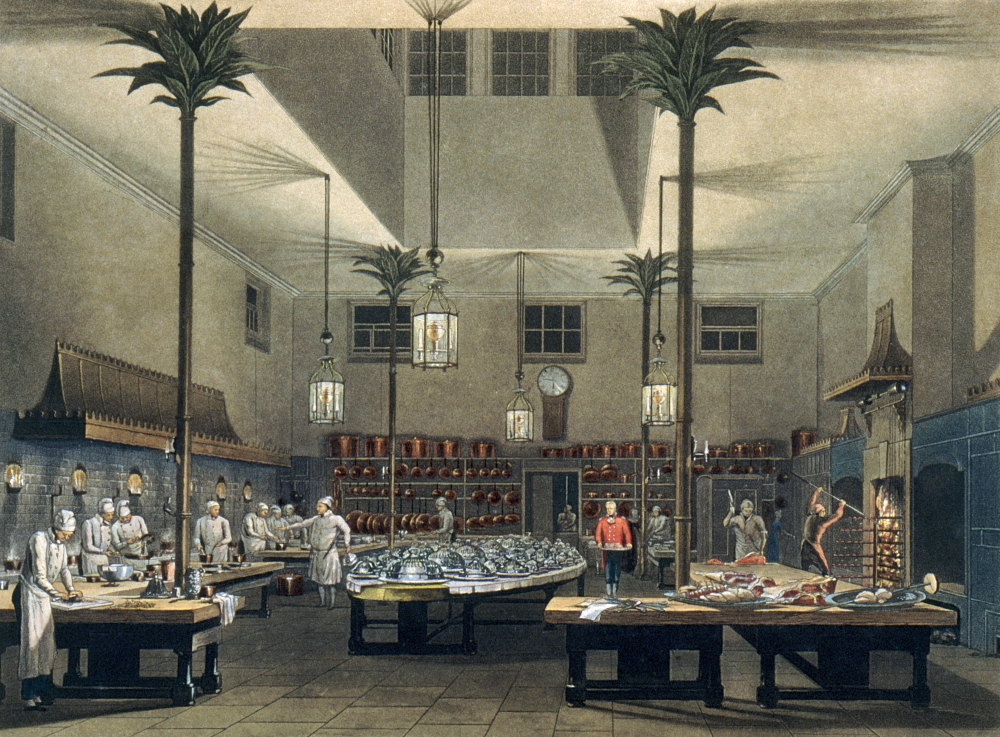
Cocina del Royal Pavilion de Brighton (1815)

Los nuevos adelantos tecnológicos también se trasladaron a la cocina, sus aparatos y sus utensilios. Hasta la era industrial, los principales métodos de cocinado eran hervir, freír, asar y hornear, en un hogar de fuego o a la parrilla, en espacios multifuncionales que servían de cocina y sala de estar familiar. Fue en las casas burguesas desde el siglo XVII y en los nuevos bloques de viviendas urbanas para las clases medias-bajas desde el siglo XIX que empezaron a surgir las cocinas como espacio diferenciado del resto de la casa. Fueron surgiendo entonces nuevas cocinas de hierro y bronce colado que funcionaban con carbón o, desde 1880, con gas y, desde 1930, con electricidad; más adelante, surgieron los hornos separados de la cocina, las parrillas por infrarrojos, el microondas y la vitrocerámica. También surgieron nuevos utensilios y electrodomésticos, como la olla a presión, el calentador de agua, tostadoras, batidoras, cafeteras, abrelatas, etc. En los utensilios de cocina se incorporaron nuevos materiales como el aluminio y el acero inoxidable. El mobiliario de cocina también se adaptó a las nuevas necesidades y surgió un nuevo modelo de «cocina compacta» inspirado en las cocinas de barcos y ferrocarriles, con un espacio organizado y optimizado para conseguir una completa practicidad en las labores culinarias.
En las clases bajas ya no se pasaba hambre, pero la dieta era pobre: los platos esenciales de una familia obrera eran el pan, la sopa y las patatas; comían algo de carne, sobre todo de caballo; de postre podían disponer de bizcocho. La excepción eran las bodas y celebraciones, donde podía haber carne de vaca, cerdo, conejo o pollo, repostería, vino, café y licores.

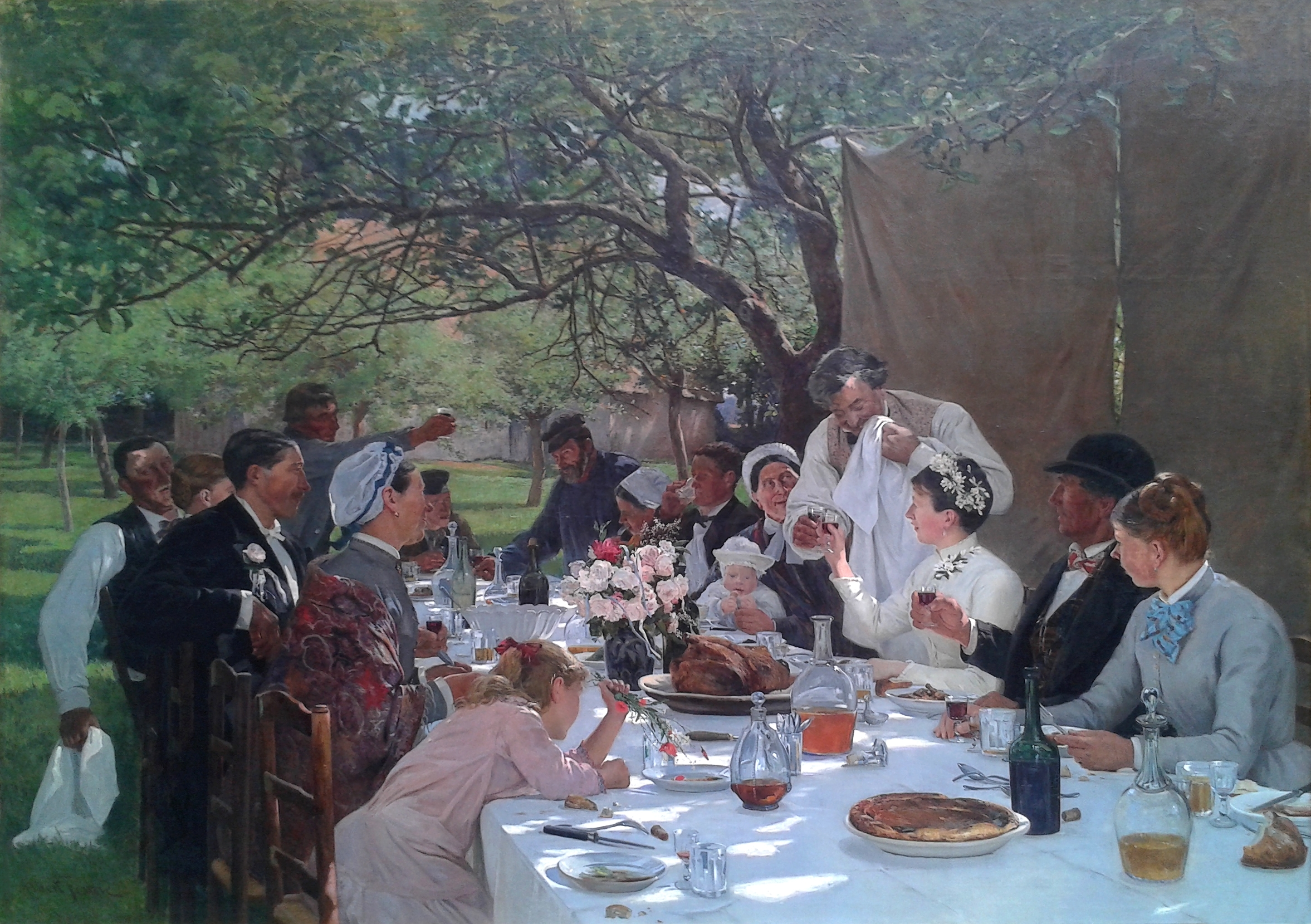
Banquete de boda en Yport (1886), de Albert Fourié, Museo de Bellas Artes de Ruan

En Francia, el principal centro gastronómico mundial en esta época, se empezó a diferenciar la haute cuisine (alta cocina), propia de los restaurantes y considerada «arte» y «ciencia», de la cuisine bourgeoise (cocina burguesa) o cuisine de ménage (cocina doméstica), realizada en las casas, así como de la cuisine de province, la cocina rural, más cercana a los productos de la naturaleza. La cocina francesa decimonónica suele considerarse la edad de Oro de la gastronomía gala, en la que se sientan las bases de una cocina moderna y refinada de fama internacional. Entre los principales cambios de la cocina de esta época figura un nuevo tipo de servicio más igualitario e individual, debido a factores sociales y comerciales: el servicio a la rusa, en que los platos se preparan en la cocina y se sirven directamente al cliente, o bien el camarero lleva un carrito con la comida y sirve a cada comensal. Así, los platos se sirven en sucesión y no todos a la vez, lo que supuso una nueva valoración del gusto en detrimento del goce visual que deparaba el servicio a la francesa. Por otro lado, frente al servicio a la francesa que presentaba los platos de más sustanciosos a más ligeros, el servicio a la rusa tiene un efecto crescendo-decrescendo, desde los entrantes y entremeses, pasando por el plato principal, hasta los postres. También surgió la costumbre de presentar un producto de reposo antes del plato principal, como una «nieve» (un tipo de almíbar) o un «spoon» (un tipo de sorbete).

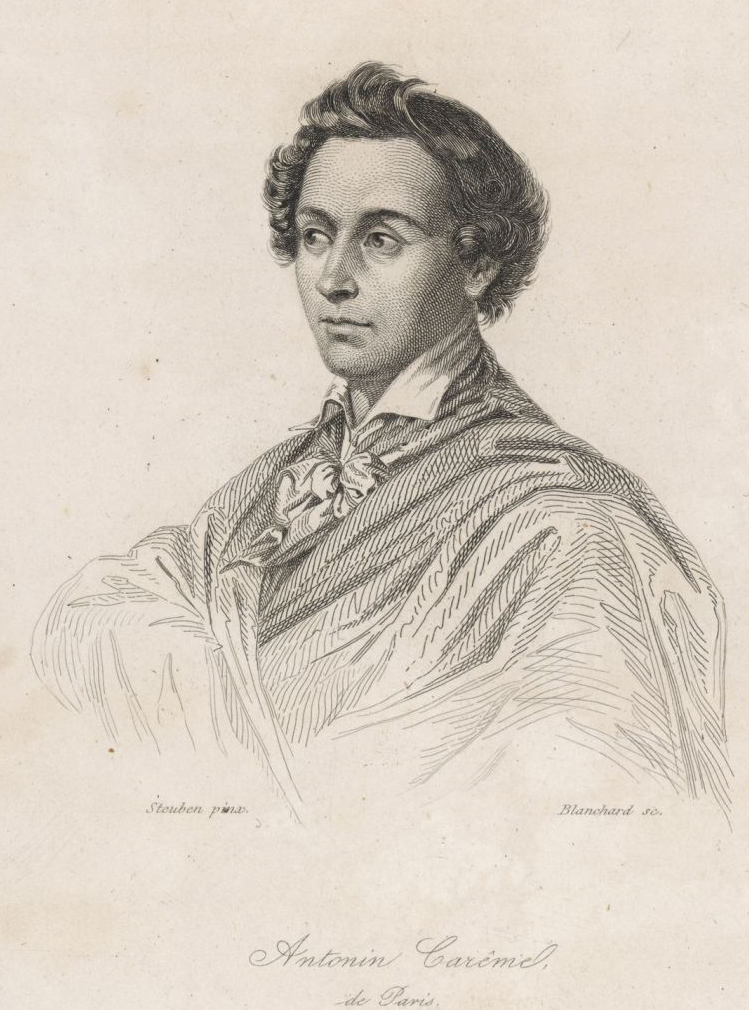
Marie-Antoine Carême

Uno de los cocineros más famosos de la centuria fue Marie-Antoine Carême, uno de los primeros que se consideró a sí mismo un creador, un artista culinario. Fue chef de Talleyrand, del zar Alejandro I de Rusia, de Jorge IV del Reino Unido y de la familia Rothschild. También fue un gran teórico de la cocina, autor de los tratados Le Pâtissier royal parisien (1815), Le Pâtissier pittoresque (1815), Le Maître d'hôtel français (1822), Le Cuisinier parisien (1828) y L'art de la cuisine française (5 volúmenes, 1833–1834). Fue el responsable de revalorizar la calidad de los platos sin carne y de reducir el exceso de especias utilizadas hasta entonces, que se redujeron prácticamente a las más utilizadas hoy día: sal, pimienta, laurel, perejil y tomillo. Fue discípulo suyo Urbain Dubois, que fue a su vez mastro de Auguste Escoffier, el gran cocinero de la transición del siglo XIX al xx, por lo que hubo un hilo de continuidad en la alta cocina francesa a lo largo de toda la centuria. Dubois fue chef del rey Guillermo I de Prusia y del zar Nicolás I de Rusia y, entre sus creaciones, destaca la silla de ternera Orloff. Fue autor de La Cuisine Classique (1856), Cuisine de tous les pays (1868), La Cuisine Artistique (1882) y La Cuisine d'aujourd'hui (1889).

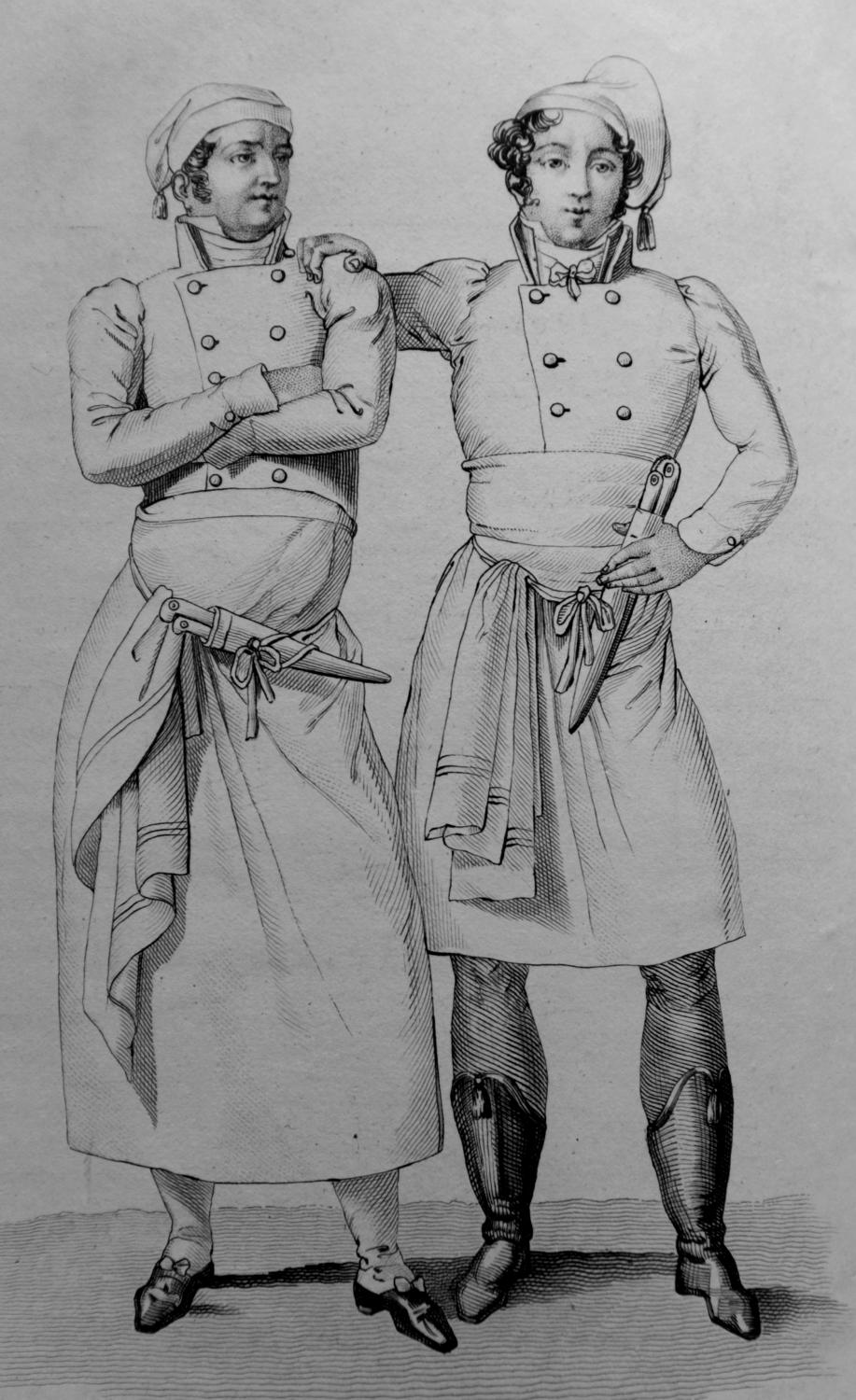
Ilustración de Le maître d'hôtel français, de Marie-Antoine Carême (1822)

En la cocina desarrollada por estos chefs surgieron o se perfeccionaron nuevas técnicas culinarias, como el braseado y el salteado, unas técnicas intermedias entre el hervido y el frito. También hubo una gran evolución a lo largo de toda la centuria de las salsas, de las que, partiendo de unas «grandes salsas» fundamentales (o «salsas madre»), se desarrollaron numerosas variedades. Para Carême había cinco salsas principales: española, velouté, bechamel, alemana y salsa de tomate. Partiendo de estas y añadiendo nuevos ingredientes se obtenían diversas salsas derivadas: por ejemplo, desde la salsa alemana, Carême desarrolló la salsa suprema, la veneciana ligera, la vienesa y la princesa ligera. De estas se podía desarrollar incluso otro nivel más: Auguste Escoffier creó desde la salsa normanda —que tenía como salsa madre una veloté de pescado— seis nuevas salsas: diplomate, escocesa, regencia, de anchoas, de ostras y veron. Otro terreno en evolución fueron las guarniciones, de las que los libros de cocina de la época numeraban amplias listas. Así, combinando fondos, salsas, guarniciones y el resto de ingredientes se podían crear nuevos e innumerables platos, muchos de los cuales eran apodados «a la gastronómica», un nombre de moda a finales de siglo: capón a la gastronómica, ternera a la gastronómica, faisán a la gastronómica, etc.
En esta época se desarrolló la literatura gastronómica en Francia: el término «gastronomía» apareció por primera vez en 1800 en un poema de Joseph de Berchoux; en 1835 fue incluido en el Dictionnaire de l'Académie française. Uno de los primeros gastrónomos literatos fue Alexandre Balthazar Laurent Grimod de La Reynière, autor de Manuel des amphitryons (1808) y de una de las primeras revistas gastronómicas, Almanach des gourmands (1803-1812). Fue uno de los primeros en hacer catas y escribir sus impresiones. Junto a él, el padre de la gastronomía fue Jean Anthelme Brillat-Savarin, autor del considerado primer tratado de gastronomía (Fisiología del Gusto, 1825). En esta obra define la gastronomía como una ciencia de la nutrición, «el conocimiento analítico de todo lo relacionado con la alimentación del hombre». Defiende la licitud de la comida alejada de cualquier matiz pecaminoso, con la pretensión de aunar placer y salud: «hemos comenzado a separar la gastronomía de la gula y la codicia». Cabe citar también al escritor Alexandre Dumas, autor de Le Grand Dictionnaire de Cuisine (1873), donde presenta diversas recetas de la época aderezadas con comentarios, anécdotas, etimologías y diversos elementos literarios más. Por otro lado, en 1877, Joseph Favre fundó el primer periódico editado únicamente por cocineros: La Science Culinaire. Favre fue también el fundador de la Académie culinaire de France (1883) y autor del Dictionnaire universel de cuisine (1889).

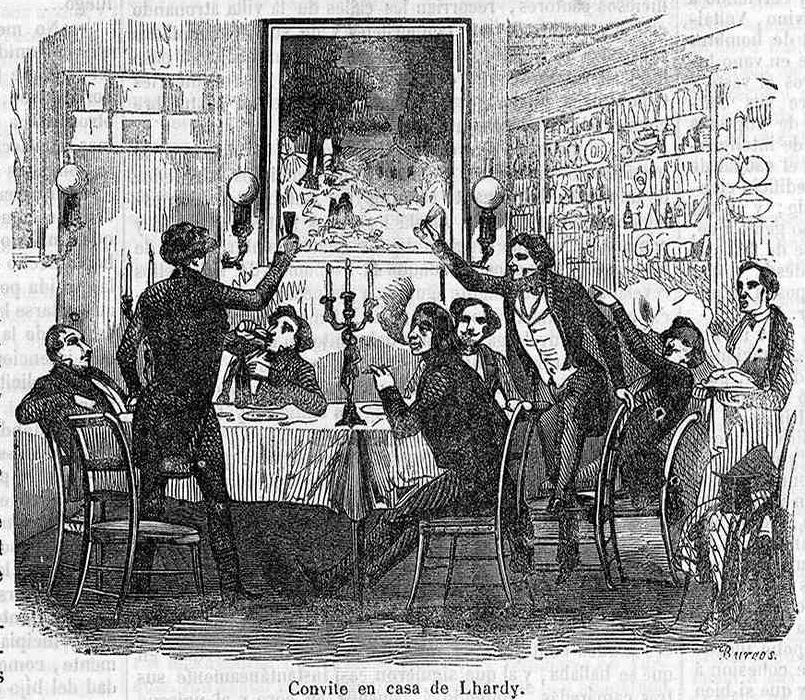
Convite en el restaurante Lhardy, Nochebuena de 1846, en La Ilustración

En España, la gastronomía se fue adaptando al auge cada vez mayor de una clase media incipiente que fue aumentando en recursos y poder adquisitivo. Al igual que en Francia y otros países, se fue desarrollando una cocina familiar de mayores valores nutritivos que la practicada hasta entonces. Se desarrolló la literatura gastronómica, entre la que destaca el famoso recetario El Practicón, de Ángel Muro (1894), que recogía tanto recetas españolas como francesas, inglesas y alemanas, además de consejos sobre aprovechamiento de las sobras, información sobre utensilios de cocina y otros datos. Otro célebre gastrónomo fue Mariano Pardo de Figueroa, conocido por el seudónimo Doctor Thebussem, un escritor de tono humorístico que publicó varios tratados sobre cocina, como Cartas sobre el comedor y la cocina, Disertación sobre el arte culinario, Notas gastronómicas de la corte y La mesa moderna, donde defiende la sencillez y la calidad en la cocina. En esta época aparecieron los primeros restaurantes de categoría, como Lhardy, Café de Fornos, Casa Botín y Mesón de Paredes, en Madrid; o 7 Portes, Los Caracoles, El Suizo, Chez Justin, El Continental y Maison Dorée, en Barcelona. Se desarrollaron notablemente las cocinas regionales, como la gallega (lacón con grelos, caldo gallego, empanada gallega, pulpo a la gallega, tarta de Santiago), asturiana (fabada, pote asturiano, cachopo), cántabra (rabas, cocido montañés, cocido lebaniego, sobao), vasca (marmitako, porrusalda, bacalao al pil-pil, merluza a la vasca, pastel vasco), navarra (trucha a la navarra, huevos carlistas), aragonesa (pollo al chilindrón), riojana (patatas a la riojana, pochas, huevos a la riojana), catalana (escudella, fricandó, caracoles a la llauna, bacalao con samfaina, crema catalana), balear (huevos a la mallorquina, sobrasada, ensaimada), valenciana (paella, fideuà, turrón), castellano-leonesa (asado castellano, lechazo asado), castellano-manchega (pisto manchego, caldereta manchega), madrileña (cocido madrileño, callos a la madrileña), murciana (tortilla murciana, pipirrana, pastel murciano), andaluza (gazpacho, cocido andaluz, pescaíto frito), extremeña (cachuela, cocido extremeño) y canaria (papas arrugadas, puchero canario).

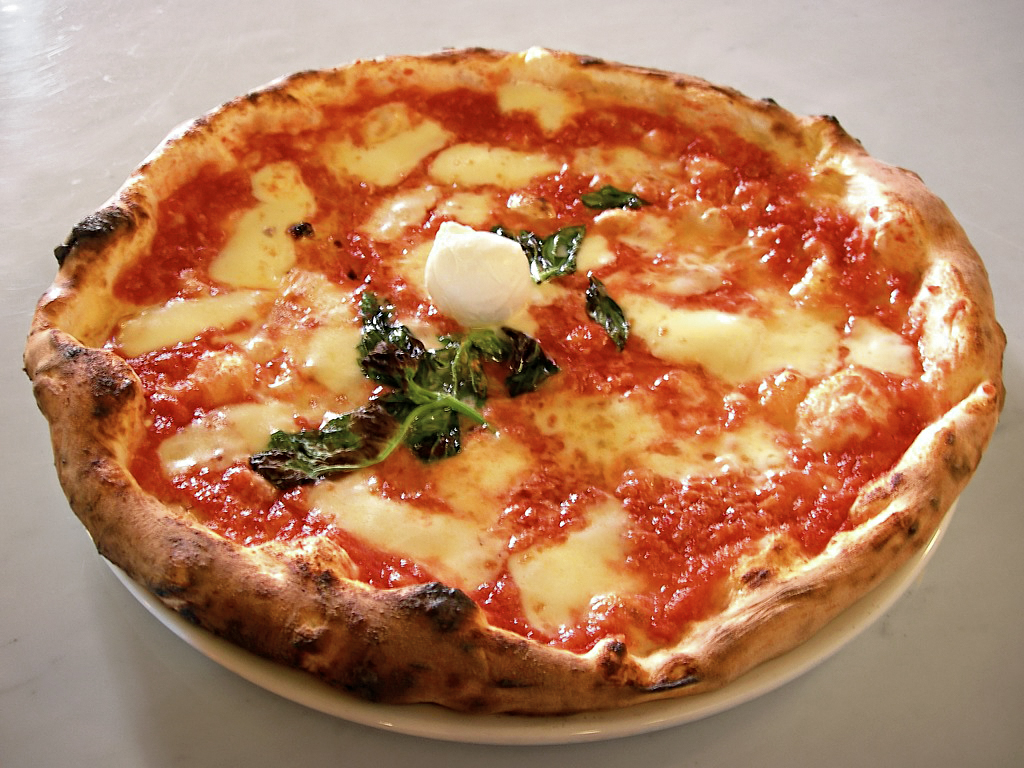
La pizza es uno de los platos italianos más universalmente conocido

La cocina italiana siguió incrementando su fama, sobre todo por la pasta, aunque tenía numerosas otras recetas de productos variados. Sobre pasta italiana existen unas cincuenta especialidades y un centenar de formas, con numerosas fórmulas de preparación para un producto cuya base es la harina mezclada con agua, sal y, en ocasiones, huevo. Pero existían numerosas recetas de variedades regionales: la cocina lombarda destacaba por su arroz, en la variedad de risotto, un tipo de arroz caldoso al que se pueden añadir múltiples ingredientes, así como el ossobuco, rodajas de jarrete de ternera cortadas con el hueso; en el Véneto eran característicos los platos de pescado, crustáceos, arroz y polenta, así como los gnocchi; en Bolonia eran famosos los embutidos, especialmente la mortadela, el zampone y el salami; la cocina toscana se especializó en platos de cerdo (arista alla fiorentina), pollo (pollo alla diavola) y liebre (pappardelle alla lepre), así como los estofados (trippa alla fiorentina); en Roma desarrollaron excelentes recetas con cordero lechal (abacchio alla cacciatora), ternera (saltimbocca alla romana, garofalo) o legumbres, especialmente guisantes y alcachofas, en recetas que suelen apodarse «a la romana»; en Nápoles destacaban las sopas de pescado, las anchoas con pan y queso (mozzarella in carrozza), el filete historiado (bracciolone alla napolitana), la chuleta (costata) y, especialmente, la pizza, un plato formado por una base de pan plano horneado cubierto por una salsa de tomate, queso y otros ingredientes al gusto, aparecido alrededor del siglo XVIII.
En Alemania, la cocina ha sufrido múltiples vicisitudes debido a su accidentado devenir histórico, pero ha sabido mantener una cocina tradicional basada en unos pocos alimentos básicos, como el cerdo, el chucrut, la patata y la cerveza, junto a carnes como las de buey, ternera y oca, así como la caza (venados, gamos, jabalíes), y una exquisita repostería. El plato nacional es el chucrut (en alemán: sauerkraut), una col agria fermentada con sal y pimienta, que se acompaña de cebollas, zanahorias, vino blanco, manteca de cerdo y bayas de ginebra; también puede llevar patata, especias y otros ingredientes. Es usual comerla con salchichas de Frankfurt, jamón, tocino o costillas. En toda Alemania es muy célebre la charcutería, sobre todo en cuanto a salchichas (Bratwurst), de las que existen diversas especialidades regionales. Junto a todo ello existen numerosos y excelentes platos de verduras, legumbres, pescados y otras especialidades. Entre los postres destacan las tartas de frutas, las tartas de queso, los mazapanes, los pasteles de almendras y la Baumkuchen («torta árbol»), un postre navideño de biscuit glacé con azúcar y chocolate.

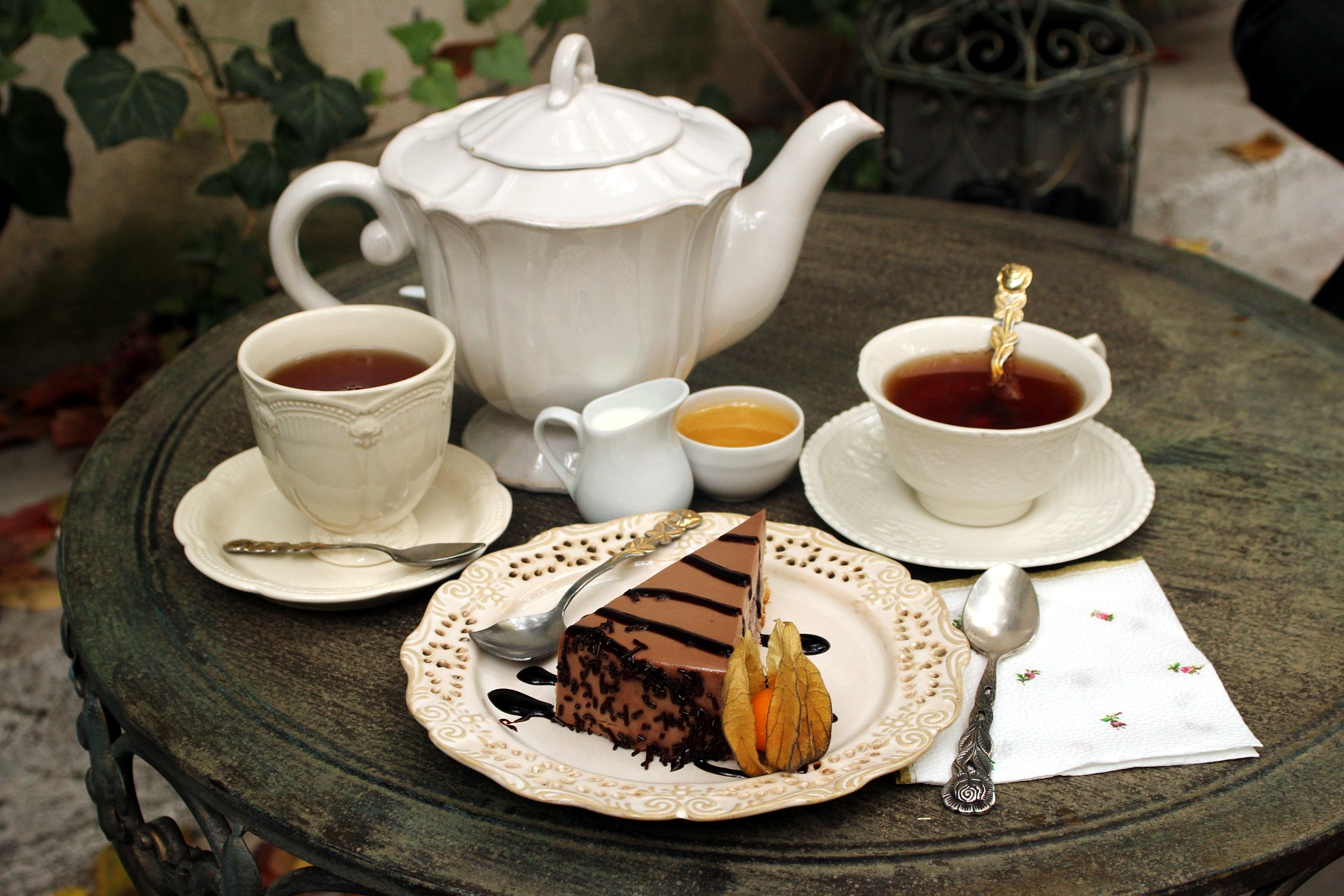
La hora del té, una de las costumbres más conocidas de la gastronomía del Reino Unido

La cocina inglesa recibió desde el siglo XVIII una fuerte influencia de la francesa, pero básicamente en las clases altas, mientras que el pueblo llano continuó con sus recetas tradicionales. La política de sustitución de la viña por pasto para ganadería emprendida por Isabel I propició la abundancia de carne de gran calidad, especialmente bovina y ovejuna, por lo que la gastronomía inglesa se basó en buena medida en la carne, especialmente de buey, cordero y cerdo. La cocina inglesa ha sido junto a la francesa la que ha aportado más términos a la gastronomía, como beef steak (bistec), roast beef, pudding, punch (ponche), cocktail (cóctel), el whisky y otros, así como el famoso sandwich, formado por dos rebanadas de pan entre las que se puede poner cualquier producto de relleno, cuya invención se atribuye a John Montagu, IV conde de Sandwich, en 1762. El colonialismo británico propició la importación de numerosos ingredientes a la gastronomía inglesa que se incorporaron al acervo nacional, como el curry. Entre los platos tradicionales ingleses destacan las sopas de tortuga y de rabo de buey (ox-tail soup), el jamón de York, el cordero de Dorset, el pavo con salsa de ostras, los pasteles de caza, la sopa de origen indio mulligatawny, el «barón de buey», el cocido escocés odge podge, el potaje cocky-leeky, etc. En Reino Unido se consume abundante cerveza, generalmente tibia. Otra bebida nacional es el té, que se toma a las cinco de la tarde, la llamada «hora del té».

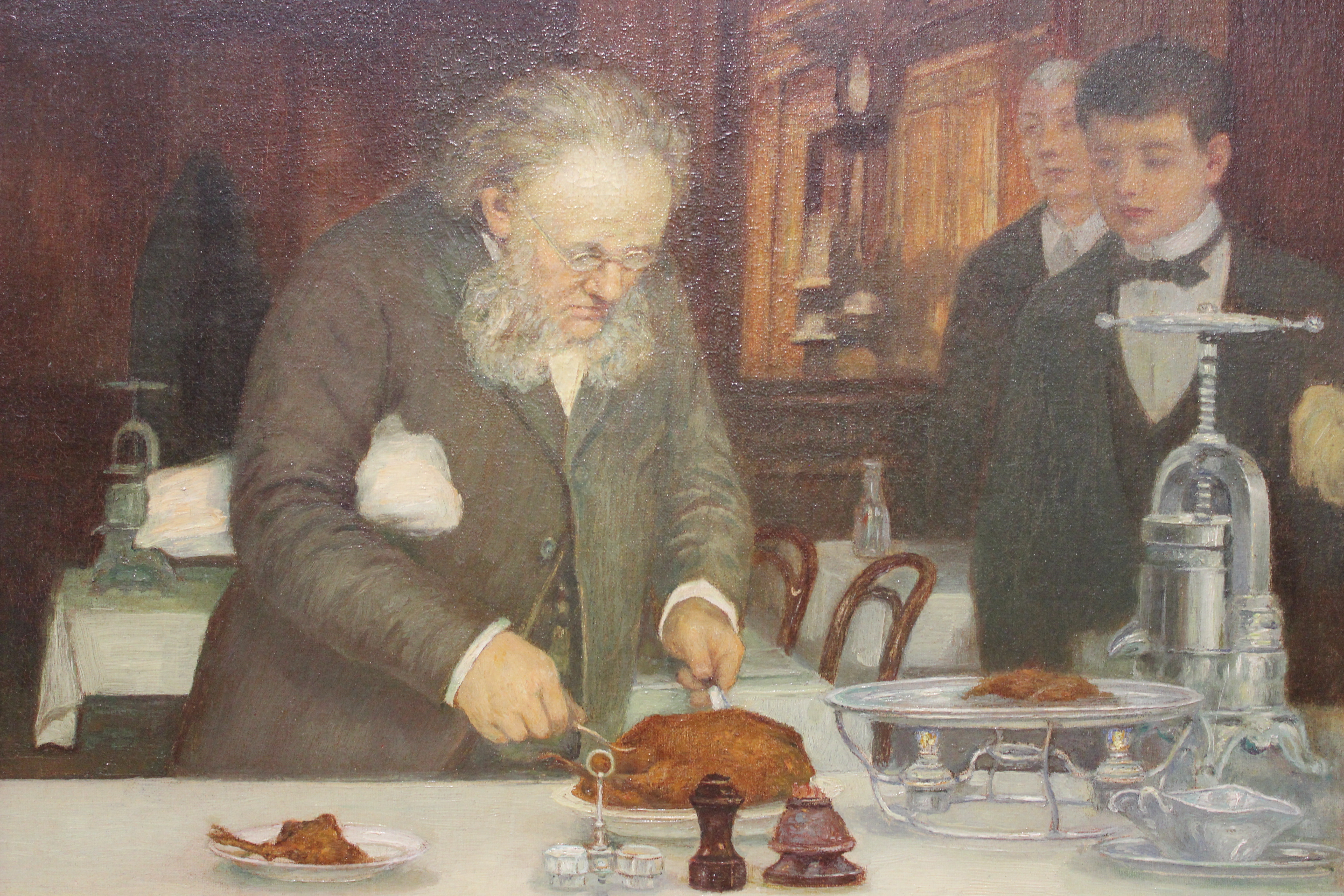
El dueño del restaurante parisino La Tour d'Argent, Frédéric Delair, tenía la costumbre de numerar cada plato de su famoso pato prensado. En 2003 se sirvió el plato n.º 1 000 000

En el siglo XIX los restaurantes evolucionaron en dos direcciones: la tradicional, iniciada la centuria anterior por los restaurantes franceses; y los restaurantes innovadores, que ofrecían nuevos productos, nuevos servicios o nuevas presentaciones, o bien apostaban por la comida local en vez de la francesa. En 1849 se inauguró en San Francisco (California) el Macao and Woosung, el primer restaurante chino fuera de ese país. También en Estados Unidos, la cadena Harvey Houses fue la primera en contratar mujeres como camareras. En 1885 abrió en Nueva York el primer autoservicio, el New York Exchange Buffet. En la misma ciudad, abrió en 1888 la cadena de restaurantes Childs, que puso énfasis en los precios económicos de sus menús, así como en la higiene y la frescura de sus productos. En 1902 se crearon las primeras máquinas expendedoras en las cafeterías automáticas Horn & Handart, la primera de las cuales abrió en Filadelfia. También se inició el concepto de «comida rápida», inicialmente con los restaurantes de comida inglesa fish and chips («pescado con patatas»); el primero se fundó en Londres en 1864.
Los restaurantes tradicionales tuvieron su punta de lanza en esta época en los hoteles de lujo, donde trabajaron los más importantes chefs. En 1893 se inauguró en Nueva York el Waldorf Astoria; en 1895, el Palace Hotel en Saint-Moritz; en 1897, el Vier Jahreszeiten en Hamburgo, el Connaught Hotel en Londres y el Grand Hotel Excelsior en Nápoles. Uno de los más renombrados fue el Hotel Savoy de Londres, inaugurado en 1889 por Richard D'Oyly Carte; su primer director fue César Ritz, quien contrató como cocinero a Auguste Escoffier, uno de los más célebres chefs de finales del siglo XIX e inicios del xx. Más tarde, en 1898, Ritz y Escoffier promovieron la apertura del Hotel Ritz de París, al que siguieron establecimientos homónimos en diversas ciudades.
En esta centuria, los restaurantes empezaron a ser asequibles para las clases media y trabajadora, aunque por lo general eran restaurantes concebidos al estilo de una taberna y, más adelante, como autoservicio. La principal diferencia con los restaurantes de alta categoría era que la comida solía ser precocinada y calentada en el momento de servir, no preparada en el momento de la demanda.
La industria cervecera tuvo un gran auge en este siglo, gracias sobre todo a los adelantos en conservación y embotellado. Un gran adelanto fue la introducción en el proceso de fabricación de la pasteurización, un método ideado por Louis Pasteur para garantizar la conservación de las bebidas fermentadas.

### SigloXX

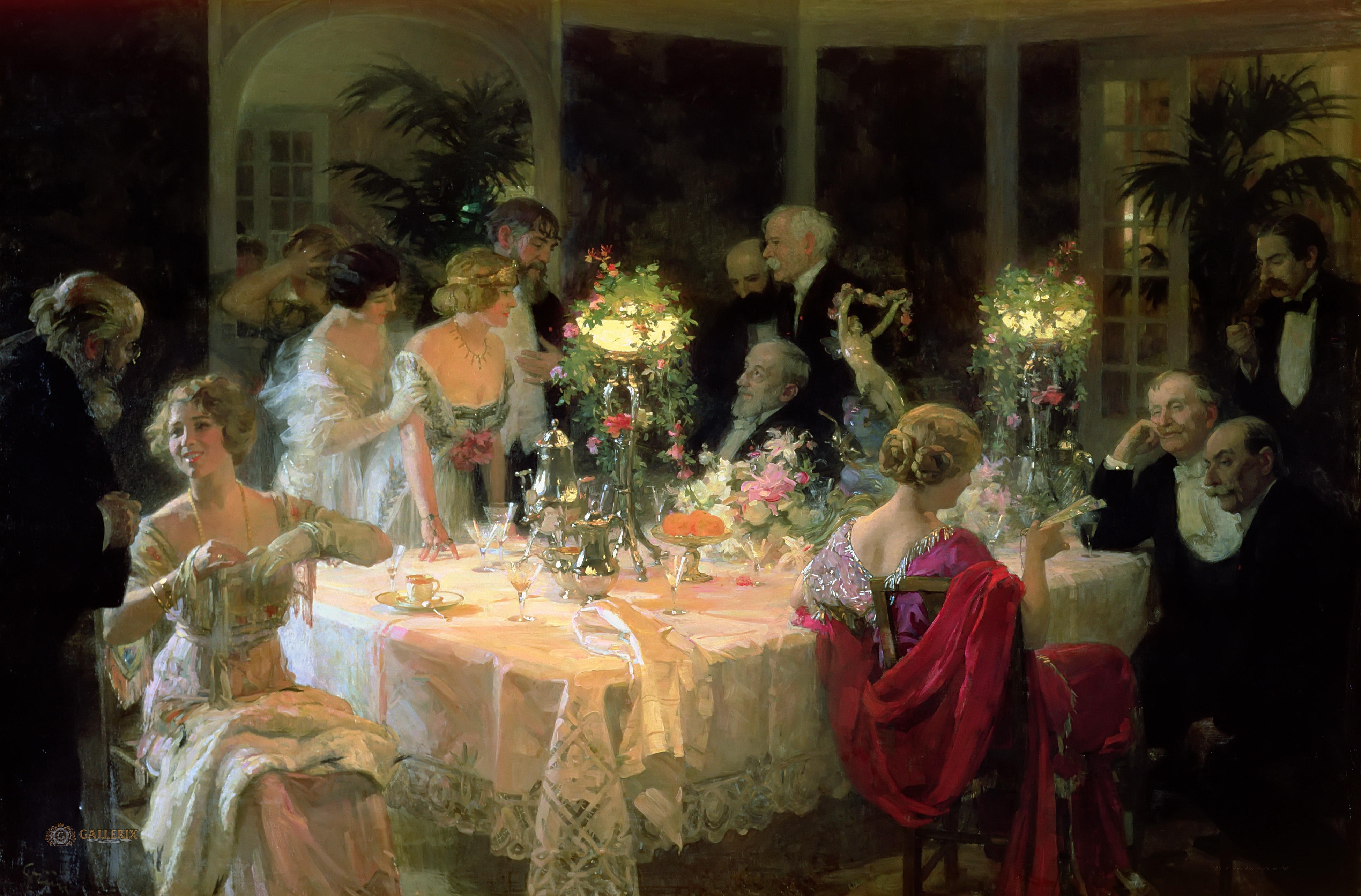
El final de la cena (1913), de Jules-Alexandre Grün

En el siglo XX ha tenido una especial relevancia la industria conservera y la elaboración de alimentos precocinados, así como la tendencia a la comida rápida —con productos como hamburguesas y frankfurts— y los preparados para microondas. En sentido inverso, ha surgido una nueva preocupación por los alimentos sanos y equilibrados, que ha favorecido el surgimiento de nuevos productos que destacan sus cualidades nutricionales. También hay que destacar la revalorización de la cocina regional, favorecida por el avance de los medios de transporte y el auge del turismo, que conllevó el retorno a una cocina natural y sencilla, hecho que marcó el punto de arranque de la nouvelle cuisine, que aunaba la tradición y la sencillez con los nuevos adelantos y un cierto afán de innovación y experimentación.

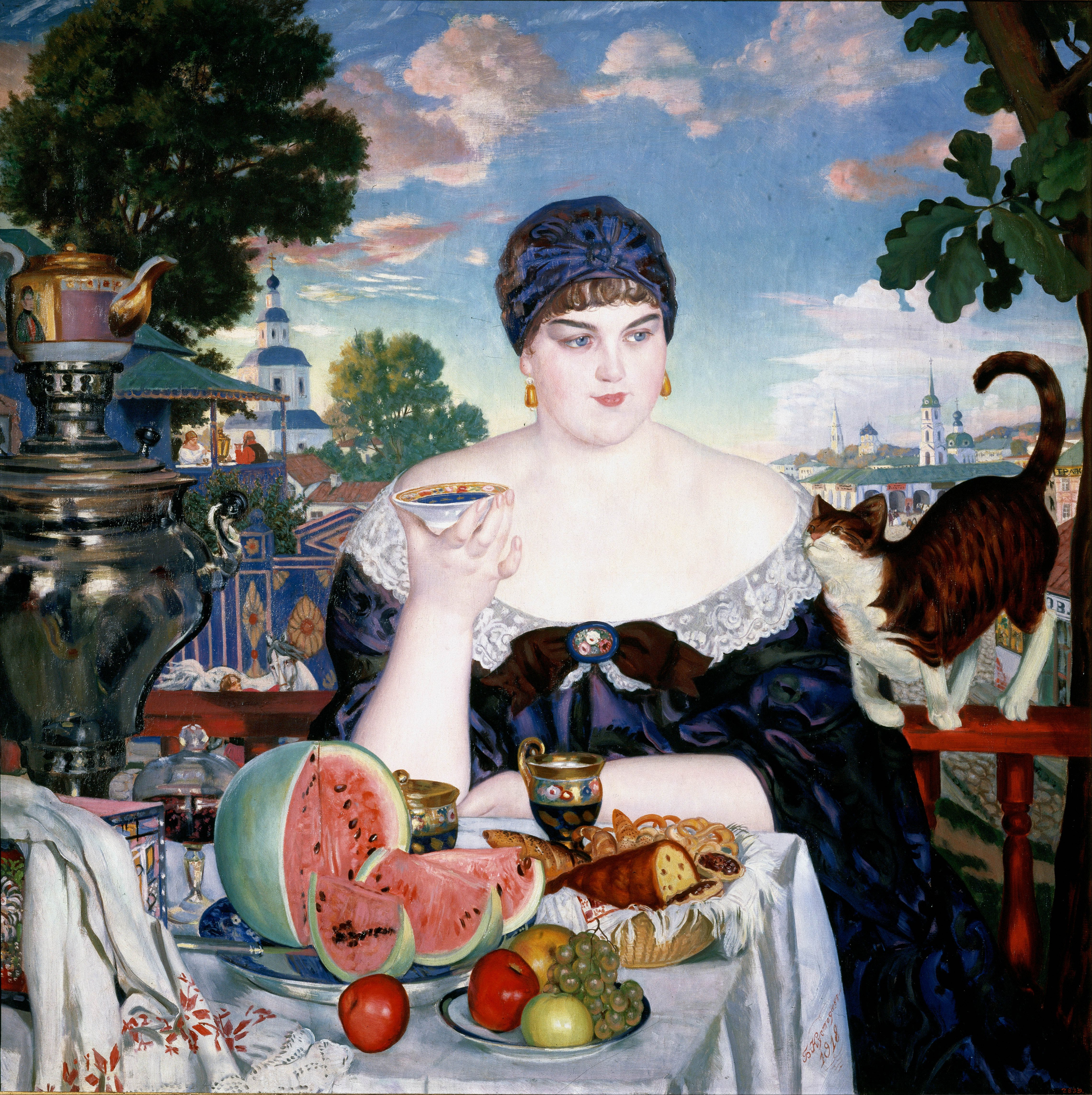
El té de la esposa del mercader (1918), de Borís Kustódiev, Museo Estatal Ruso, San Petersburgo

Uno de los aspectos más notables de esta centuria fueron los procesos de racionalización del tiempo y el trabajo llevados a cabo en el sector alimentario, al igual que en otros aspectos de la economía productiva. Ello se reflejó en nuevos establecimientos encaminados al autoservicio, en los que el cliente se servía directamente los platos que más le gustaban de un amplio expositor donde se presentaba la comida. Para ahorrar tiempo en las jornadas de trabajo surgió también la costumbre de llevarse la comida en recipientes adecuados para su conservación, o bien en bocadillos o sándwiches, para ser consumidos en breves descansos en medio de la jornada laboral. También aumentó considerablemente la comida en conserva y los alimentos preparados, especialmente tras la invención del microondas. De igual manera, las tradicionales cafeterías y demás establecimientos que servían como lugares de reunión social, donde los clientes estaban largos ratos no solo consumiendo bebidas y comidas, sino también en tertulias, juegos o incluso veladas musicales o literarias, fueron sustituidos por los nuevos snack-bars de consumo rápido.

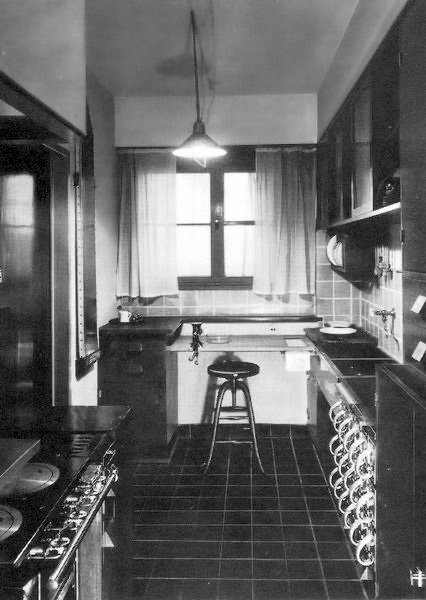
Cocina Frankfurt (1926), diseño de Margarete Schütte-Lihotzky

La Primera Guerra Mundial supuso el declive de la haute cuisine francesa. La desaparición de muchos chefs en la guerra y la escasez de personal y aprendices supuso una merma para los restaurantes, al tiempo que el auge de la cocina doméstica favorecida por los nuevos adelantos tecnológicos —especialmente el frigorífico— provocó un cambio de mentalidad en la cocina moderna. Un intento de reforma fue el protagonizado por Auguste Escoffier, chef de la cadena de hoteles Ritz, apodado «el chef de los reyes y el rey de los chefs». Defendió un estilo moderno de cocina —denominado cuisine classique—, inspirado en la cuisine bourgeoise, pero más simple y asequible tanto a expertos como aficionados a la cocina. También introdujo reformas en la restauración, como un nuevo orden por secciones dirigidas por un «jefe de partida». Su principal obra fue La Guide Culinaire (1902), que aún hoy día se usa como recetario. Otro famoso chef de la Belle Époque fue Prosper Montagné, autor del Larousse gastronomique (1938), una enciclopedia dedicada a la cocina principalmente francesa, aunque también incluía recetas de otros países.

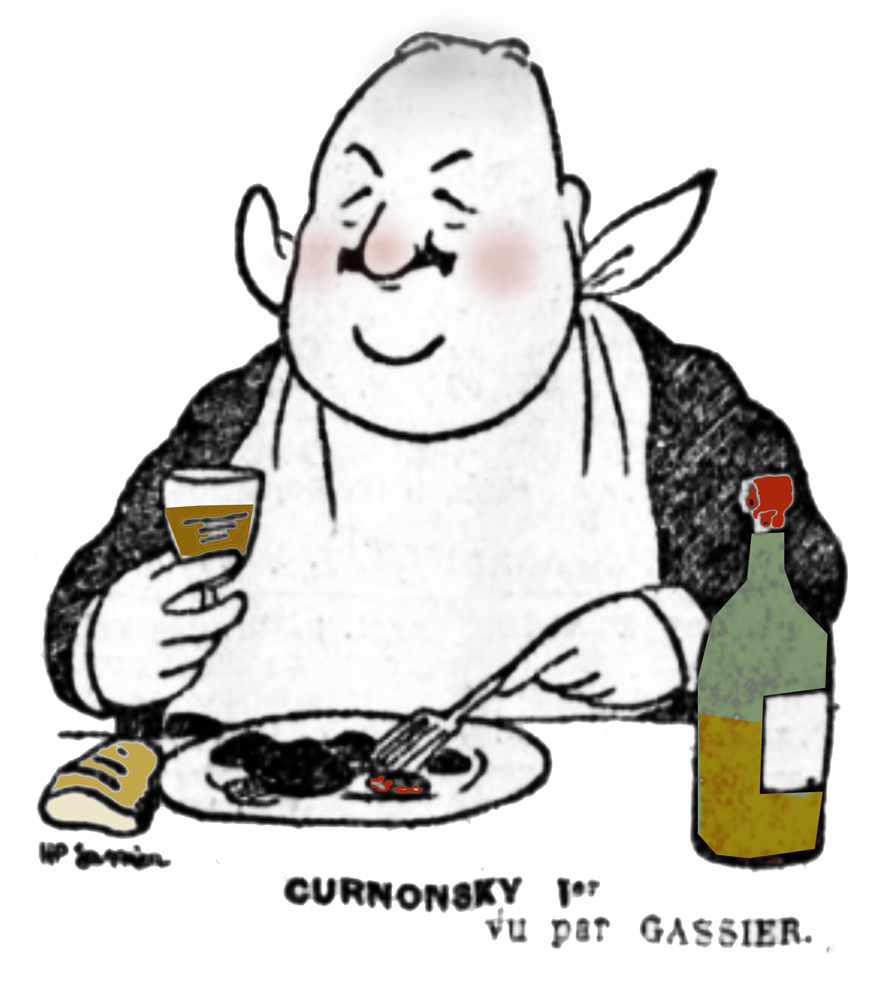
Caricatura del célebre gastrónomo francés Curnonsky

La cocina francesa continuó teniendo la supremacía hasta el inicio de la Segunda Guerra Mundial, con una gastronomía generalmente anclada en la época de la Belle Époque. En el período de entreguerras, la cocina francesa se fue descentralizando respecto a la capital, París, y empezaron a descollar diversos restaurantes regionales, entre los que cabría destacar: Nandron y Marius Vettard en Lyon, Le Chapon Fin en Burdeos, La Pyramide en Vienne —regentado por el célebre Fernand Point—, Chez Pic en Valence —con André Pic al frente— y La Côte d'Or en Saulieu —con Alexandre Dumaine como chef—. En este período hay que mencionar el liderazgo gastronómico que ejerció el escritor y crítico Maurice-Edmond Sailland, más conocido por el seudónimo Curnonsky, calificado como el «príncipe de los gastrónomos», autor de unos setenta libros y miles de artículos sobre gastronomía, entre los que destacan los 28 volúmenes de La France gastronomique (1921-1928) y Cuisines et vins de France (1953). Influyó poderosamente en la nueva cocina gala que se empezaba a gestar, como gran defensor de la cocina sencilla y natural, así como de la cocina regional de su país. Su principal lema era «las cosas han de tener el gusto que les es propio». Además de Curnonsky, entre los recetarios de la época destacaron Gastronomie pratique, études culinaires, suivies du traitement de l'obésité des gourmands (1907) de Ali-Bab (seudónimo de Henri Babinski), La fleur de la cuisine française (1920) y Le cuisinier français ou les meilleurs recettes d'autrefois et d'aujourd'hui (1934) de Bertrand Guégan y Le code la bonne chère (1939) de Édouard de Pomiane.

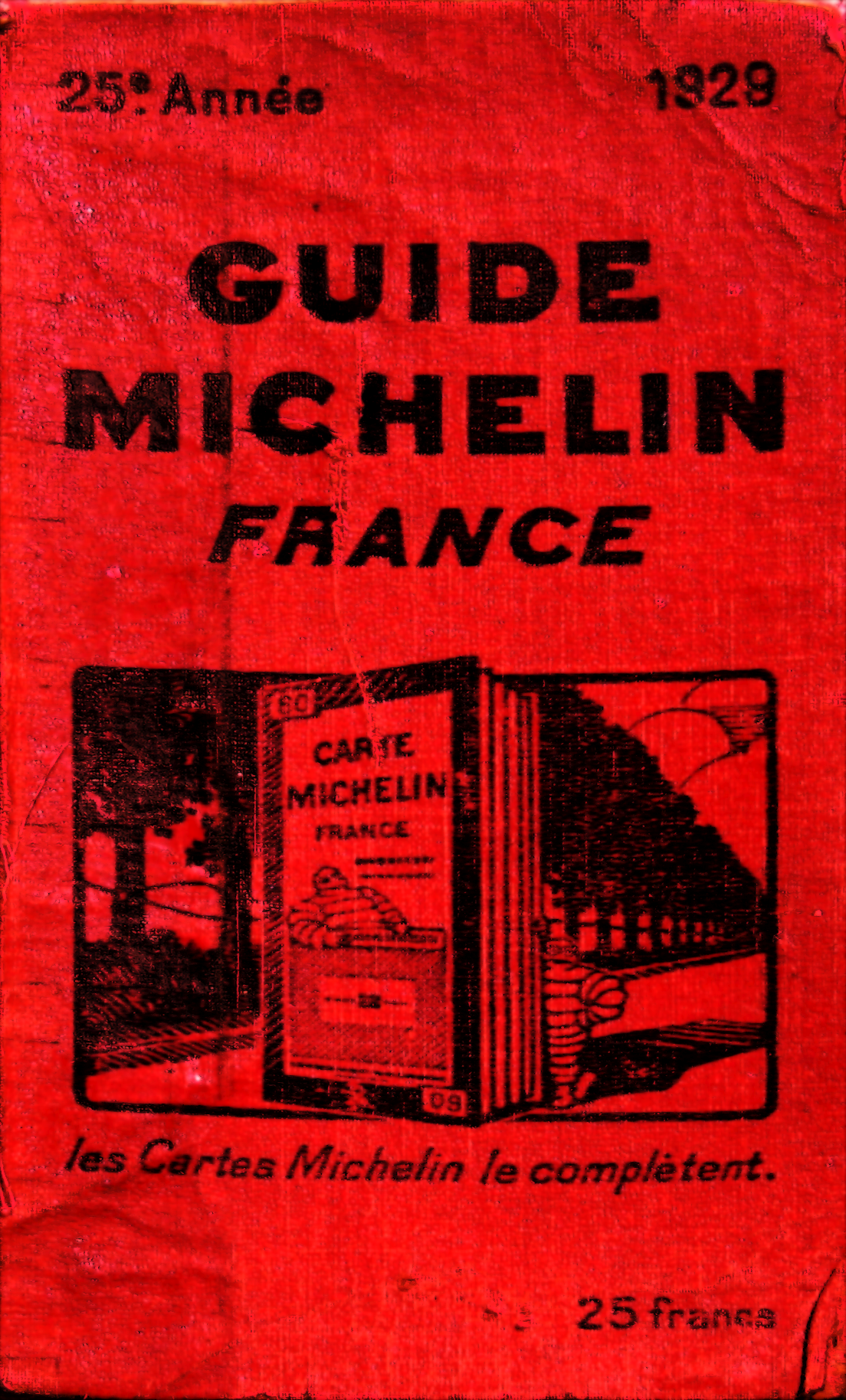
Portada de la Guide Michelin de Francia (1929)

En 1900 empezó a publicarse la Guide Michelin, una guía destinada a viajeros que ofrecía información y valoraciones críticas sobre los restaurantes, hoteles y demás establecimientos culinarios de Francia y, posteriormente, de otros países. Se hizo famosa por calificar con estrellas a los establecimientos analizados, según la calidad de los mismos, hasta un máximo de tres. Con el tiempo, la adjudicación de estrellas comportaba para el local fama y prestigio, así como distinción profesional para su chef, que con tres estrellas llegaba a la cúspide de su carrera.
En este siglo, los restaurantes franceses siguieron teniendo la primacía en cuanto a prestigio y calidad, aunque hubo un relevo en los nombres más famosos: los más célebres al inicio de la centuria eran Voisin, Paillard, La Tour d'Argent, Durand, Henri y el Ritz, y fue cobrando un creciente renombre Maxim's. Sin embargo, a nivel internacional los restaurantes fueron apostando cada vez más por las cocinas locales y étnicas y, en las principales ciudades del ámbito occidental, se fueron instalando paulatinamente restaurantes de todo tipo de cocina internacional: italiana, griega, española, china, japonesa, india, tailandesa, mexicana, argentina, árabe, etc. Otra tendencia fue la de grandes cadenas de restaurantes: en 1909 empezaron a crearse en Inglaterra los Lyons Corner Houses, edificios de hasta cinco pisos de altura que dedicaban una planta baja a mostradores de repostería, dulces y flores, y los siguientes a distintas variedades de comedores; podían incluir otros servicios, como peluquerías, cabinas telefónicas y otros, y estaban abiertos las veinticuatro horas del día.

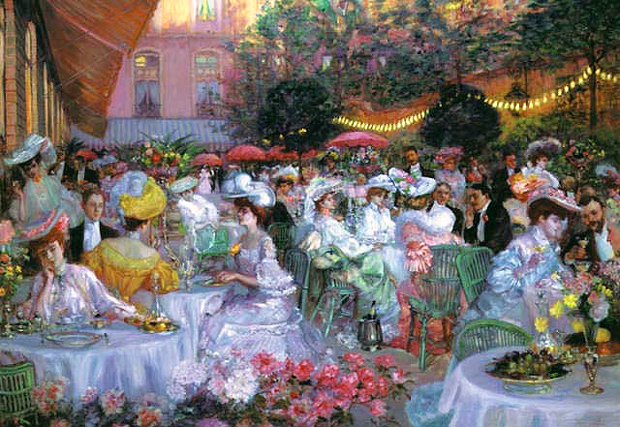
Terraza del Hotel Ritz de París, cuadro de Pierre-Georges Jeanniot (1908)

Desde la Segunda Guerra Mundial los hábitos gastronómicos variaron sustancialmente, debido a los nuevos adelantos en conservación de alimentos y elaboración de productos prefabricados, que impulsaron a la industria alimentaria a cotas de gran producción. La geografía gastronómica se fue descentralizando, debido a los adelantos en transportes (automóvil, avión) y la mayor disponibilidad para viajar gracias a las vacaciones pagadas, lo que incentivó los restaurantes alejados de las grandes urbes y las cocinas regionales. El nuevo consumismo impulsó igualmente el afán de novedades, lo que potenció el auge de cocinas exóticas y poco conocidas, como la china, japonesa, vietnamita y de otras nacionalidades. La alimentación se internacionalizó, de tal manera que en cualquier parte del mundo era posible encontrar todo tipo de alimentos de diversa procedencia, incluso productos estacionales que no fuesen propios de la estación vivida en una determinada región. Se trataba entonces de un alimento deslocalizado, tanto geográfica como climáticamente. Surgió así la etiqueta ethnic food (comida étnica), con productos como la salsa de soja, el guacamole, el nước mắm y otros, presentes en la actualidad en cualquier supermercado.

Escuela de cocina en Oxford

Tras la contienda, la cuisine bourgeoise entró en declive, pero en los años 1970 fue de nuevo Francia la que lideró una reforma en la gastronomía que fue apodada como nouvelle cuisine («nueva cocina»), liderada por los críticos gastronómicos Henri Gault y Christian Millau, autores del artículo Vive la Nouvelle Cuisine française (1973). Esta nueva fórmula buscaba la innovación, la creación inventiva de nuevas y originales recetas, más ligeras y sencillas, naturales y nutritivas, con menús más cortos, preocupación por la estética del plato, con una apuesta decidida por los nuevos adelantos tecnológicos y por las más estrictas medidas de higine —hasta entonces no excesivamente habituales—, así como por los productos frescos y la elaboración inmediata antes de servir —era costumbre tener numerosos platos precocinados para cuando fuesen demandados por el cliente—. Este nueva concepción se les ocurrió a Gault y Millau en una comida en el restaurante de Paul Bocuse, que se convirtió en uno de los abanderados de la nueva cocina, así como los hermanos Jean y Pierre Troisgros, Michel Guérard, Alain Senderens, Alain Chapel, Roger Vergé, Raymond Oliver, Joël Robuchon y otros. En la nueva cocina francesa, se abandonaron las salsas excesivamente ligadas por una nueva concepción de la salsa más ligera, que preserve y revele el sabor original de los alimentos. Para ello, en vez de harina o mantequilla se usaban productos lácteos bajos en grasas, como yogur, crema o mantequillas ligeras, o bien con puré de verduras. También se buscaban nuevas técnicas de cocción, lo que resultaba en unos fondos poco cocinados, tan solo con el tiempo justo. Por otro lado, se pusieron de moda nuevamente las mousses, más fáciles de elaborar gracias a la introducción de la batidora y el cúter.

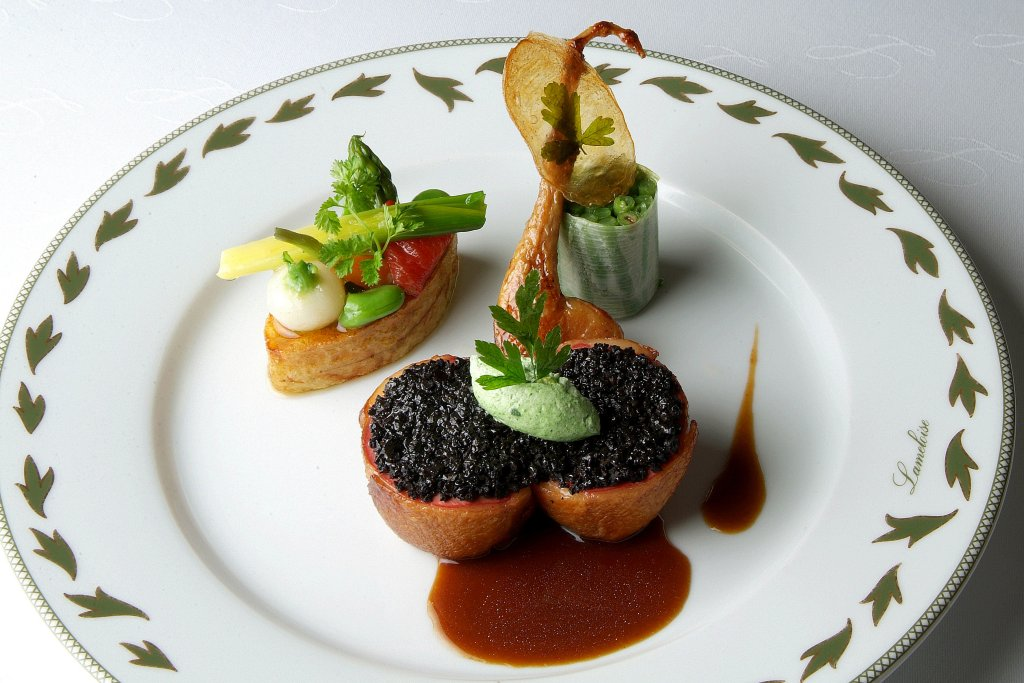
Un plato del chef tres veces estrella Michelín, Jacques Lameloise, perteneciente a la corriente gastronómica de la nouvelle cuisine

La nouvelle cuisine tuvo un rápido éxito y se expandió por todo el mundo, donde se adaptó a las cocinas locales de cada país. Numerosas escuelas de hostelería se adaptaron a esta nueva forma de cocinar, como la escuela Tsuji de Osaka (Japón), el Institut de Tourisme et Hôtellerie de Quebec en Montreal (Canadá), la Escuela de Hostelería y Turismo de Estoril (Portugal), el Taylor College de Kuala Lumpur (Malasia), el Hotel Fach Schule de Heidelberg (Alemania), etc. La interrelación entre la cocina francesa y la de otros países provocó un cierto mestizaje y, así como las novedades del país galo impulsaron las cocinas regionales de numerosas zonas del mundo, la propia cocina francesa recibió nuevas técnicas y productos de otros países. Así, por ejemplo, aumentó el consumo de especias exóticas; se diversificaron las técnicas de cocción gracias al uso de los cestos de vapor asiáticos; y evolucionó notablemente la decoración de los platos, gracias sobre todo a la influencia de las artes decorativas asiáticas, especialmente la japonesa.

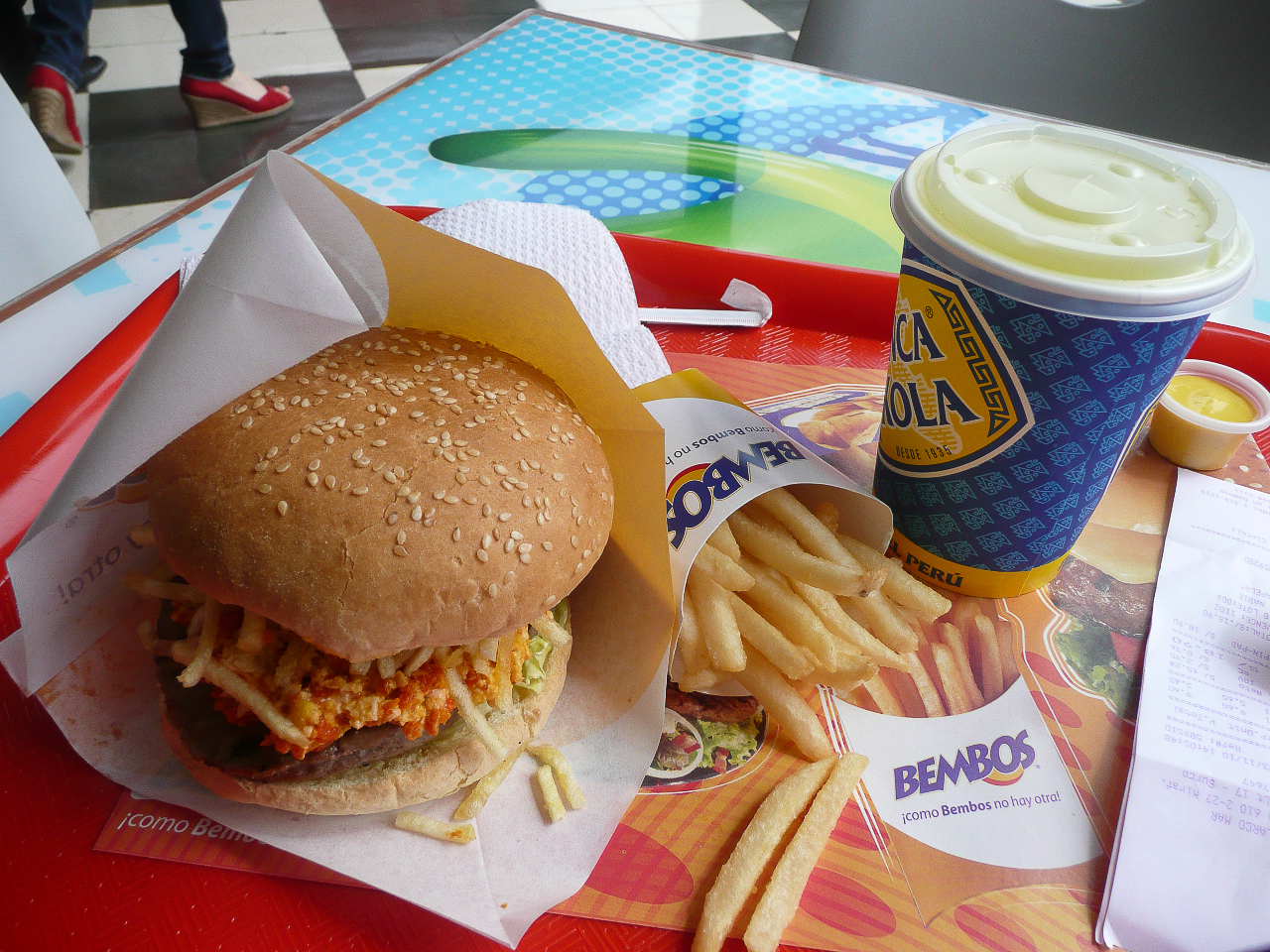
La comida rápida fue el gran fenómeno en establecimientos culinarios del

Otro fenómeno contemporáneo fueron los establecimientos de comida rápida —también coconida como fast food en inglés—, generalmente especializados en un producto estrella, como las hamburgueserías o las pizzerías: entre las cadenas más famosas se encuentran McDonald's, Burger King, Pizza Hut y Kentucky Fried Chicken. En el ámbito de la gastronomía árabe han proliferado los establecimientos tipo döner kebab. También surgieron puestos ambulantes y quioscos para la venta de diversos productos, como perritos calientes (hot dog), sándwiches, tacos, burritos, churros, helados, gofres, etc. Entre estos se encuentran las gastronetas o food trucks, unas furgonetas que sirven comida rápida de múltiples variedades. Estos productos han sido calificados en ocasiones como «comida basura», por su escasa calidad nutritiva y alto aporte energético, que ha provocado en grandes consumidores de estos productos problemas de obesidad u otros relacionados con la malnutrición.

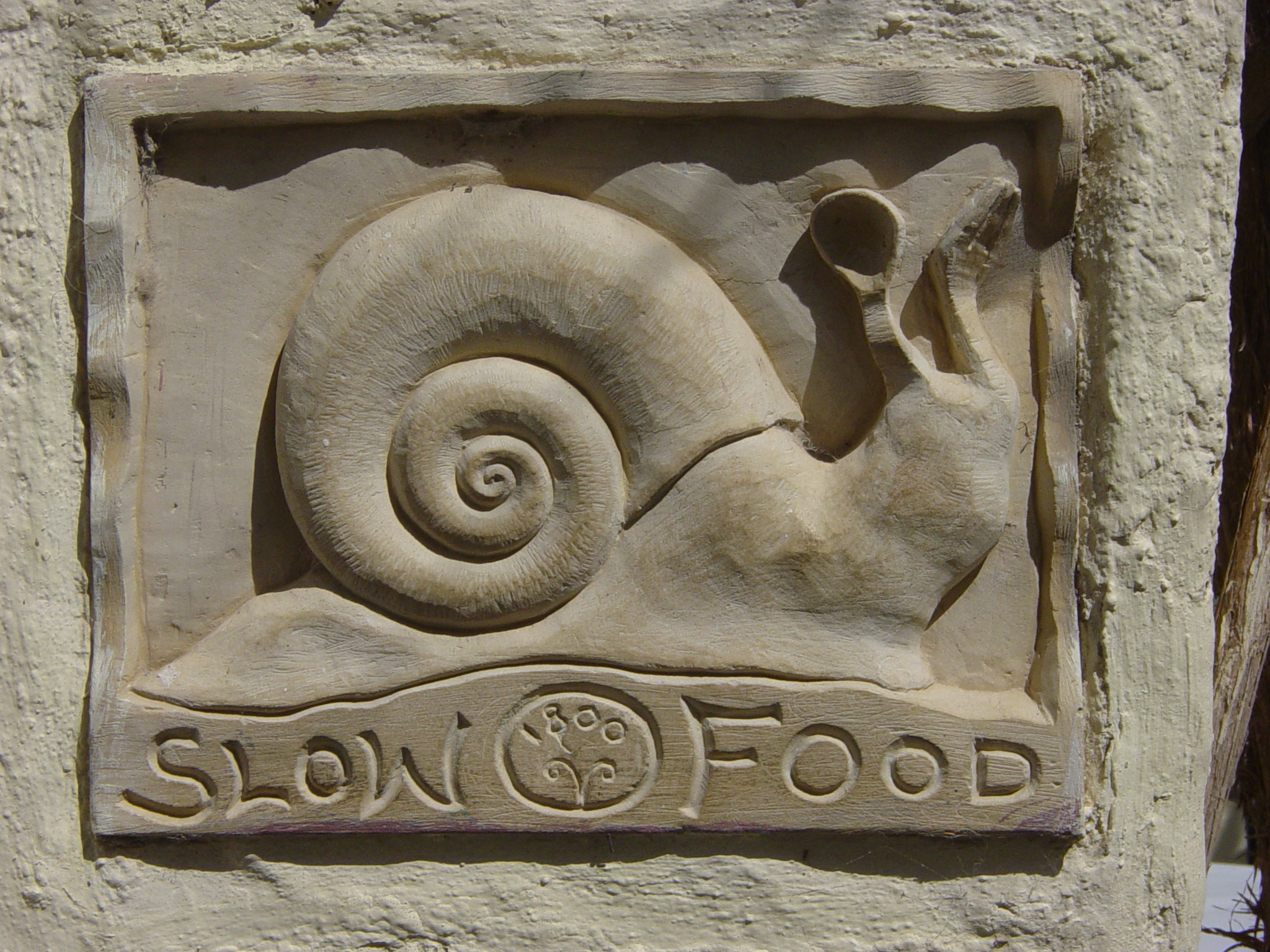
Logotipo del concepto slow food, en un restaurante de Santorini

Frente a ello, en 1984 surgió el concepto de slow food (comida lenta), un movimiento surgido en aras de un nuevo concepto gastronómico en que predomine el disfrute de la comida, con una mezcla de conocimiento y placer, con una defensa de la cocina tradicional y de los productos naturales. También en contrapartida, en las últimas décadas del siglo surgió una nueva preocupación por la comida sana, basada en productos ecológicos, y se puso de moda la cocina vegetariana. Surgieron entonces numerosos establecimientos de productos de dietética, así como restaurantes vegetarianos y macrobióticos.

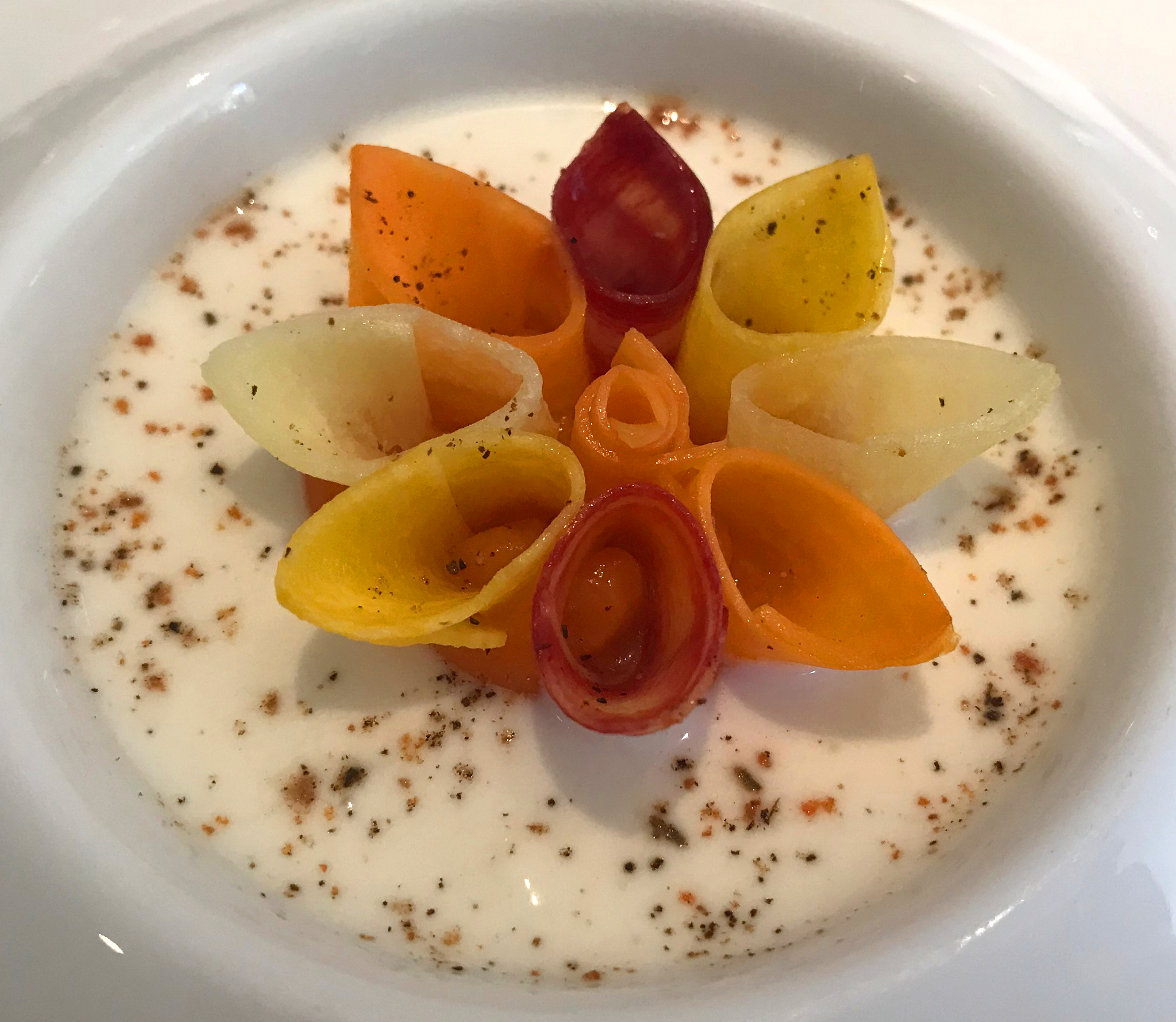
La carotte plurielle, Maison Pic, Valence

En los años 1990 surgió en Francia un nuevo debate sobre el rumbo que debía tomar la gastronomía: frente a los defensores de la cocina tradicional de signo regional surgió una nueva generación de cocineros partidarios del mestizaje, de una cocina internacional que fue denominada por los periodistas como world cuisine, liderada por Alain Ducasse. Los partidarios de la tradición defendían los productos autóctonos, una cocina supuestamente «auténtica», frente a quienes postulaban que la cocina tradicional era ya de origen deudora de numerosos préstamos foráneos. Este debate se internacionalizó y, en todos los países, surgieron defensores de la cocina local y otros abiertos a la hibridación y la incorporación de un acervo más exótico y diverso.
Desde entonces, la cocina internacional se caracterizó por la creatividad y la investigación, y surgieron varias tendencias encaminadas a diversos aspectos del arte culinario: cocina de autor, cocina fusión, cocina de investigación, cocina de rescate, cocina de deconstrucción, cocina molecular, etc. También aumentó la consideración social del chef, que fue visto cada vez más como un artista, como alguien creativo y original.

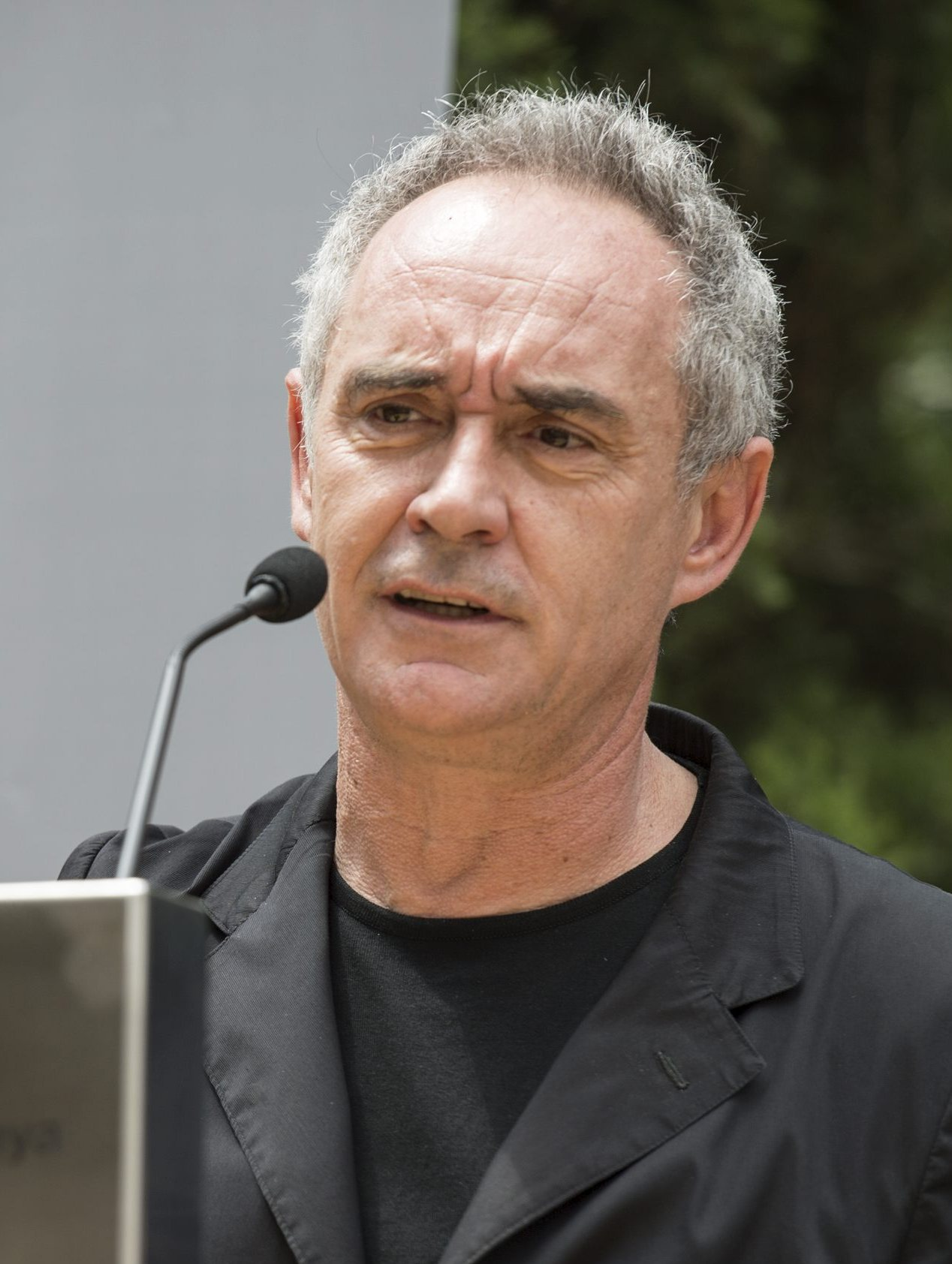
Ferran Adrià

La cocina de autor se basa en la creación de nuevas propuestas culinarias, generalmente partiendo del acervo tradicional local de origen de cada cocinero, desde el cual se innova y se experimenta hasta obtener un nuevo plato original y exclusivo, en ocasiones con elementos de fusión con cocinas de otros países. Su objetivo es la búsqueda de nuevos sabores, aromas y texturas, al tiempo que buscan elaborar una cocina más nutritiva, variada y creativa.

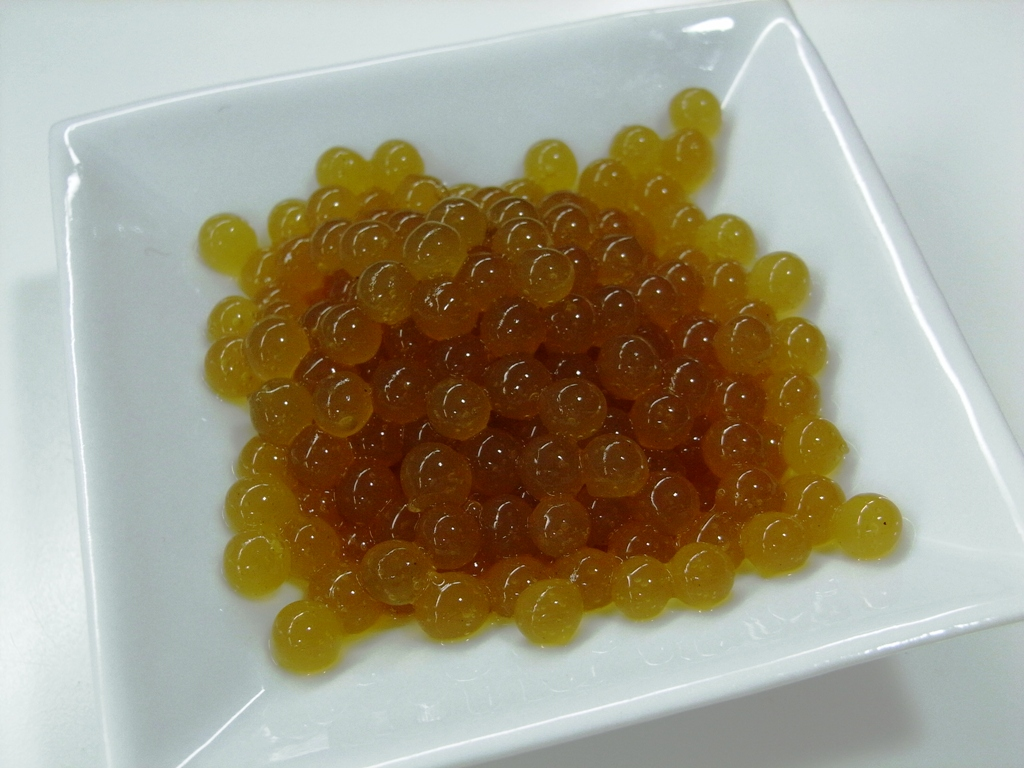
Esferificación de té verde, plato innovador de Ferran Adrià

La cocina molecular —término introducido por los físicos Hervé This y Nicholas Kurti— aprovecha los nuevos adelantos de la ciencia, tanto técnicos como biológicos. Se basa en el estudio de las propiedades de los alimentos (vitaminas, proteínas, minerales) y en la alteración de su estructura molecular para cambiar dichas propiedades. Para ello se utilizan nuevas técnicas, como la espuma, el aire, la gelatina caliente, la cocción interna, la cocina al vacío, la criococina (con nitrógeno líquido). Uno de sus máximos exponentes ha sido Heston Blumenthal.
Uno de los cocineros contemporáneos más relevantes ha sido Ferran Adrià, apodado por la revista Gourmet «el Salvador Dalí de la cocina». Desde su puesto al frente del restaurante El Bulli (Cala Montjoi, Gerona) desarrolló una cocina creativa e innovadora, basada en la cocina mediterránea y con cierta influencia de la cocina francesa. Sus platos se basaban en productos frescos, con sorprendentes contrastes de sabor, textura y temperatura. Su afán innovador le llevó a la creación o desarrollo de nuevas técnicas, como la deconstrucción, las espumas de sifón, la esferificación o el empleo de nitrógeno líquido. Otra de sus señas de identidad fue el minimalismo en la presentación de platos. Gracias a su técnica y estilo original y vanguardista, El Bulli fue nombrado cinco veces Mejor Restaurante del Mundo por la revista británica Restaurant. Adrià tuvo diversos discípulos, entre los que destacaron Sergi Arola y José Andrés.
Otros cocineros de relevancia en los últimos tiempos han sido: Michel Bras, Pierre Gagnaire, René Redzepi, Donato de Santis, Juan María Arzak, Martín Berasategui, Joan Roca, Mauro Colagreco, Christophe Bacquie, Arnaud Donckele, Emmanuel Renault, Anne-Sophie Pic y Carme Ruscalleda, entre otros.